# Museum of Fine Arts, Houston
Museum of Fine Arts, Houston (w skrócie MFAH) – muzeum sztuki w Houston założone w 1900 roku, jest największą instytucją kulturalną w południowo-zachodnim regionie Stanów Zjednoczonych. Posiada w swych zbiorach ponad 65 000 eksponatów dokumentujących 6000 lat działalności artystycznej człowieka. W skład kompleksu muzealnego wchodzą obok galerii również: kino, dwie biblioteki naukowe, archiwa publiczne oraz nowoczesna pracownia konserwacji dzieł sztuki.
W okresie od 1 lipca 2010 do 30 czerwca 2011 roku muzeum odwiedziło ponad 3,6 miliona gości.

## Historia i działalność

### XX wiek

#### Lata 1900–1930
Muzeum Sztuk Pięknych w Houston jest najstarszym muzeum sztuki w Teksasie. Jego korzenie sięgają Public School Art League, założonej w 1900 roku przez grupę pięciu kobiet pod przewodnictwem Emmy Richardson Cherry. Organizacja ta postawiła przed sobą zadanie ekspozycji dzieł sztuki w salach lekcyjnych. Organizowała również odczyty na temat sztuki oraz wystawy. W 1913 roku zmieniła nazwę na Houston Art League i poszerzyła zakres swojej działalności o zakup dzieł sztuki z zamiarem założenia publicznego muzeum. Otrzymała działkę przy South Main, ale jej wysiłki organizacyjne chwilowo przerwała I wojna światowa. Po zakończeniu wojny wznowiono starania zmierzające do utworzenia muzeum. Dzięki wsparciu Williama C. Hogga wybudowano neoklasycystyczny budynek muzeum, zaprojektowany przez architekta z Houston, Williama Warda Watkina, otwarty dla publiczności 12 kwietnia 1924 roku. W 1926 roku do pierwotnego budynku muzeum dobudowano dwa skrzydła, a w 1927 rozpoczęła działalność przymuzealna szkoła. W 1929 roku Houston Art League zmieniła swoją nazwę na Museum of Fine Arts of Houston, a tę z kolei zarząd muzeum skrócił na początku lat 60. do Museum of Fine Arts, Houston. Podwaliny pod kolekcję stałą muzeum stworzyła darowizna George’a M. Dicksona i jego siostry Belle z 1919 roku, złożona z 25 obrazów i kilku prac w innych mediach. Kolekcja przez następne lata powiększała się dzięki kolejnym darowiznom.

#### Lata 30.
W 1931 roku teksańska sufrażystka i filantropka Annette Finnigan (1873–1940) skontaktowała się z dyrektorem Chillmanem i zaoferowała pomoc w poszukiwaniu antyków do muzealnej kolekcji. Dyrektor zaakceptował jej propozycję. W efekcie w muzealnej kolekcji pojawił się zbiór dzieł sztuki Starożytnego Egiptu (między innymi ceramika, rzeźby, złota maska zmumifikowanej księżniczki, arkusz papirusu z Księgi umarłych). W ciągu następnych pięciu lat Finnigan zdobyła dla muzeum około 300 eksponatów, w tym gobeliny makaty, dywany z Indii, Hiszpanii, Grecji i Persji. Nabyła też zbiór bizantyjskich krzyży oraz 20 hiszpańskich mebli z XVI i XVII wieku, a w 1936 roku – znaczącą kolekcję greckich antyków, wśród których najstarsza była marmurowa statuetka datowana na 2500 rok p.n.e. Łącznie darowizna Finnegan na rzecz Muzeum Sztuk Pięknych składała się z około 600 artefaktów.
W 1939 roku inna teksańska filantropka i kolekcjonerka sztuki, Ima Hogg (1882–1975) przekazała na rzecz muzeum ponad 100 prac na papierze, wykonanych przez takich artystów jak: John Singer Sargent, Paul Cézanne, Pablo Picasso, Emil Nolde, Lyonel Feininger i Paul Klee.

#### Lata 40.
W 1943 roku miała miejsce kolejna darowizna Imy Hogg, na którą składały się 53 obrazy olejne, 10 akwarel i 1 rzeźba z brązu Frederica Sackridera Remingtona. Darowizna otrzymała miano Remington Collection.
11 grudnia 1944 roku Muzeum Sztuk Pięknych otrzymało darowiznę obrazów i rzeźb znanych jako Edith A. i Percy S. Straus Collection. Percy S. Straus (1877–1944) był znanym nowojorskim filantropem i kolekcjonerem. Na jego zbiory składało się ponad 80 dzieł sztuki, a dominowała w nich kolekcja obrazów europejskich pochodzących z okresu od XIII do XIX wieku i obejmujących istotne prace artystów flamandzkich, sieneńskich, florenckich, weneckich, niemieckich i angielskich. Choć Strausowie mieszkali na stałe w Nowego Jorku, zdecydowali się umieścić swoją kolekcję w Houston, ponieważ uważali, że zbiory sztuki należy rozwijać nie tylko w Nowym Jorku czy Waszyngtonie ale też w innych regionach, w tym w południowo-zachodnich Stanach Zjednoczonych. Strausowie nabyli większość swoich eksponatów w Europie i przechowywali jako prywatną kolekcję w swoim nowojorskim domu. Po śmierci Percy S. Strausa 6 kwietnia 1944 roku kolekcję przeniesiono do Houston. Stała się ona zalążkiem zbiorów sztuki renesansowej.
W latach 1947–1964 muzeum otrzymało, partiami, dzieła sztuki z Robert Lee Blaffer Memorial Collection, należącej do Roberta Lee Blaffera, a podarowanej przez wdowę po nim, Sarah Campbell Blaffer. Kolekcja ta obejmuje sztukę renesansu i baroku:
- około 200 obrazów olejnych, powstałych w okresie od XVI do XX wieku, namalowanych przez takich artystów jak: Lucas Cranach starszy, Luca Giordano, Willem van Aelst, Sandro Botticelli, Jean Chardin, Antoon van Dyck, Lyonel Feininger, Thomas Gainsborough, Orazio Gentileschi, Edvard Munch, Joshua Reynolds i Paolo Veronese;
- prace na papierze: ponad 400 drzeworytów, grawiur, akwafort, litografii i akwatint, tworzonych przez artystów począwszy od Albrechta Dürera poprzez Williama Hogartha do Francisca Goi i Théodore'a Géricault. Tę grupę zbiorów uzupełnia niewielki zbiór brytyjskich akwarel;
- rzemiosło artystyczne, głównie gabinety osobliwości[6].

#### Lata 50.

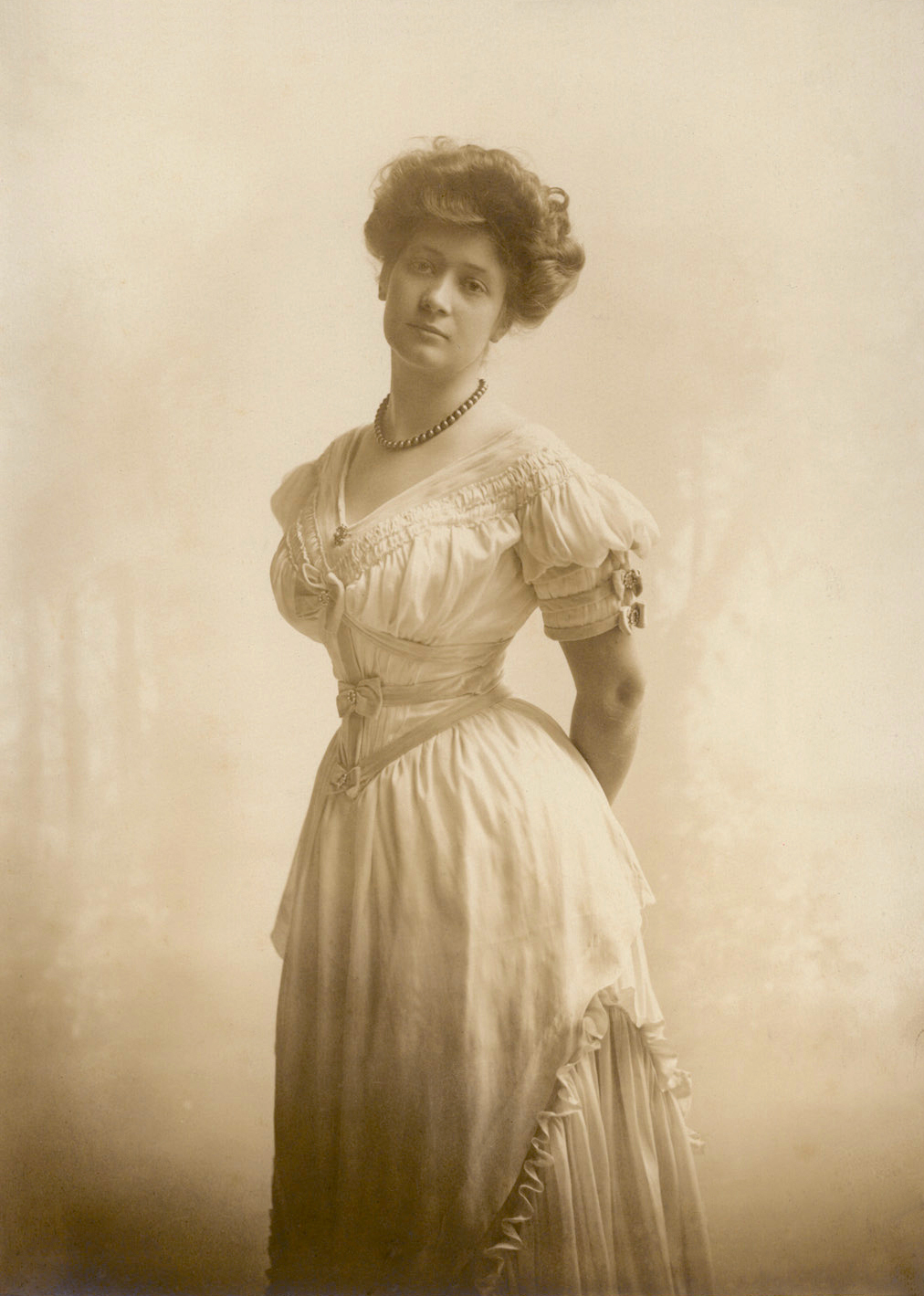
Ima Hogg, „pierwsza dama Teksasu”, jedna z głównych donatorek muzeum

W kwietniu 1951 roku muzeum otrzymało, na zasadzie stałego wypożyczenia, około 30 obrazów z Kress Collection. Zostały one udostępnione publiczności w październiku 1953 roku. Już w latach 30. założyciel kolekcji, Samuel Henry Kress podarował muzeum kilka znaczących obrazów Starych Mistrzów: w 1930 obraz Lorenzo Lotto, w 1934 dwa obrazy tablicowe malarzy szkoły lombardzkiej i w 1939 Madonnę z Dzieciątkiem Bartolomeo Veneto. Fragmenty kolekcji Kressa zostały po raz pierwszy wystawione w MFAH w marcu i kwietniu 1933 roku, jako część wystawy objazdowej. Kolekcja Kressa została ulokowana w nowo wyremontowanym Sterling Wing, dobudowanym w 1926 roku do głównego gmachu muzeum.
W 1957 roku muzeum otrzymało jedną z największych i najważniejszych darowizn w swojej historii, kiedy Ima Hogg przekazała na jego rzecz swoją posiadłość, Bayou Bend i kolekcję amerykańskich obrazów i rzemiosła artystycznego. Pierwszy dyrektor muzeum, James Chillman Jr., zaproponował skromny program wystawowy, na który składały się głównie pokazy sztuki lokalnej. W 1954 Chillmana zastąpił Lee Malone, pierwszy pełnoetatowy dyrektor muzeum. Pod jego kierownictwem muzeum weszło w bardziej profesjonalny okres działalności organizując wystawy skompilowane z eksponatów pochodzących z kolekcji publicznych i prywatnych w Stanach Zjednoczonych i za granicą i zapoczątkowując znaczące wystawy objazdowe. Wraz z poszerzaniem się kolekcji zbudowano kolejne obiekty dla pomieszczenia rosnących zbiorów. Zaprojektowany przez architekta Johna F. Stauba w 1927 roku Bayou Bend (obecnie Bayou Bend Collection and Gardens) został otwarty dla publiczności w 1966 roku, w 1953 roku ukończono Robert Lee Blaffer Memorial Wing i Frank Prior Sterling Galleries, w 1958 roku otwarto Cullinan Hall, dar Niny J. Cullinan. Zaprojektowany przez renomowanego, modernistycznego architekta Ludwiga Miesa van der Rohe ma 929 m² powierzchni wystawowej.

#### Lata 60.
Malone opuścił Museum of Fine Arts w 1959 roku, a przez dwa lata muzeum kierował, jako dyrektor tymczasowy, James Chillman. W 1961 roku na stanowisko nowego dyrektora powołano Jamesa Johnsona Sweeneya. Sweeney w czasie swojej kadencji zorganizował serię znaczących wystaw: Three Spaniards: Picasso, Miró, Chillida (1961), Derain: Before 1915 (1961), The Olmec Tradition (1963) i The Heroic Years: Paris 1908–1914 (1965). Zbiory muzeum wzbogaciły się w tym czasie między innymi o około 200 dzieł sztuki prekolumbijskiej oraz o liczne dzieła współczesnej sztuki Afryki i Oceanii. Presja braku środków i brak akceptacji dla gustu artystycznego Sweeneya, skłoniły w 1967 roku zarząd muzeum do rozwiązania z nim umowy o pracę. Jego następcą na okres 2 lat został dyrektor tymczasowy Mary Hancock Buxton. Guy Philippe de Montebello, dyrektor muzeum w latach 1969–1974 zreorganizował pracę personelu muzeum wynajmując kuratorów dla każdego działu muzeum i powiększając jego kadrę nauczycielską. Poprawił też sytuację finansową instytucji.

#### Lata 70.
Pod kierownictwem de Montebello rada dyrektorów ustaliła, że muzeum powinno gromadzić i pokazywać sztukę ze wszystkich obszarów i okresów. W latach 70. za pieniądze pochodzące z fundacji oraz darowizn zakupiono dzieła sztuki rzymskiej, średniowiecznej, renesansowej oraz obrazy impresjonistów i postimpresjonistów. 14 stycznia 1974 roku otwarto dla publiczności Brown Pawilon, dzięki nowemu budynkowi przestrzeń wystawowa muzeum wzrosła do około 6900 m². Wkrótce po otwarciu nowego budynku Montebello odszedł do Metropolitan Museum of Art, gdzie objął stanowisko zastępcy dyrektora, a jego następcą został William Agee, który zorganizował dwie głośne w Stanach Zjednoczonych wystawy: Modern American Painting, 1910–1940: Toward a New Perspective (1977) and Patrick Henry Bruce: American Modernist (1979). Podczas 8-letniej kadencji Williama Agee muzeum zorganizowało kilka udanych wystaw objazdowych. Donacja z 1976 roku pozwoliła Muzeum na poszerzenie kolekcji XX-wiecznej fotografii amerykańskiej i europejskiej. Środki finansowe Brown Foundation z kolei umożliwiły zakup ważnych dzieł sztuki z różnych okresów, zwłaszcza XX-wiecznych amerykańskich obrazów. W 1977 roku muzeum nabyło działkę i zbudowało na niej budynek przeznaczony na przymuzealną szkołę.

#### Lata 80.
W 1982 roku nowym dyrektorem został Peter Marzio. W latach 80. muzeum poprzez wystawy wspierało artystów lokalnych i regionalnych: Fresh Paint: the Houston School (1985), The Texas Landscape, 1900–1986 (1986) i Tradition and Innovation: A Museum Celebration of Texas Art (1990). W 1986 roku za pieniądze Cullen Foundation zbudowano ogród rzeźby, w którym znalazły się dzieła takich twórców, jak Henri Matisse, Auguste Rodin, Antoine Bourdelle i Alexander Calder. Pod koniec lat 80. w kolekcji stałej Muzeum Sztuk Pięknych znajdowało się ponad 20 000 dzieł sztuki. Za kadencji Marzio muzeum powiększyło swoje zbiory fotografii, ubiorów i angielskiego rzemiosła artystycznego.

#### Lata 90.
W 1991 roku muzeum zatrudniało 382 osoby i było zarządzane przez liczącą 87 członków radę. Finansowe wsparcie otrzymywało ze strony National Endowment for the Arts, National Endowment for the Humanities, Texas Commission on the Arts, Cultural Arts Council of Houston i innych agencji rządowych oraz z prywatnych fundacji i korporacji, składek członkowskich i innych źródeł. Oprócz wystaw muzeum organizuje zwiedzanie, wykłady, pogadanki w galeriach i cykle filmowe. Do dyspozycji badaczy jest biblioteka licząca 74 000 woluminów oraz archiwum historyczne. W archiwum muzealnym znajduje się również ponad 700 rolek mikrofilmów na temat sztuki Teksasu i okolicznych stanów, zgromadzonych przez Archives of American Art. W 1992 roku hiszpańskiemu architektowi Rafaelowi Moneo zlecono zaprojektowanie kompleksu położonego na wschód od budynku głównego muzeum. Budowę rozpoczęto w 1995 roku, a w 1999 roku otwarto gmach dla publiczności. Muzeum jest stowarzyszone z American Association of Museums, Texas Association of Museums, American Federation of Arts, American Arts Alliance i American Association of Museum Directors.

### XXI wiek
W marcu 2000 roku, w związku z 100. rocznicą Museum of Fine Arts, Houston, oddano do użytku Audrey Jones Beck Building, nazwany tak na cześć kolekcjonerki dzieł impresjonistów i postimpresjonistów. W budynku mieści się obszerna kolekcja stała sztuki amerykańskiej i europejskiej. I dekada XXI wieku upłynęła pod znakiem wystaw sztuki afrykańskiej i latynoamerykańskiej. Powiększono zbiory fotografii i sztuki współczesnej, w tym latynoamerykańskiej. Nowe nabytki to między innymi: 3760 zdjęć z Manfred Heiting Collection of Photography, dzieła Pabla Picassa, Franza Kline’a, Hansa Hofmanna i Andy Warhola oraz znaczących artystów z Ameryki Łacińskiej, takich jak: Xul Solar, Joaquín Torres García, Francisco Matto, Antonio Berni i Gego.
Z początkiem 2012 roku nowym dyrektorem muzeum został Gary Tinterow, który poprzednio był przez 28 lat dyrektorem Metropolitan Museum of Art. Za jego powołaniem na to stanowisko przemawiały: wieloletnie doświadczenie, zaangażowanie w działalność i umiejętność organizowania dużych wystaw. Nowy dyrektor objął swoje obowiązki w trudnym dla muzeum okresie, kiedy stanęło ono w obliczu budowy nowych obiektów, niezbędnych zarówno dla rosnących zbiorów jak i dla poszerzonej oferty programowej, obejmującej wystawy objazdowe, teatr i ośrodek badawczy
.

## Budynki

### Pierwotny budynek muzeum
Pierwotny budynek MFAH, zbudowany w 1924 roku, był pierwszym muzeum sztuki, które zbudowano w Teksasie. Pochodzący z Houston architekt William Ward Watkin zaprojektował go jako świątynię sztuki w stylu neoklasycystycznym, preferowanym w tamtym czasie. Watkin wówczas współpracował z dyrektorem muzeum Jamesem Chillmanem Jr., który, jak on, był profesorem na pobliskim Rice University. Watkin przewidywał w budynku wyłącznie przestrzeń wystawienniczą, ale Chillman w dodatkowych skrzydłach chciał umieścić biura administracyjne, magazyny i sale konferencyjne. Dodatkowe skrzydła zostały zakończone w 1926 roku, w którym to czasie Chillman wystawił amerykańskie obrazy z Grand Central Art Galleries w Nowym Jorku.

### Blaffer Memorial Wing
Blaffer Memorial Wing, zaprojektowany w 1953 przez Kennetha Franzheima (1890–1959), przeznaczony został pod nowe galerie, niezbędne dla wyeksponowania rosnących zbiorów. Nazwę otrzymał na cześć Roberta Lee Blaffera, współzałożyciela Humble Oil & Refining Co.

### Cullinan Hall

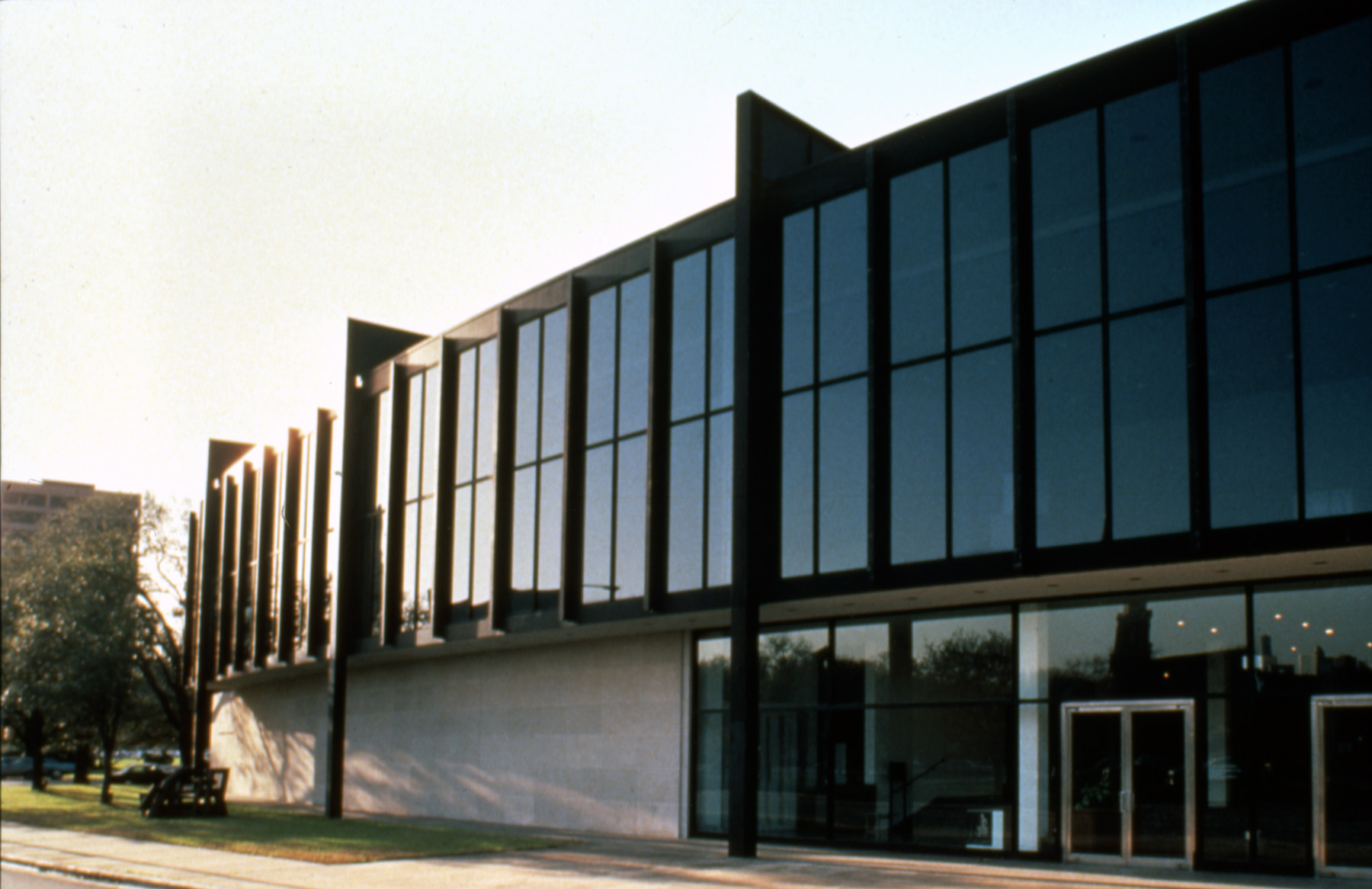
Cullinan Hall

W 1953 roku Nina J. Cullinan, patronka sztuki w Houston i założycielka szeregu instytucji kulturalnych w tym mieście, przekazała na rzecz muzeum darowiznę na wybudowanie nowego budynku, mającego być pamiątką po jej rodzicach. Projekt wykonał w 1954 roku Ludwig Mies van der Rohe. Budynek oddano do użytku w 1958 roku. Jest to modernistyczny, przeszklony pawilon, pozbawiony przęseł, z ruchomymi ścianami, mieszczący oprócz sali wystawowej również pomieszczenia magazynowe i techniczne. Architekturę gmachu uzupełnia obszerny trawnik przed wejściem, pomyślany jako miejsce ekspozycji dużych rzeźb.

### Brown Pavilion
Mies van der Rohe zaprojektował również kolejny obiekt, Brown Pavilion. W 1961 roku nowy dyrektor muzeum, James Johnson Sweeney, będący bliskim przyjacielem Miesa van der Rohe i entuzjastą zaprojektowanego przez niego Cullinan Hall, postanowił zlecić mu projekt kolejnego budynku przeznaczonego pod rosnące zbiory muzeum. Projekt powstał w latach 1965–1968. Choć Sweeney odszedł ze stanowiska w 1967 roku, projekt van der Rohe podtrzymał kolejny dyrektor muzeum, Philippe de Montebello; rozpoczął on swoją kadencję w 1969 roku, w tym samym, w którym zmarł Mies van der Rohe. Zaprojektowany przez niego pawilon miał ten sam detal architektoniczny i wykończenie co Cullinan Hall – białe gipsowe ściany, podwieszany, panelowy sufit i odsłonięte, stalowe kolumny. Oddany do użytku w 1974 roku nazwany został Brown Pawilon, na cześć fundacji braci Hermana i George’a R. Brownów, którzy umożliwili jego budowę. Wykonane przez van der Rohe projekty nowych budynków muzeum w Houston były pierwszymi w jego życiu projektami muzealnymi i zarazem jedynymi, jakie zaprojektował on w Stanach Zjednoczonych; drugim i ostatnim tego typu projektem w jego karierze była Neue Nationalgalerie w Berlinie.
10 czerwca 1998 roku pierwotny budynek muzeum, zaprojektowany przez Watkina, oraz obie jego dobudowy, Cullinan Hall i Brown Pavilion, otrzymały łączną nazwę Caroline Wiess Law Building – dla uhonorowania Caroline Wiess Law, donatorki muzeum.

### Bayou Bend

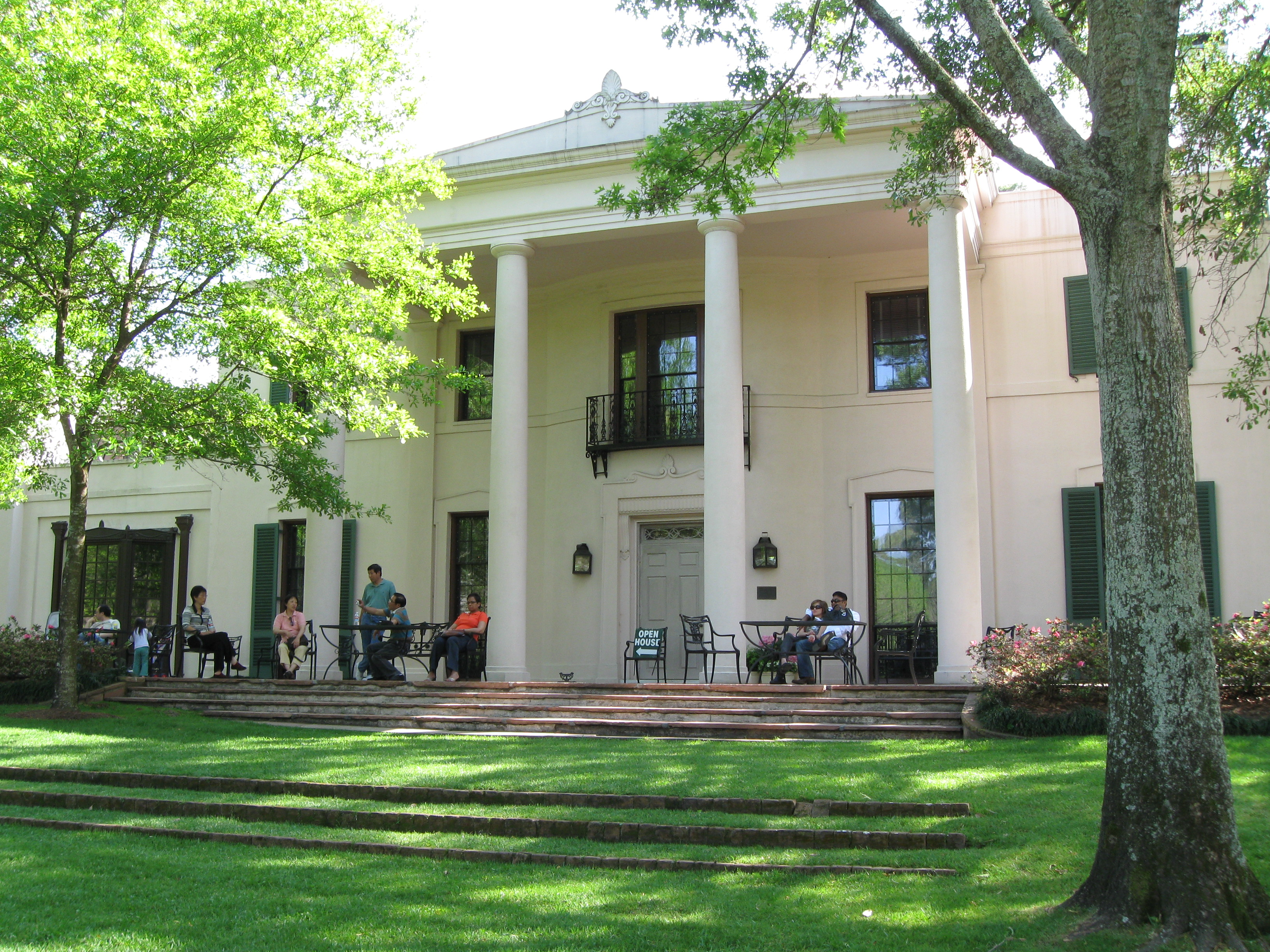
Fronton Bayou Bend

Pierwotny budynek Bayou Bend został zaprojektowany w 1927 roku przez Johna F. Stauba. Zleceniodawcami byli Ima Hogg i dwaj jej bracia, Will i Mike. Współpracowali oni ze Staubem, który w swoim projekcie połączył cechy dawnej architektury georgiańskiej i hiszpańskiej architektury kolonialnej Nowego Orleanu. Ima Hogg była zaangażowaną kolekcjonerką sztuki amerykańskiej, ze szczególnym uwzględnieniem sztuki Teksasu. Już w latach 1939 i 1943 podarowała ona część swych zbiorów muzeum, a w 1957 roku przekazała muzeum jako darowiznę całą swoją posiadłość wraz ze znajdującymi się w niej zbiorami dzieł sztuki. Przez następne lata nadzorowała przekształcanie się swojej byłej posiadłości w muzeum sztuki, które zostało otwarte dla publiczności w 1966 roku jako The Bayou Bend Collection of the Museum of Fine Arts, Houston. Położony na terenie River Oaks, dawnej posiadłości Hoggów budynek zajmuje wraz z przyległym ogrodem powierzchnię około 6,5 ha. Znajdujące się w nim zbiory sztuki amerykańskiej (malarstwo, meble, ceramika, rzemiosło dekoracyjne) należą do największych na świecie. W 1979 roku budynek Bayou Bend został wpisany na listę National Register of Historic Places pod nr #79002954.

### Alfred C. Glassell School of Art

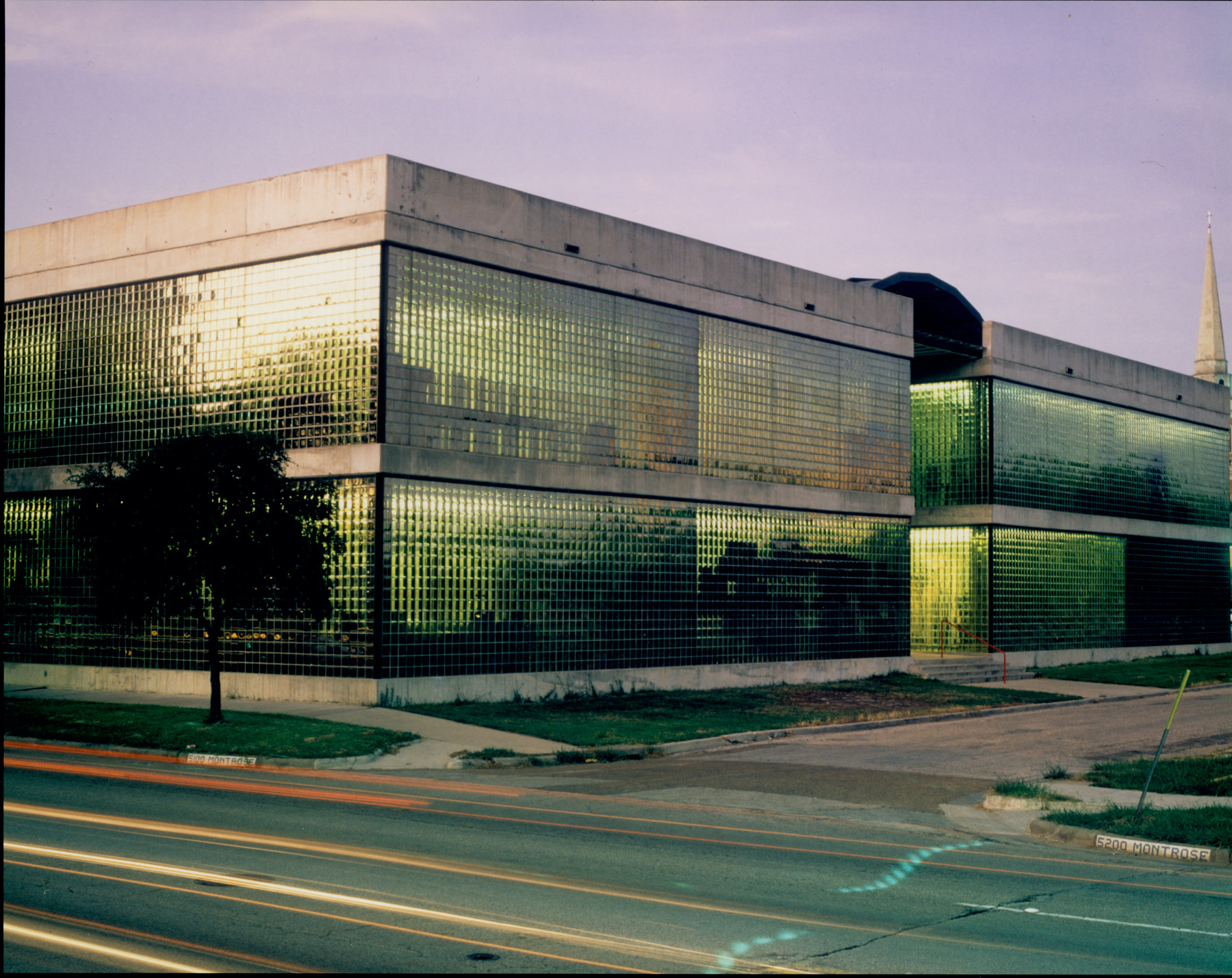
Alfred C. Glassell School of Art

W 1970 roku przemysłowiec i filantrop, członek zarządu muzeum, Alfred C. Glassell Jr. założył fundację na rzecz budowy nowej szkoły przy muzeum. Projekt we współpracy z dyrektorem Williamem C. Agee sporządził architekt z Houston, S. I. Morris. Jego plan przewidywał dwukondygnacyjny, prostokątny, przeszklony budynek o powierzchni około 3800 m², położony przy Montrose Boulevard. Szkoła imienia swego ofiarodawcy, Alfred C. Glassell School of Art została otwarta w 1979 roku.

### Lillie and Hugh Roy Cullen Sculpture Garden

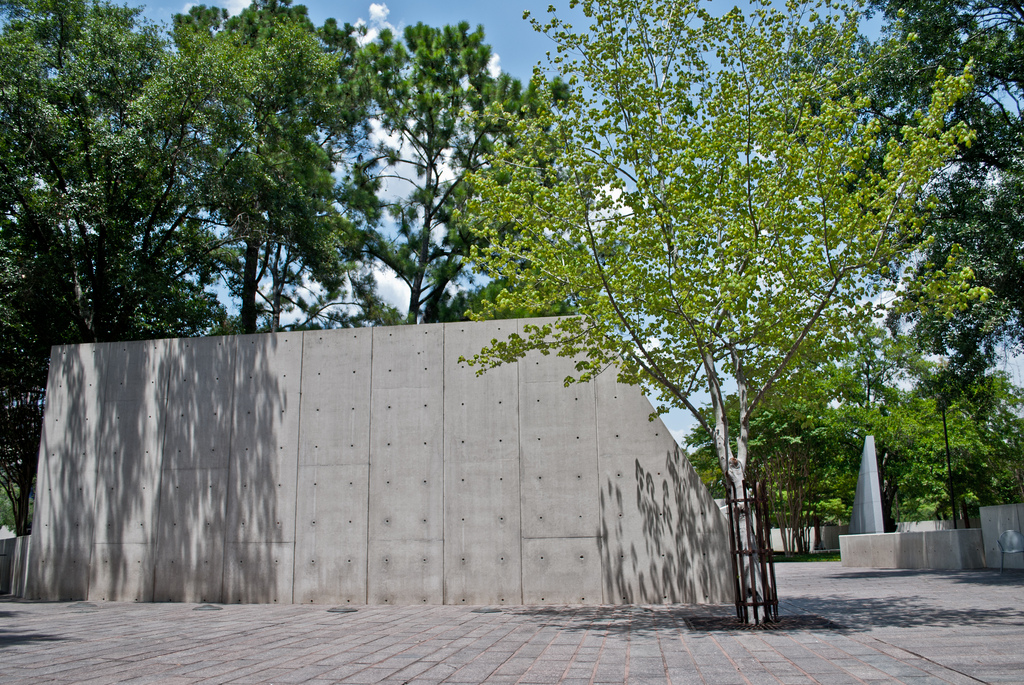
Lillie and Hugh Roy Cullen Sculpture Garden

W 1978 roku za pieniądze Brown Foundation, Inc., zakupiono grunt o powierzchni 0,4 ha, położony obok Alfred C. Glassell School of Art z zamiarem utworzenia na nim ogrodu rzeźby. Projekt w tym samym roku sporządził architekt japońskiego pochodzenia, Isamu Noguchi, a powstający ogród rada miasta Houston postanowiła 14 marca 1978 roku zadedykować przemysłowcowi i filantropowi Hugh Royowi Cullenowi i jego żonie Lillie. W lutym 1979 roku Noguchi przedstawił makietę ogrodu, a w 1983 roku opracowany na nowo jego plan. Prace rozpoczęto 6 lutego 1984 roku, a 5 kwietnia 1986 udostępniono gotowy ogród publiczności. Noguchi zaprojektował nowoczesny ogród odwołując się do tradycyjnej idei ogrodu, otoczonego betonowym murem, wypełnionego rzeźbami pośród załamanych krzywizn i ostrych kątów. Ogród rzeźby, usytuowany na wydłużonym planie, przy zbiegu ulic Bissonnet and Montrose Boulevard, nie był przeznaczony do pospiesznego zwiedzania, ale do kontemplacyjnego poznawania. Wypełniły go dzieła takich artystów jak: Louise Bourgeois, Dan Graham, Henri Matisse, Auguste Rodin i David Smith. W 1996 roku, z okazji 10-lecia istnienia ogrodu, wydano okolicznościowy katalog, a w 2006 roku, w 20. rocznicę – książkę, Isamu Noguchi: A Sculpture for Sculpture.

### Central Administration and Junior School Building
Po otwarciu Glassell School of Art 1979 roku, udział w zajęciach edukacyjnych poświęconych sztuce zaczął rosnąc w postępie geometrycznym. Ponieważ zwiększeniu uległa również administracja centralna muzeum, pojawiła się konieczność budowy nowego obiektu o przeznaczeniu administracyjno-edukacyjnym. Dyrektor Muzeum Peter C. Marzio zwrócił się do architekta z Houston, Carlosa Jiméneza z propozycją zaprojektowania nowego budynku administracyjnego z wyodrębnionym miejscem dla Junior School, jako części Glassell School of Art. Jiménez zaprojektował dwukondygnacyjny budynek w kształcie litery L, mający około 3900 m² powierzchni, położony po drugiej stronie Montrose Boulevard, naprzeciwko Glassell School of Art. Budynek został wzniesiony z tych samych materiałów, co inne budynki na terenie kampusu MFAH (wapień, metal, szkło) i oddany do użytku w 1974 roku.

### Rienzi

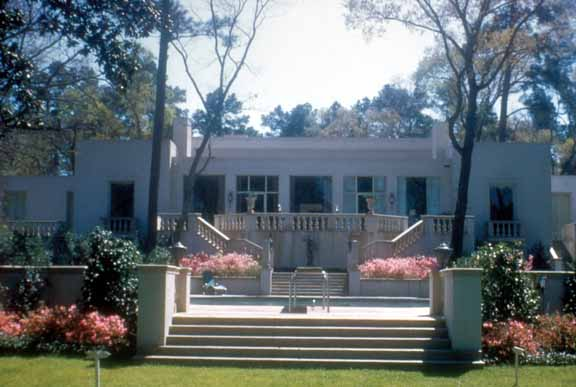
Rienzi

Budynek Rienzi jest położony, podobnie jak Bayou Bend, na terenie River Oaks. W 1952 roku małżonkowie Carroll Sterling Masterson i Harris Masterson III nabyli grunt od swojej sąsiadki, Imy Hogg i w tym samym roku zlecili Johnowi F. Staubowi, projektantowi Bayou Bend, sporządzenie planów swojej rezydencji. Rezydencja Mastersonów, nosząca nazwę Rienzi, na pamiatke dziadka Harrisa Mastersona, Rienzi Melville’a Johnsona, została ukończona w 1954 roku. W 1972 roku architekt Hugo V. Neuhaus dobudował salę balową, galerię i inne pomieszczenia, które zapewniły Harrisowi Mastersowi więcej miejsca pod jego rosnące zbiory obrazów, mebli i angielskiej ceramiki, stanowiących obecnie podstawę kolekcji Rienzi. Mastersonowie oficjalnie przekazali swoją rezydencję na rzecz muzeum w listopadzie 1991 roku, choć oboje mieszkali w niej nadal, aż do swojej śmierci (Carol Sterling Masterson w 1994 i Harris Masterson III w 1997 roku). Uprzednio przekazali muzeum kolekcję ceramiki angielskiej. Ich rezydencja była pomyślana jako centrum europejskiego rzemiosła artystycznego, w przeciwieństwie do Bayou Bend, stanowiącego centrum sztuki amerykańskiej. W kwietniu 1997 roku cała kolekcja Mastersonów została przekazana na rzecz muzeum. Ich były dom otwarto dla publiczności 1 maja 1999 roku.

### Audrey Jones Beck Building

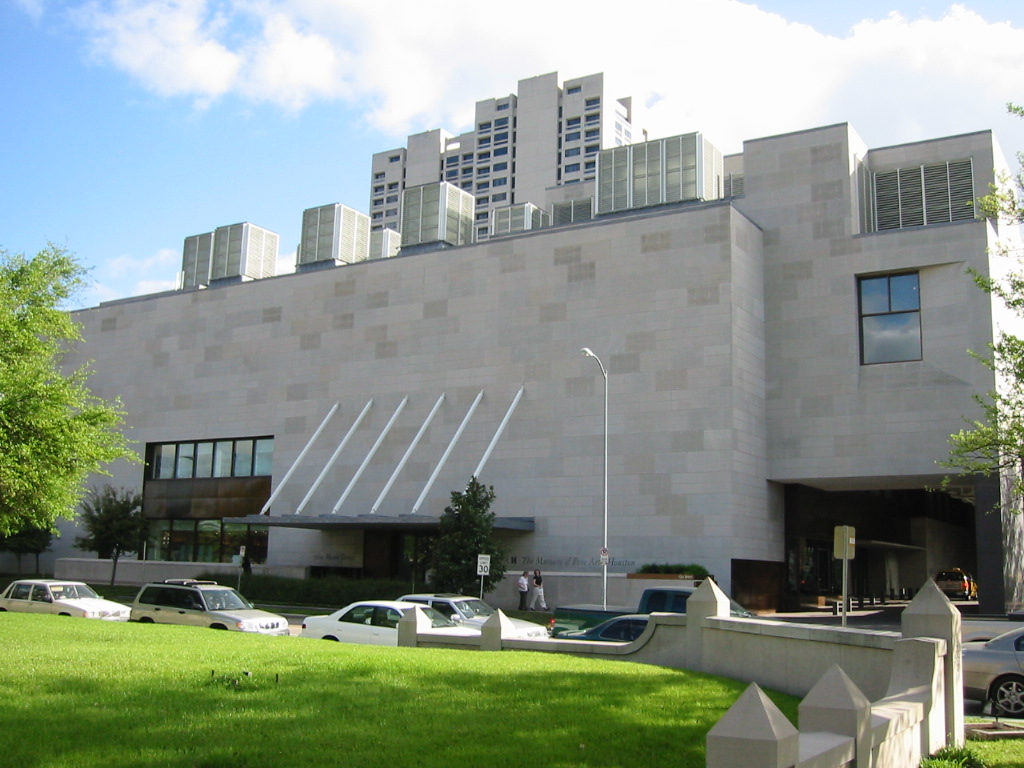
Audrey Jones Beck Building

Po dwóch latach poszukiwań do zaprojektowania nowego, obszernego budynku dla potrzeb Muzeum wybrano hiszpańskiego architekta Rafaela Moneo. Według planów nowy budynek miał mieć 11 500–13 800 m² powierzchni, a koszt jego budowy szacowano od 40 do 50 milionów dolarów. Powierzchnia budynku miała umożliwić zorganizowanie stałej ekspozycji zbiorów fotografii, sztuki XX wieku, sztuki amerykańskiej, sztuki Houston i Texasu, grafiki i rysunku, tkanin i ubiorów, rzemiosła artystycznego i rzeźby. Plany nowego budynku upubliczniono w maju 1995 roku. Budynek miał otrzymać nazwę Audrey Jones Beck Building, dla upamiętnienia miejscowej filantropki i sponsorki muzeum, Audrey Jones Beck. Pierwotna powierzchnia gmachu wzrosła do 17 000 m², co więcej niż podwoiło dotychczasową powierzchnię wystawową muzeum, awansując je pod tym względem z trzydziestego na siódme miejsce wśród muzeów amerykańskich. Budynek został otwarty 25 marca 2000 roku. Jest to trzykondygnacyjna konstrukcja, usytuowana przy Main Street, naprzeciw Caroline Wiess Law Building, z którym połączona została podziemnym przejściem. Audrey Jones Beck Building jest podobny stylowo do innych budynków wchodzących w skład muzealnego kompleksu. Z zewnątrz został wykończony wapieniem ze stanu Indiana, w jego dachu zamontowano szereg świetlików, zapewniających naturalne oświetlenie galerii drugiego pietra. Na parterze zlokalizowano centrum informacyjne, sklep muzealny i punkt sprzedaży biletów do galerii. W budynku mieści się kolekcja John A. and Audrey Jones Beck Collection, na którą składają się obrazy impresjonistów i postimpresjonistów, zbiory grafiki rysunków i fotografii oraz malarstwa amerykańskiego, rzeźby i rzemiosła artystycznego sprzed 1945 roku; poza tym znajduje się tu kolekcja sztuki europejskiej epoki renesansu i baroku, należąca do Blaffer Foundation.

### Lora Jean Kilroy Visitor and Education Center
W 2010 roku oddano do użytku centrum informacyjno-edukacyjne Lora Jean Kilroy Visitor and Education Center, zaprojektowane przez Leslie K. Elkinsa jako nowoczesne wejście do historycznego Bayou Bend. Jest to dwukondygnacyjna konstrukcja ze stali i szkła, mieszcząca w sobie pomieszczenia edukacyjne i sale spotkań.

## Zbiory
Kolekcja stała Muzeum w okresie całej swojej historii budowana była w oparciu o darowizny jego patronów. Przed otwarciem stałego budynku muzeum w 1924 roku George M. Dickson przekazał zbiór ważnych amerykańskich i europejskich obrazów olejnych. W latach 30. kolekcja powiększyła się o zbiory sztuki starożytnej, przekazane przez Annette Finnigan, zaś w latach 40. doszły zbiory europejskiej grafiki i rysunków oraz malarstwa amerykańskiego (dar Imy Hogg), a następnie 83 renesansowe obrazy, rzeźby i prace na papierze z kolekcji Edith i Percy Strausów. W ciągu następnych dwóch dekad zbiory muzealne powiększyły się o sztukę europejską z okresu od XV do XX wieku, sztukę współczesną, afrykańską, prekolumbijską i sztukę Oceanii. W 1970 roku kolekcja stała liczyła 12 000 eksponatów, natomiast do końca lat 80. wzrosła dwukrotnie. W kolejnych dekadach doszły między innymi zbiory fotografii i sztuki latynoamerykańskiej. Obecnie w zbiorach muzealnych znajduje się ponad 65 000 dzieł sztuki reprezentujących wszystkie kultury na kuli ziemskiej, począwszy od starożytności aż do czasów współczesnych.

### Sztuka europejska
Ten dział zbiorów Muzeum reprezentuje dawna sztuka religijna, sztuka włoskiego renesansu (Fra Angelico i Sebastiano del Piombo) i baroku, malarstwo flamandzkie (Hans Memling i Rogier van der Weyden), malarstwo XVIII i XIX wieku (Francisco Goya i Théodore Rousseau) oraz płótna impresjonistów (Édouard Manet, Pierre-Auguste Renoir) i postimpresjonistów (Paul Cézanne, Vincent van Gogh). Sztukę nowoczesną reprezentują obrazy Henriego Matisse’a, André Deraina, Františka Kupki, Pabla Picassa, Georges’a Braque’a, Fernanda Légera, Joana Miró, Pieta Mondriana, Emila Nolde oraz rzeźby Amedeo Modiglianiego i Constantina Brâncușiego. W dziale grafiki znajdują się niemieckie ryciny i drzeworyty, w tym 35 prac Albrechta Dürera oraz grafiki Jacques’a Bellange’a i rysunki Edgara Degasa i Odilona Redona.

#### Malarstwo

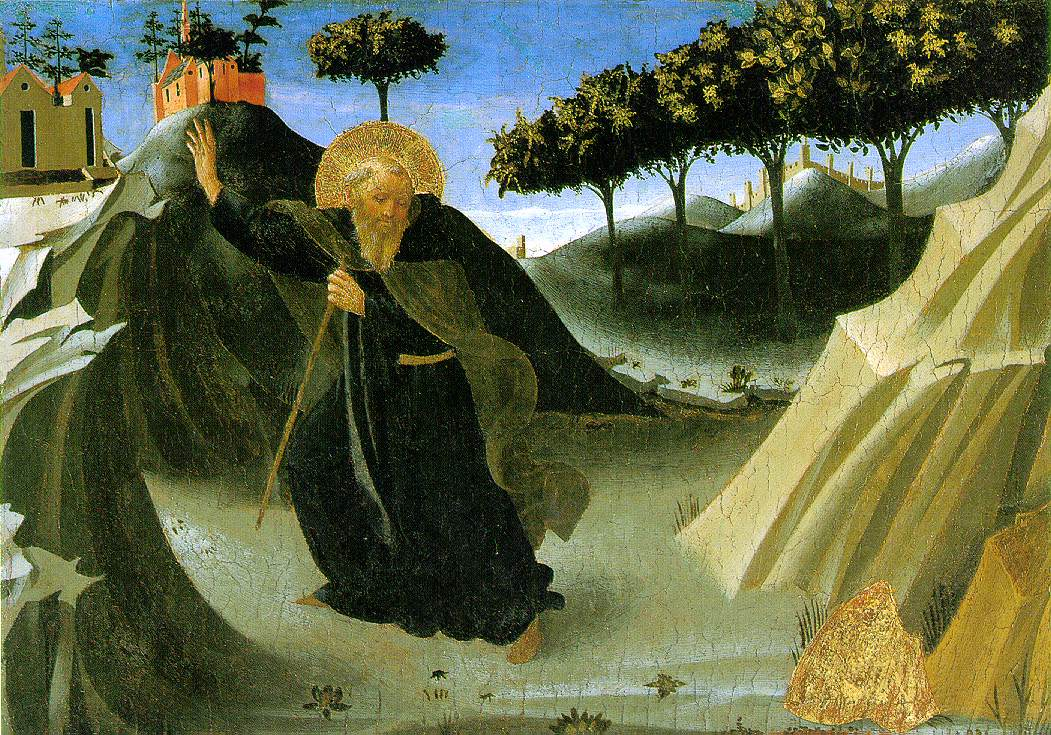
Fra Angelico, Święty Antoni, opat, kuszony przez grudkę złota, ok. 1436
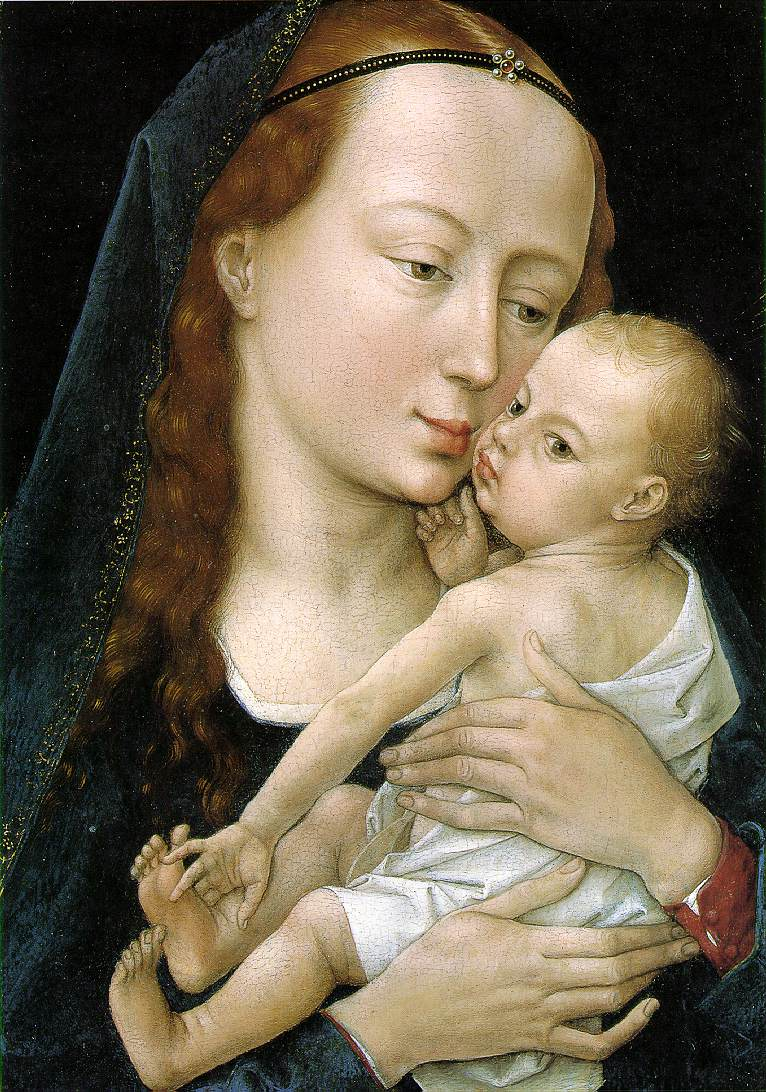
Rogier van der Weyden, Madonna z Dzieciątkiem, po 1454
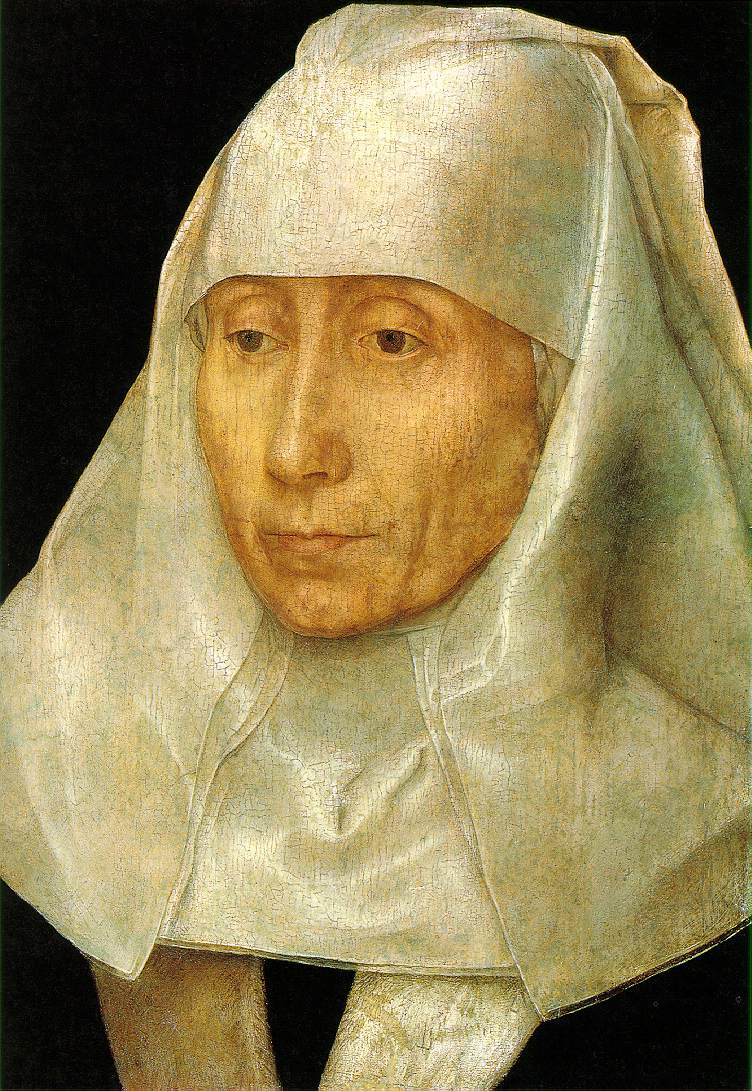
Hans Memling, Portret starej kobiety, między 1468–1470
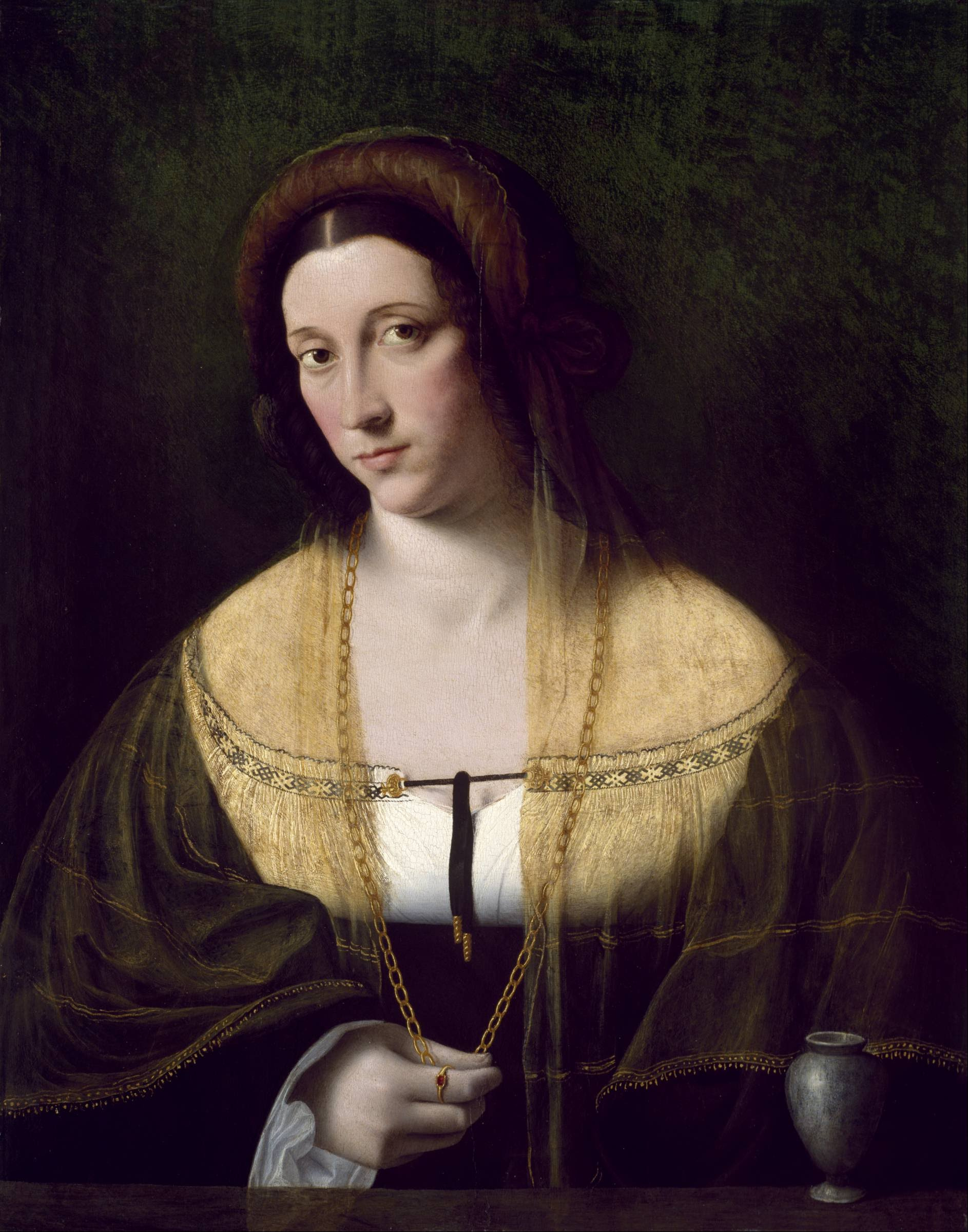
Bartolomeo Veneto, Portret damy, pocz. XVI w.
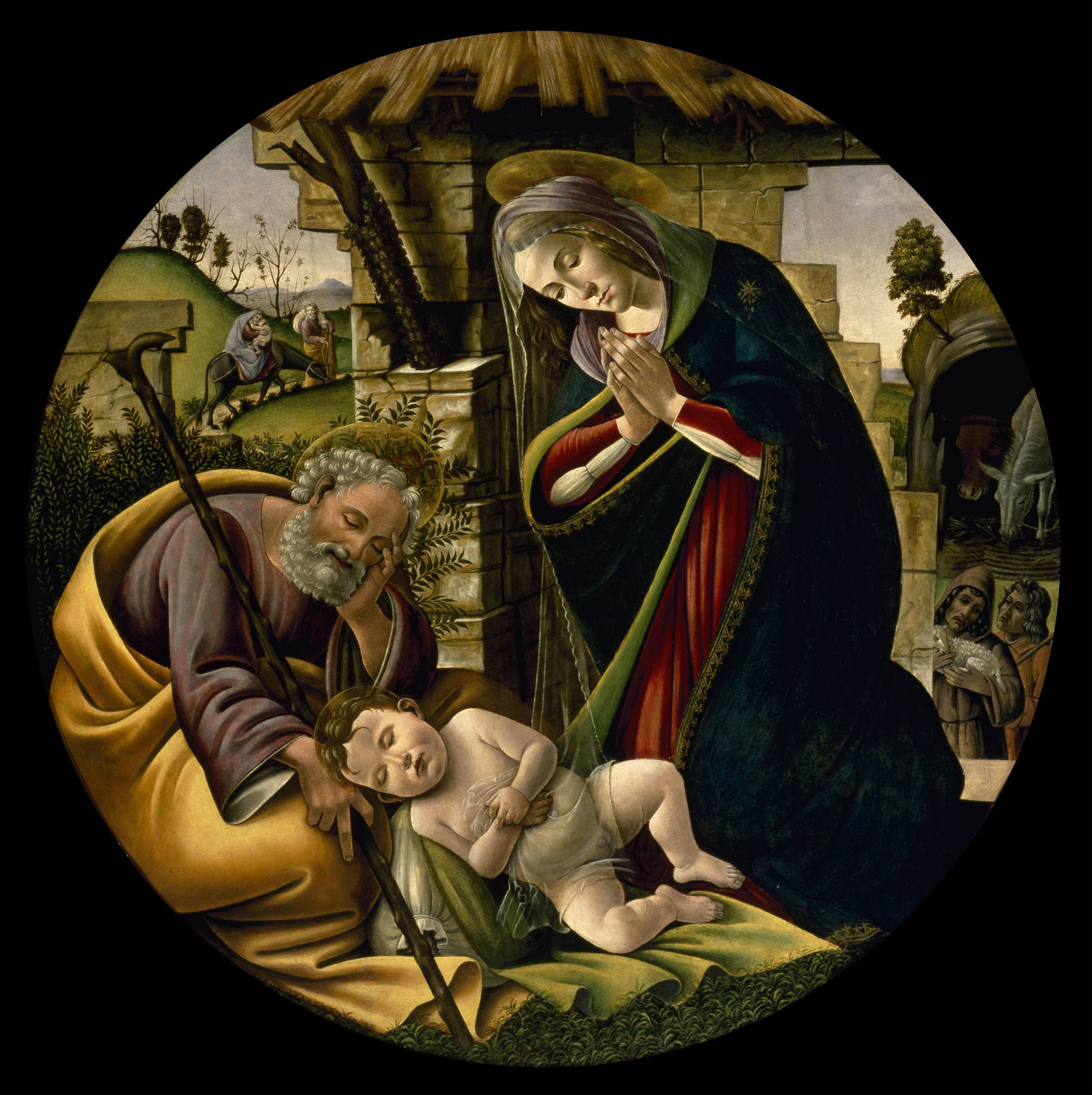
Sandro Botticelli, Adoracja dzieciątka Jezus, ok. 1500
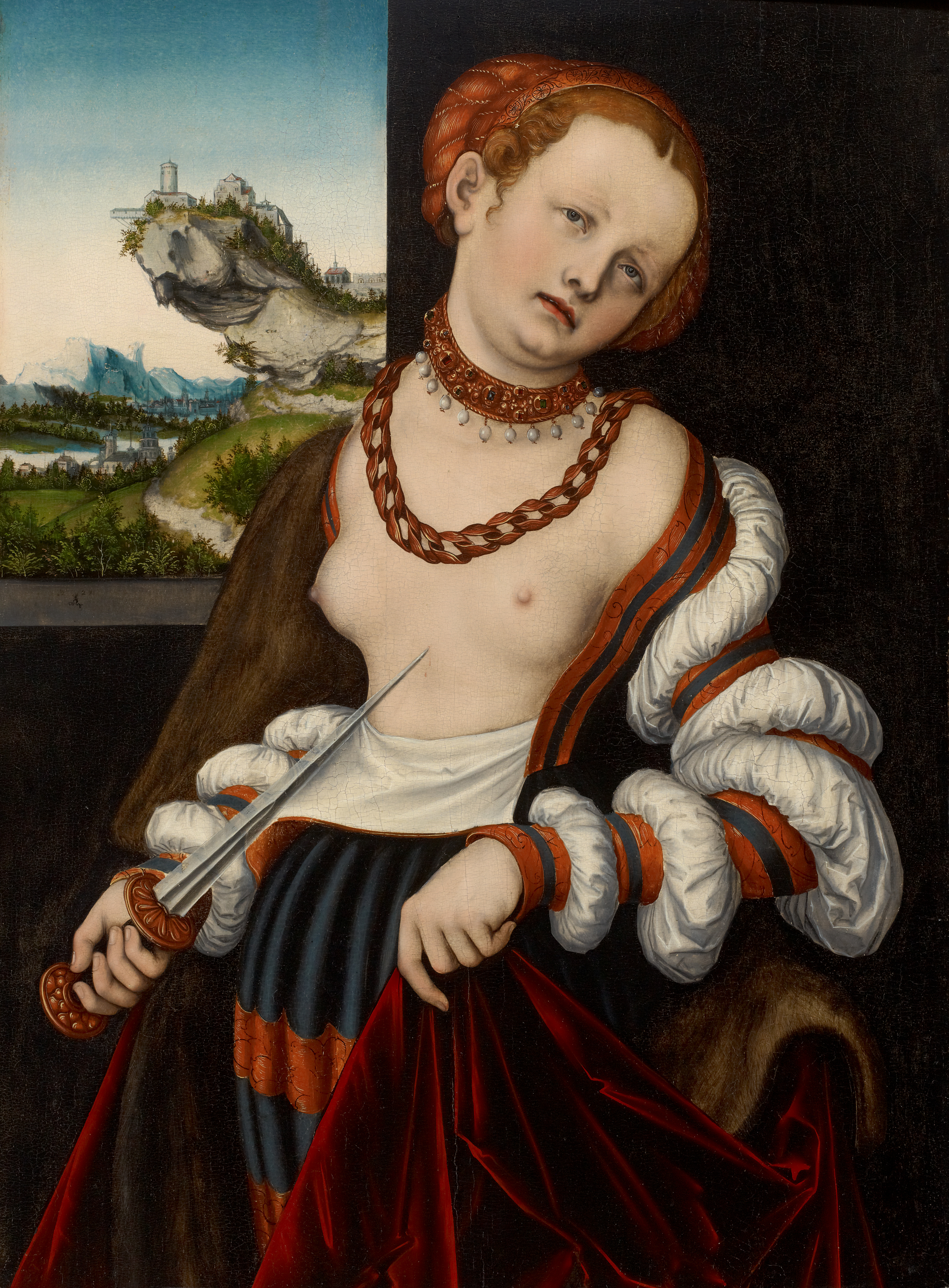
Lucas Cranach starszy, Samobójstwo Lukrecji, 1529
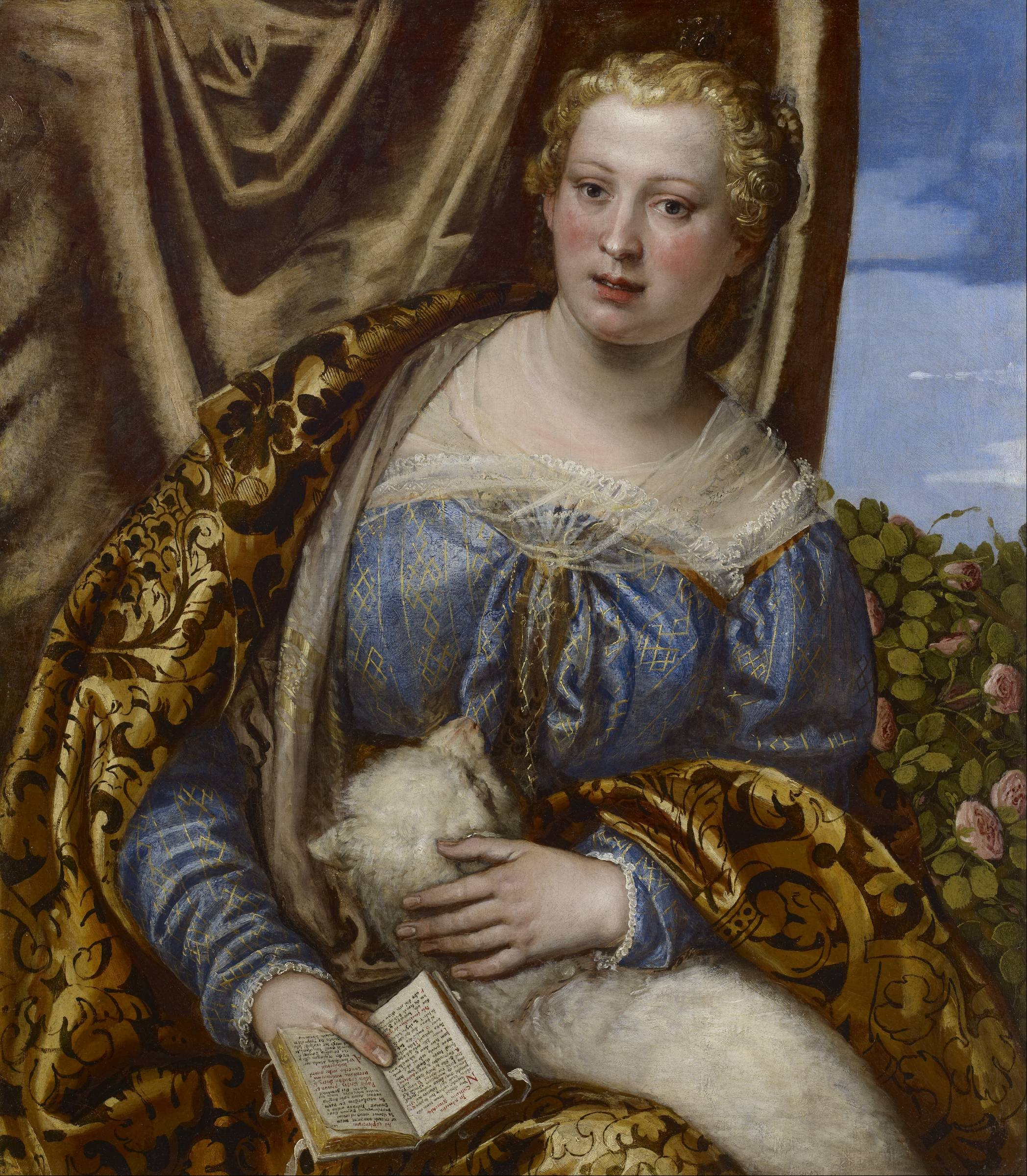
Paolo Veronese, Portret damy jako św. Agnieszki, lata 80. XVI w.
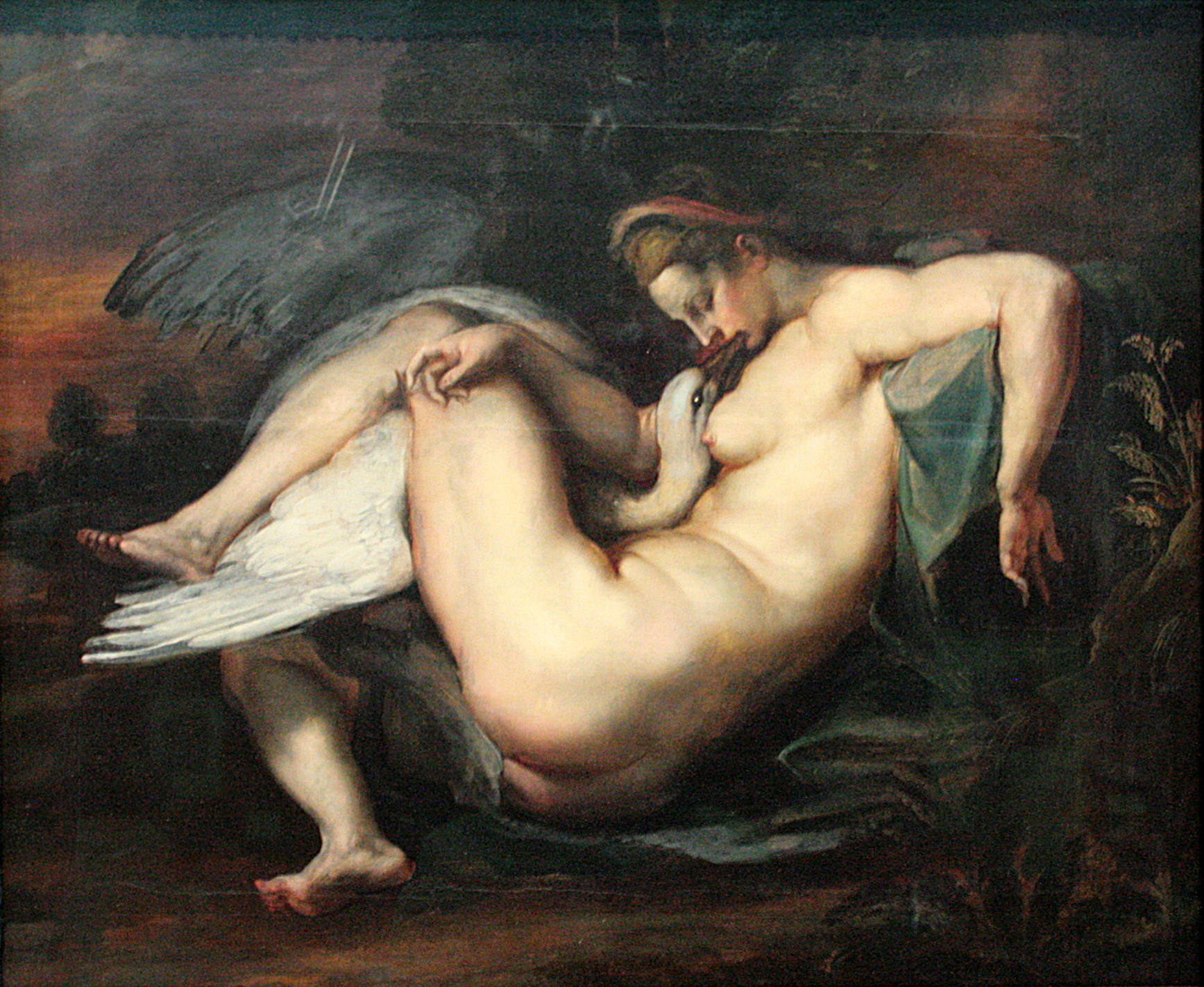
Peter Paul Rubens, Leda z łabędziem, przed 1600
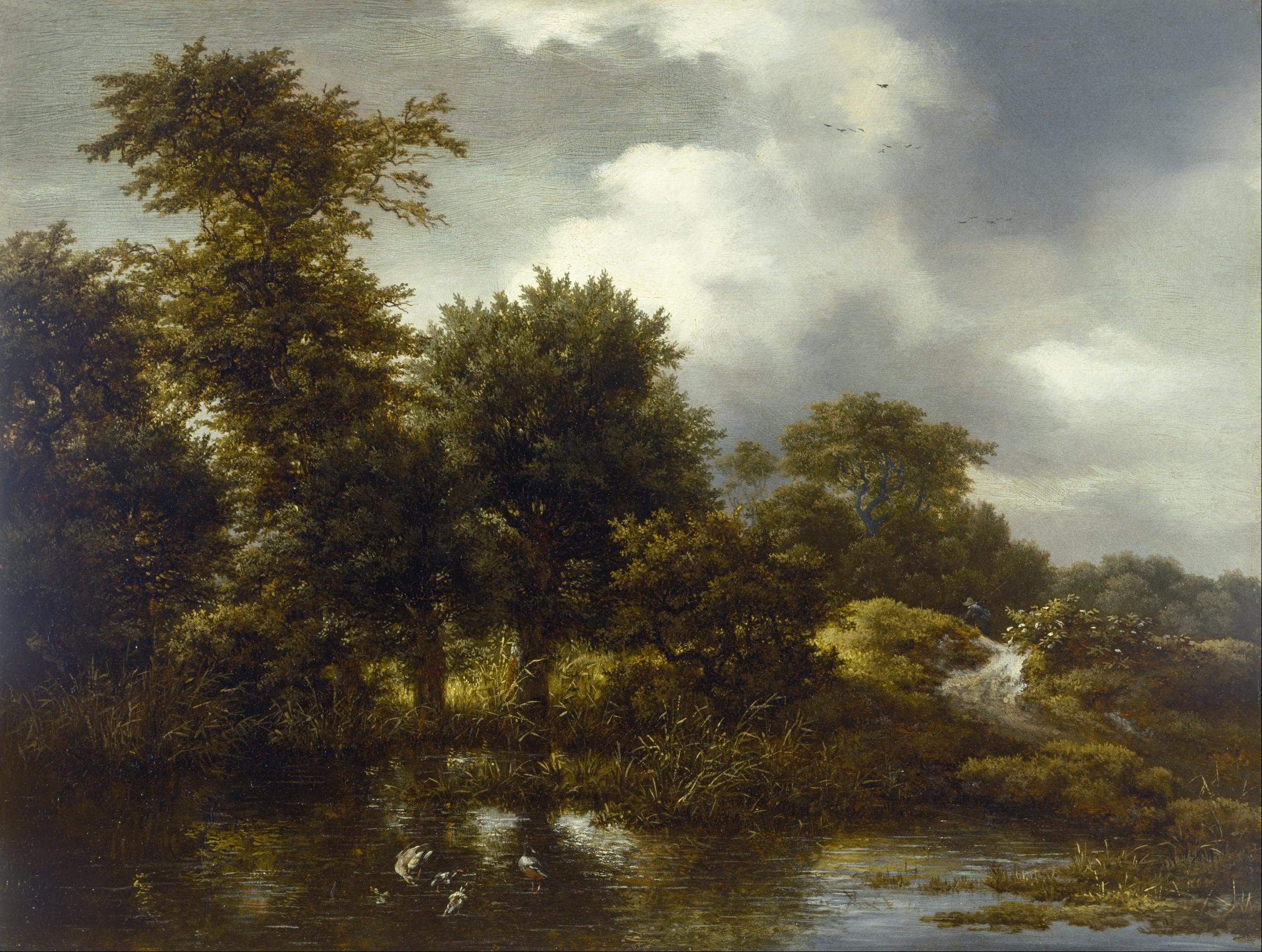
Jacob van Ruisdael, Lesisty pejzaż ze stawem, lata 40. XVII w.
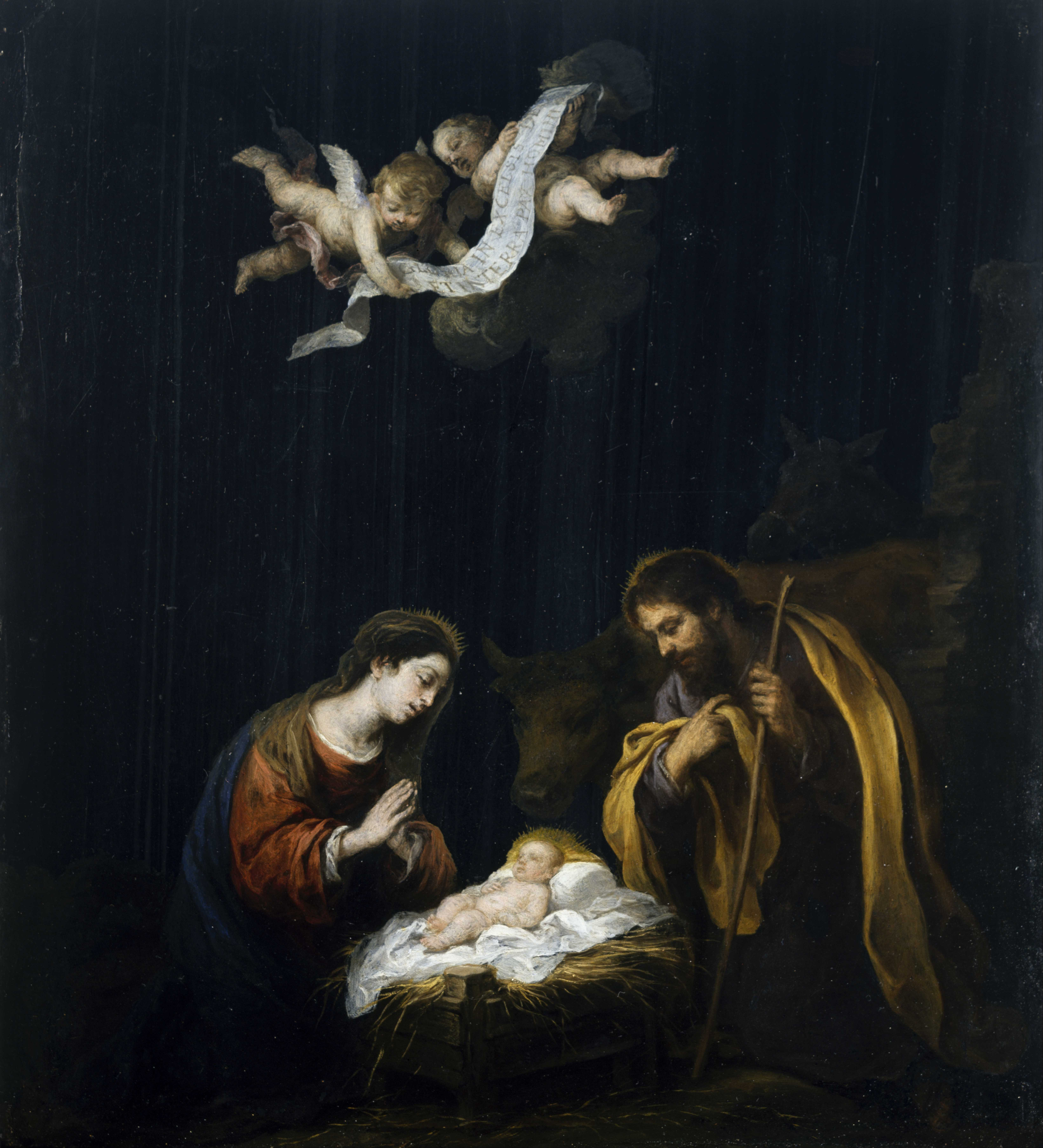
Bartolomé Esteban Murillo, Boże Narodzenie, 1665–1670
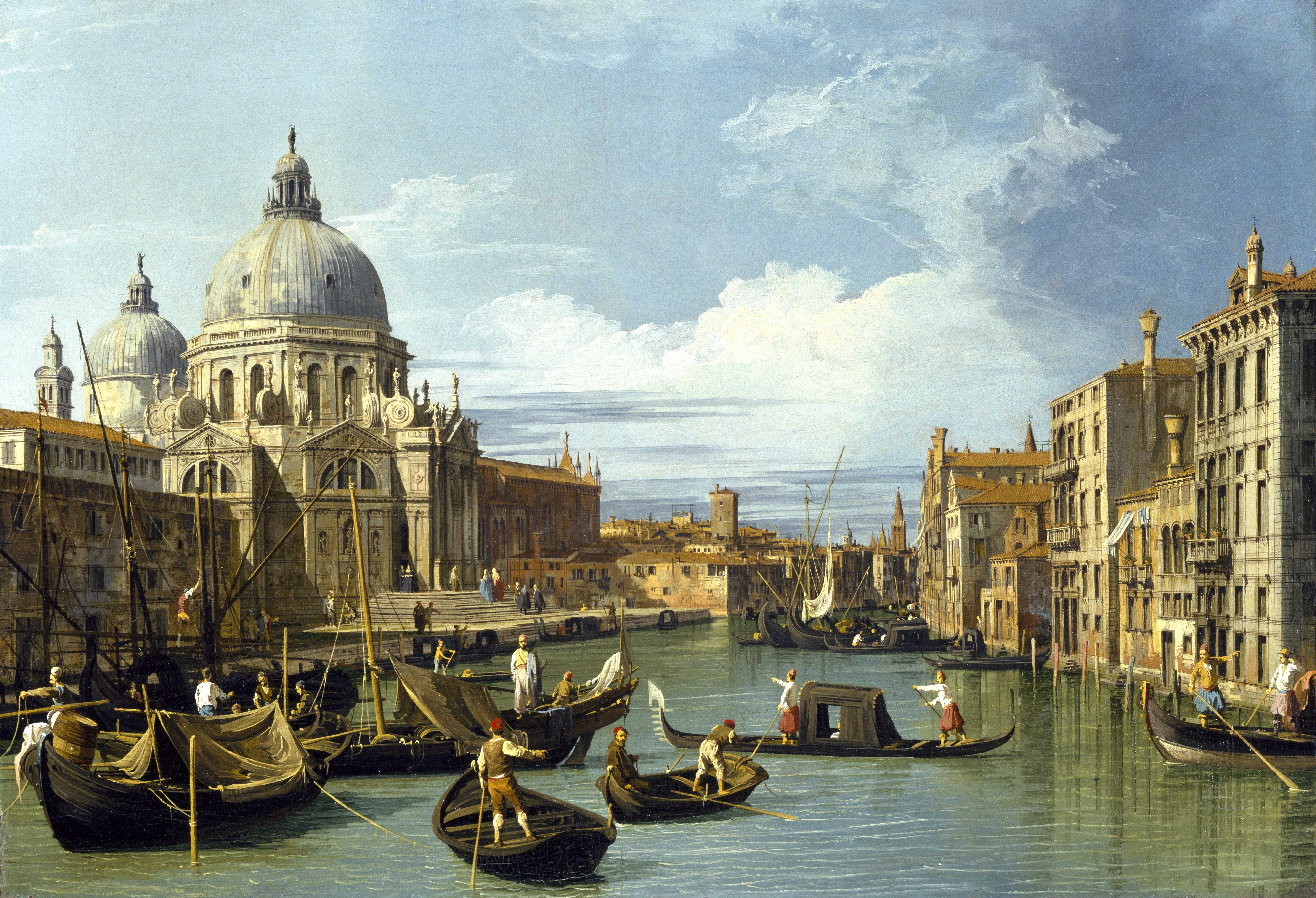
Canaletto, Canale Grande i kościół Santa Maria della Salute, ok. 1730
Joshua Reynolds, Portret pani Elishy Matthew, 1777
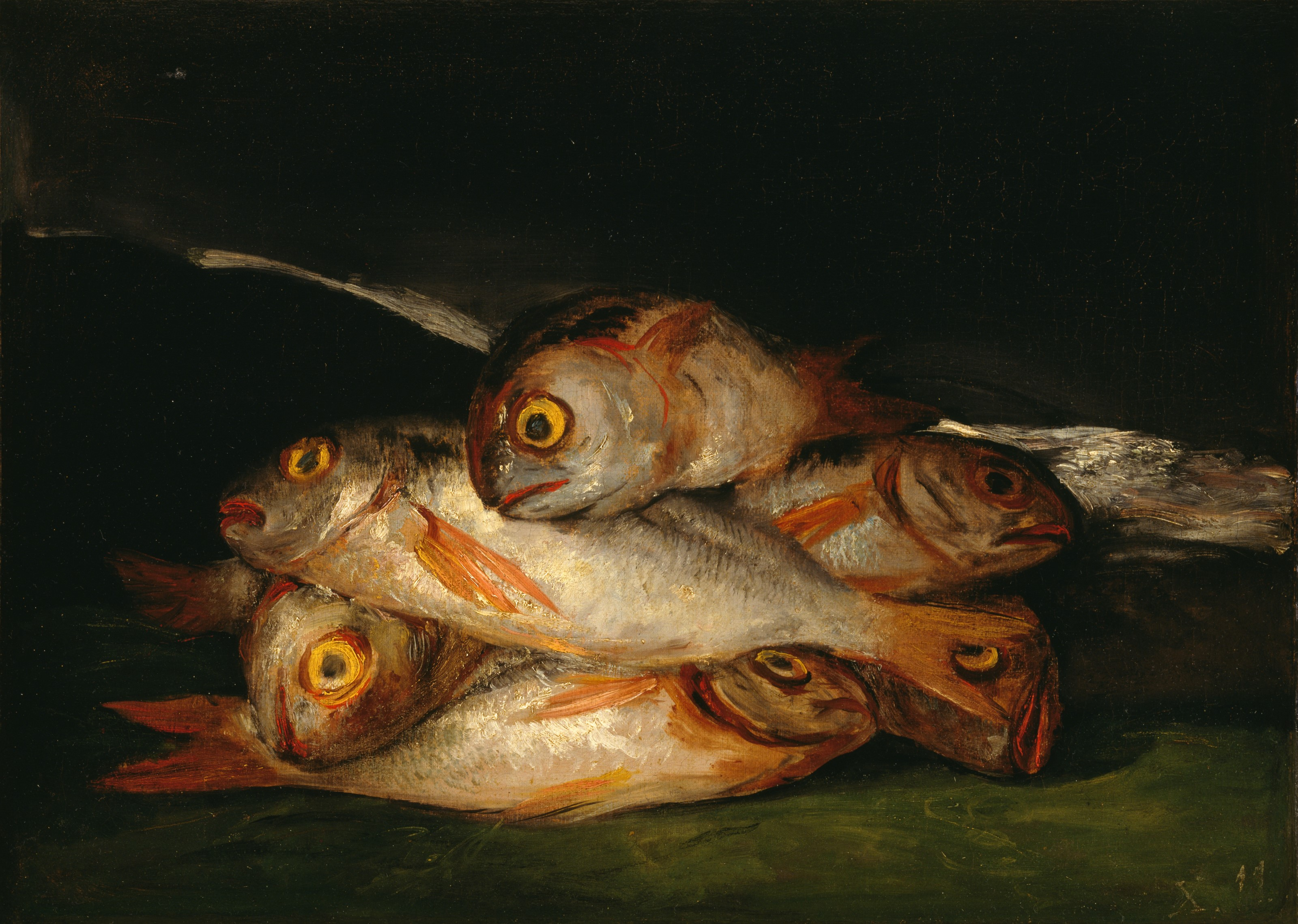
Francisco Goya, Dorady, 1808–12
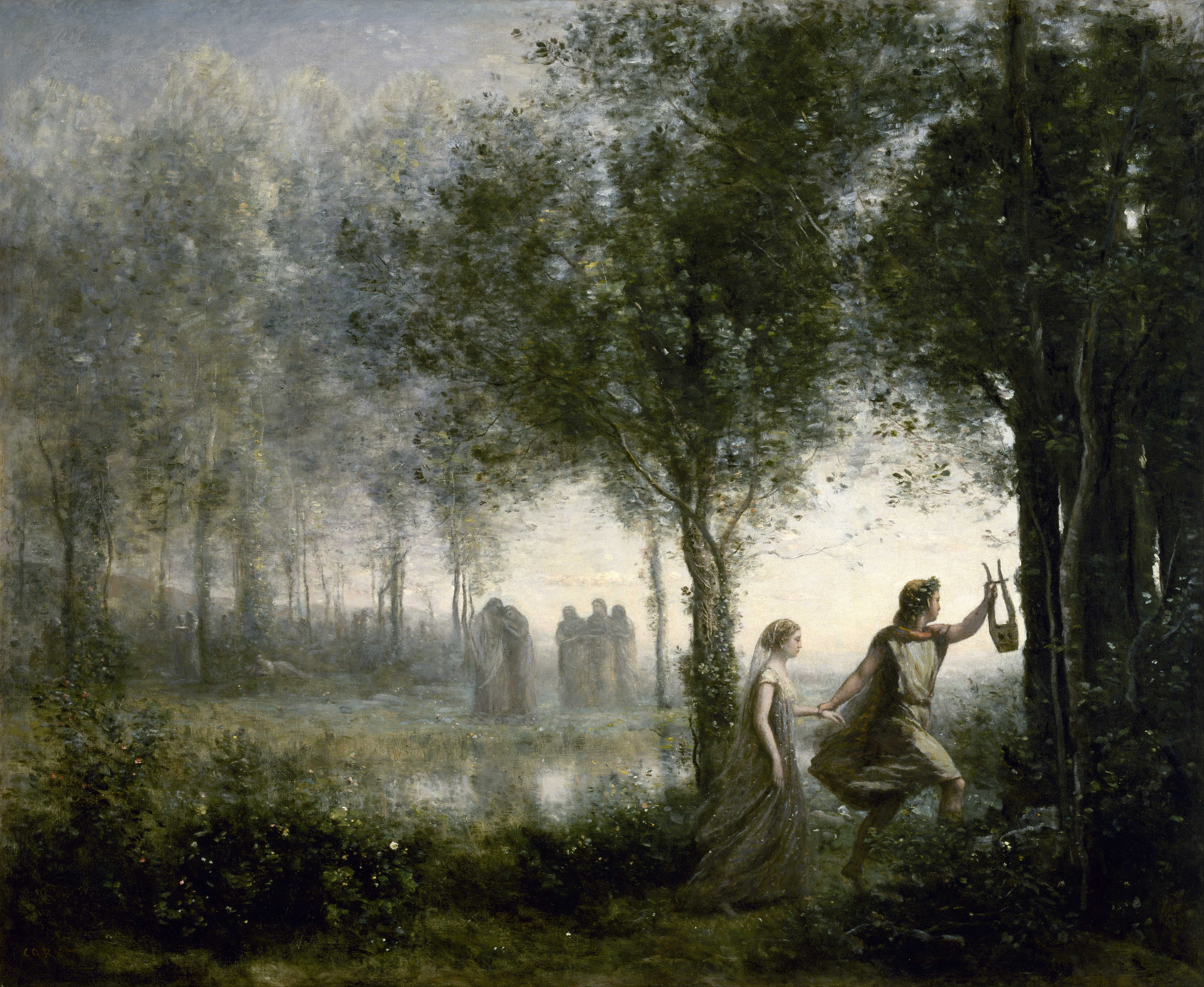
Jean-Baptiste Camille Corot, Orfeusz wyprowadzający Eurydykę z podziemi, 1861
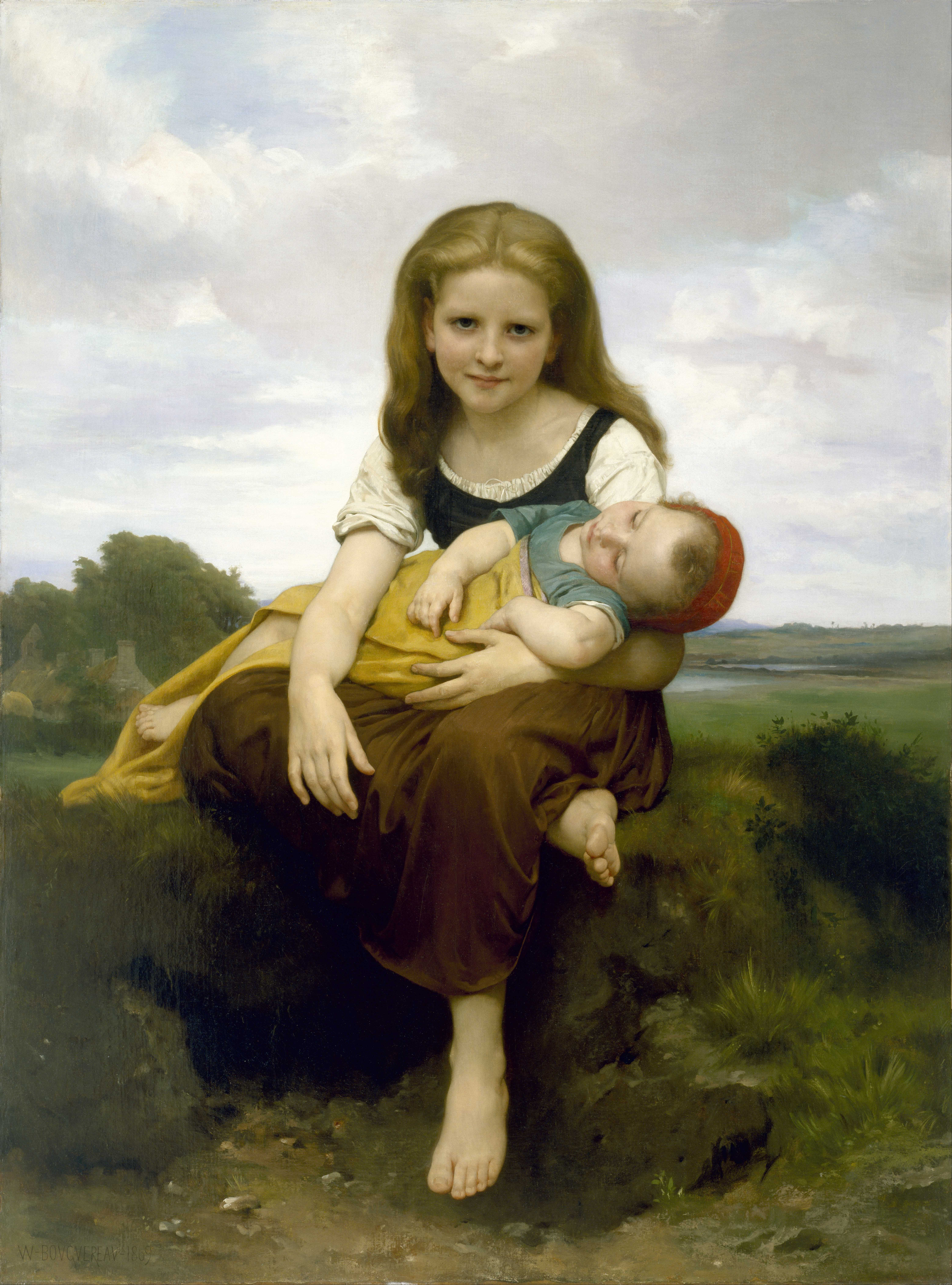
William-Adolphe Bouguereau, Starsza siostra, 1869
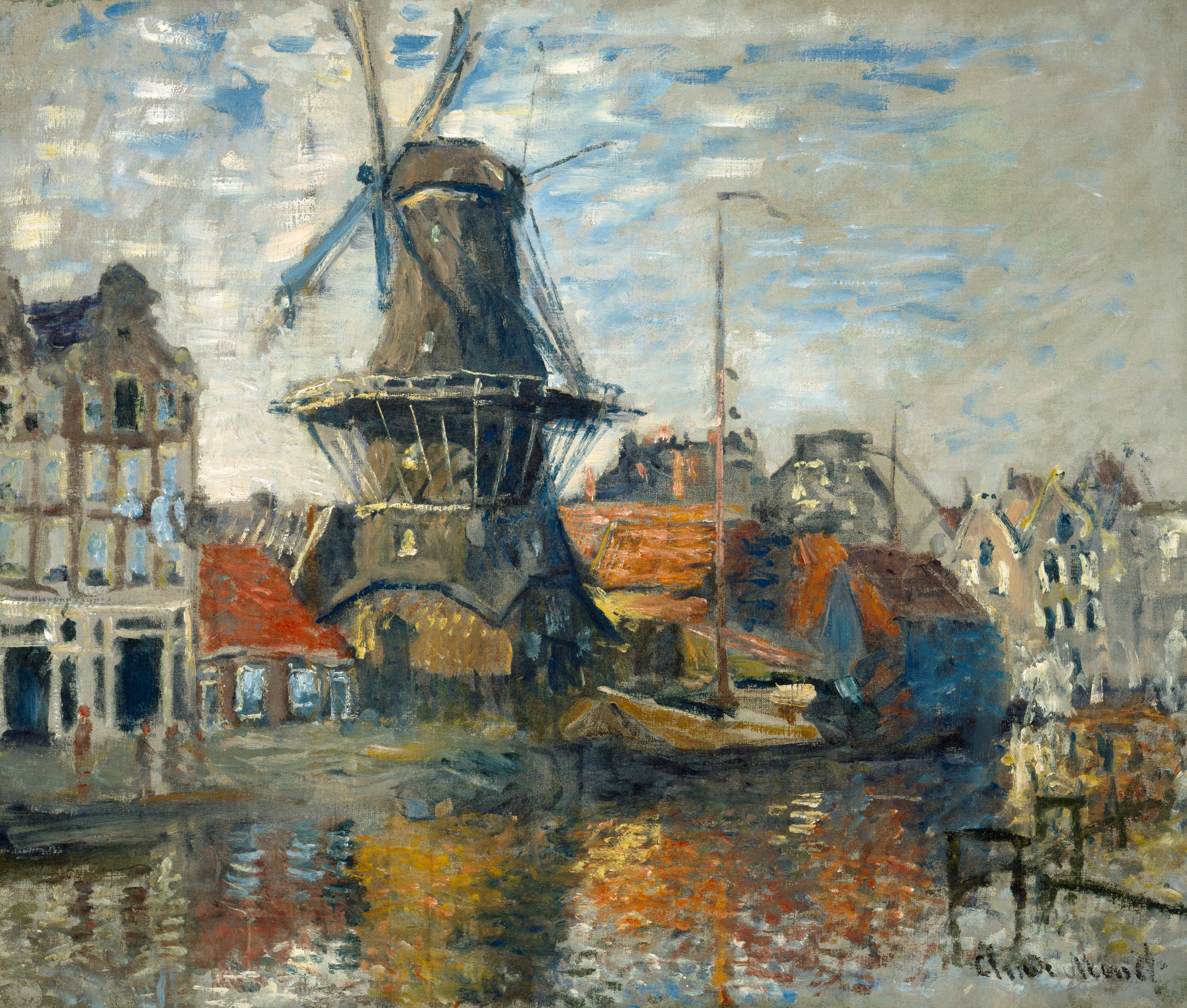
Claude Monet, Wiatrak w Amsterdamie, 1871
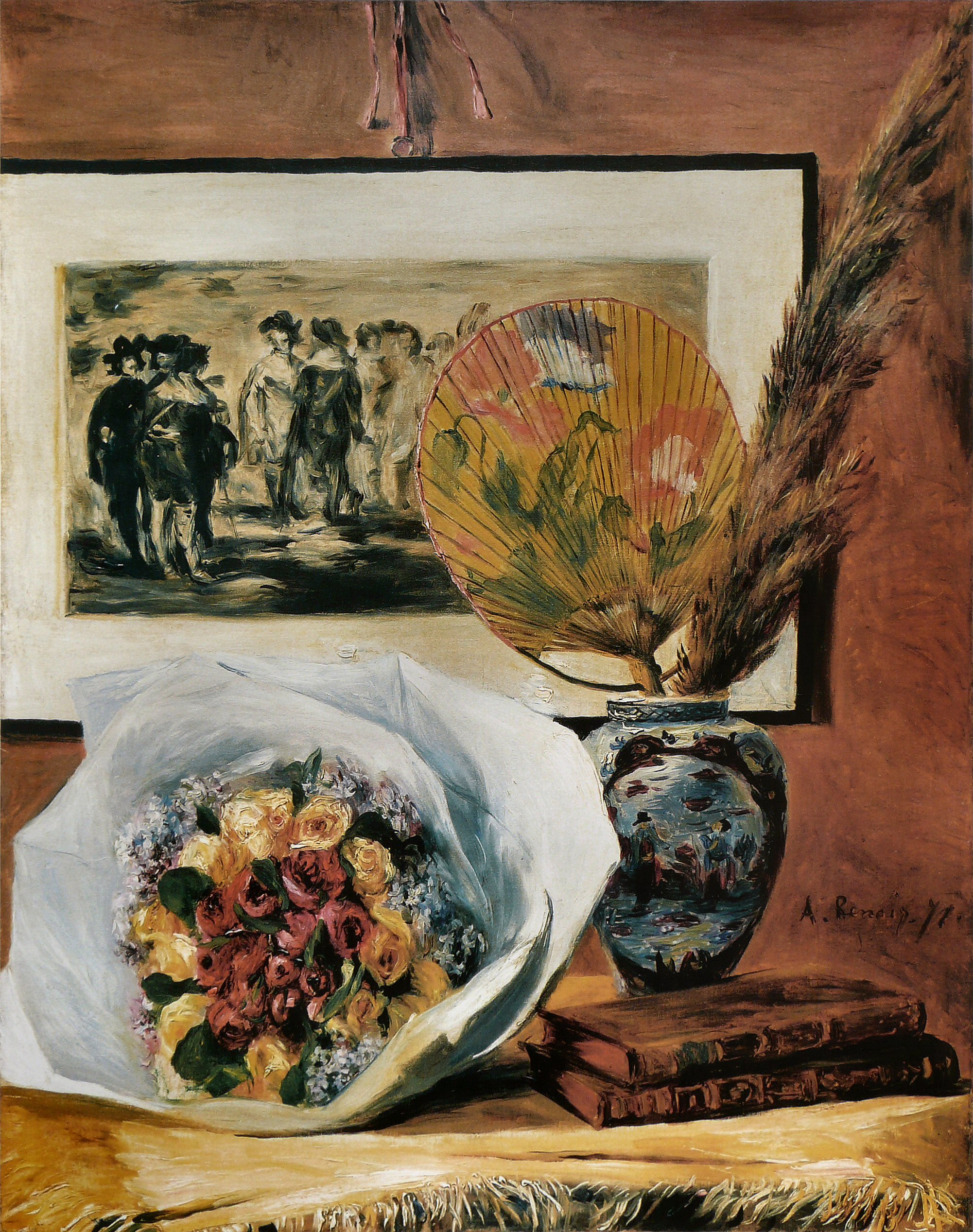
Pierre-Auguste Renoir, Martwa natura z bukietem, 1871
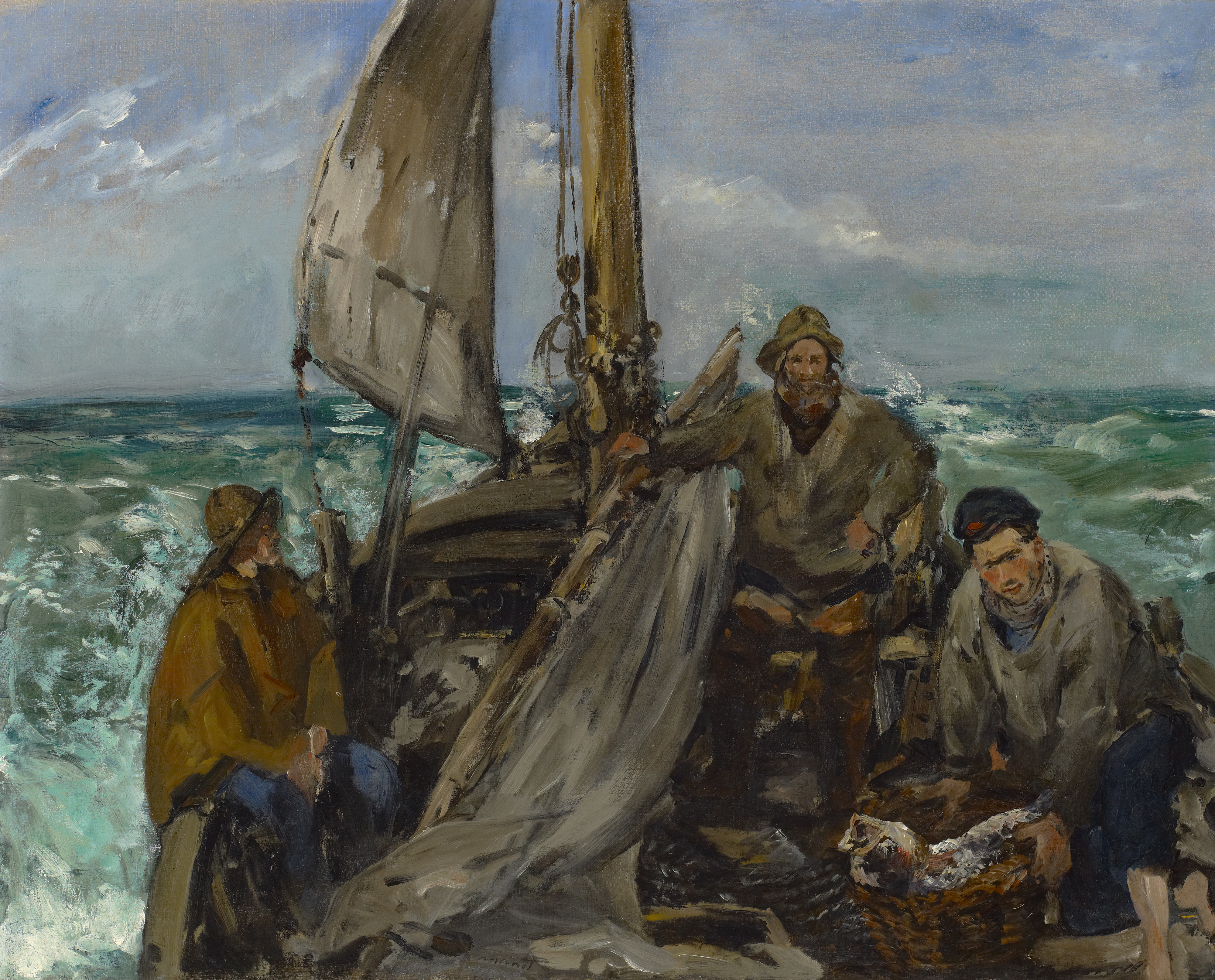
Édouard Manet, Podróżni na morzu, 1873
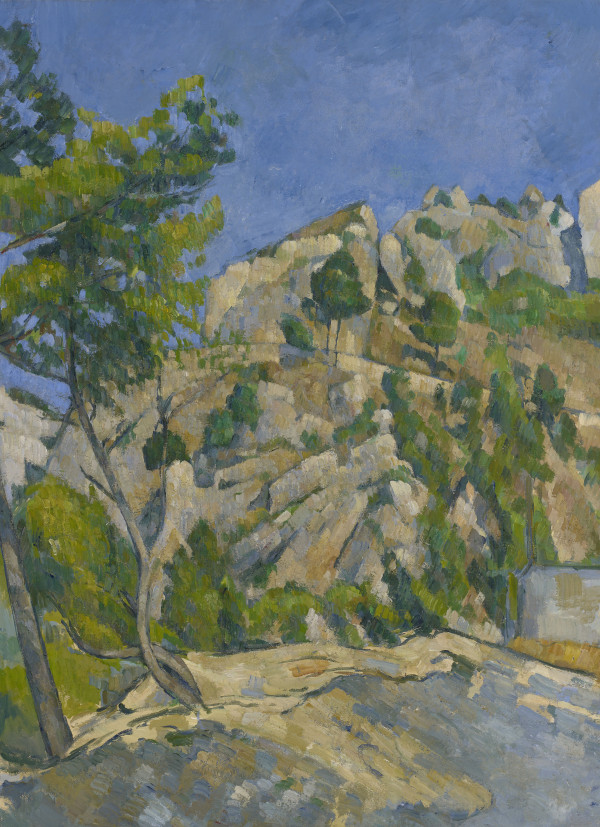
Paul Cézanne, W głębi wąwozu, ok. 1879
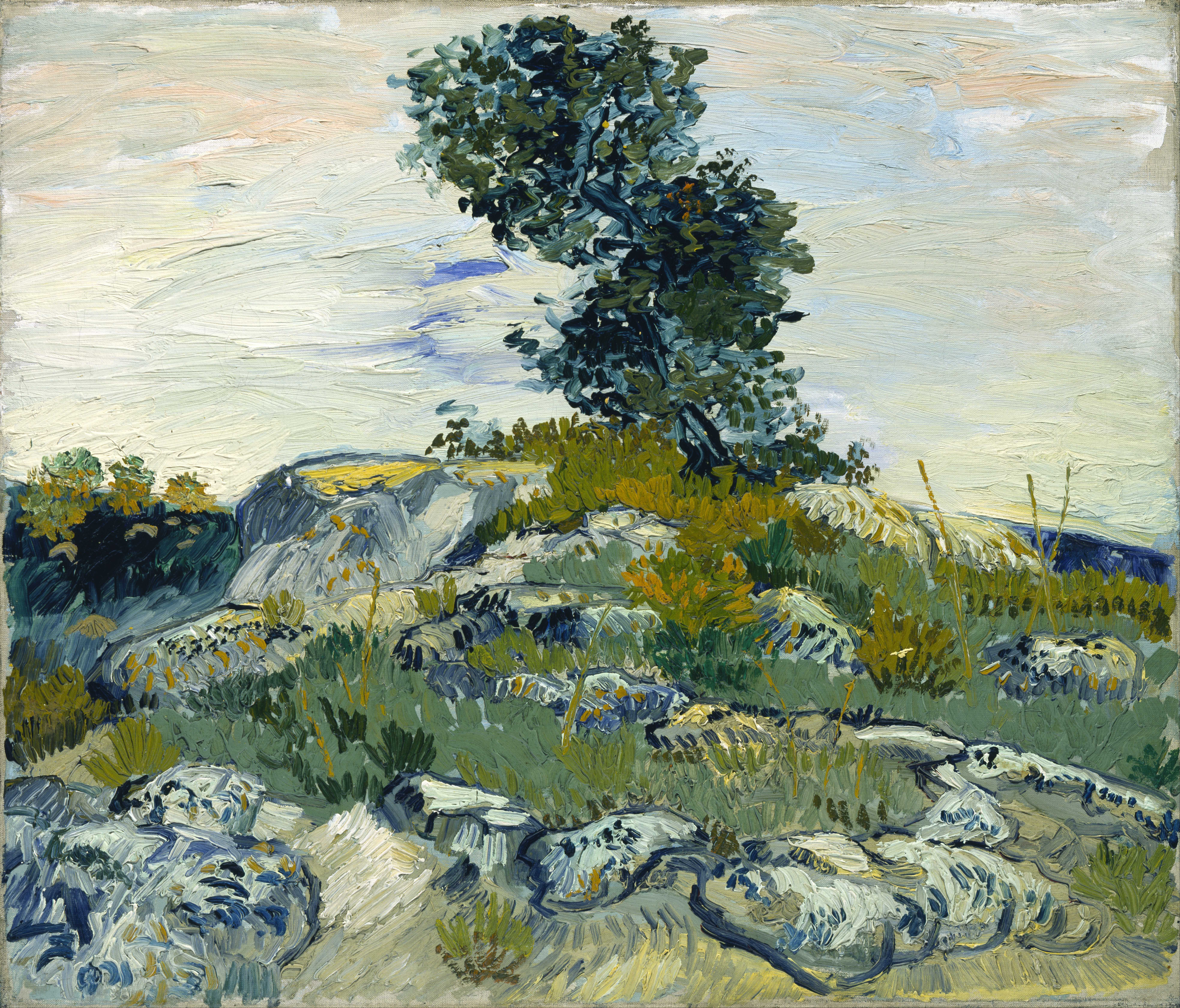
Vincent van Gogh, Skały z dębem, 1888

#### Prace na papierze

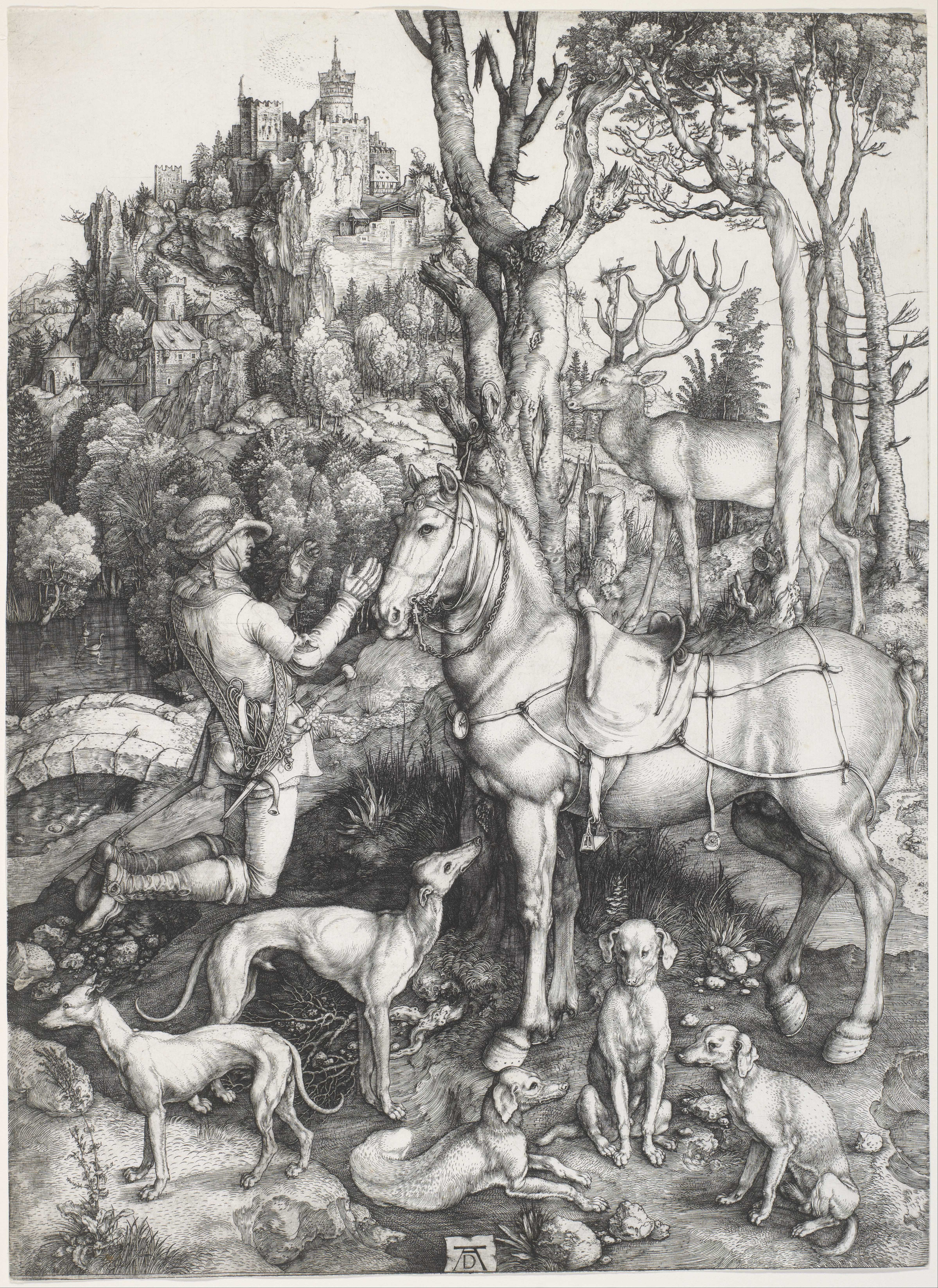
Albrecht Dürer, Święty Eustachy (rycina), 1500–1501
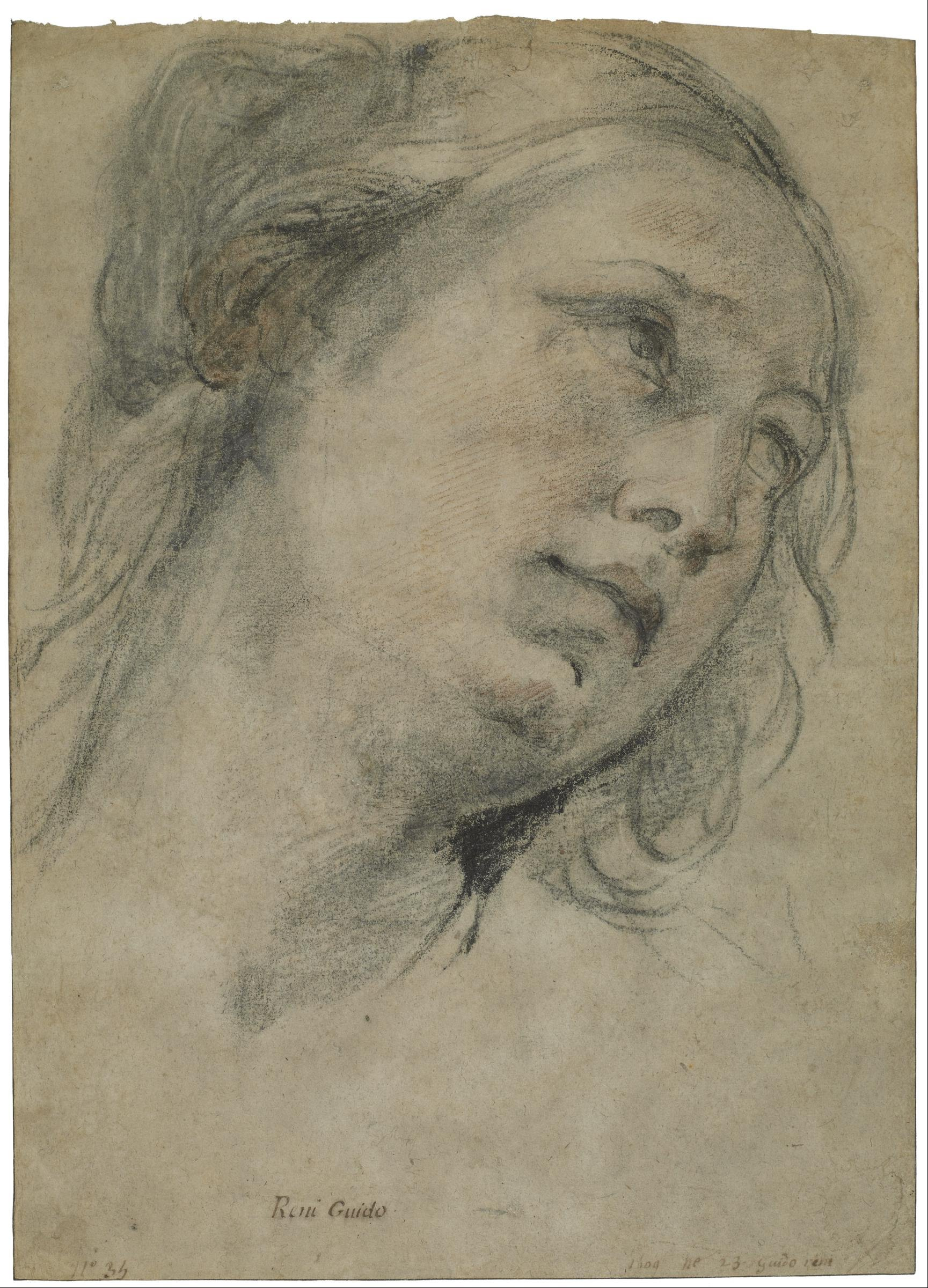
Guido Reni, Głowa młodej kobiety spoglądającej w górę (rysunek), ok. 1609
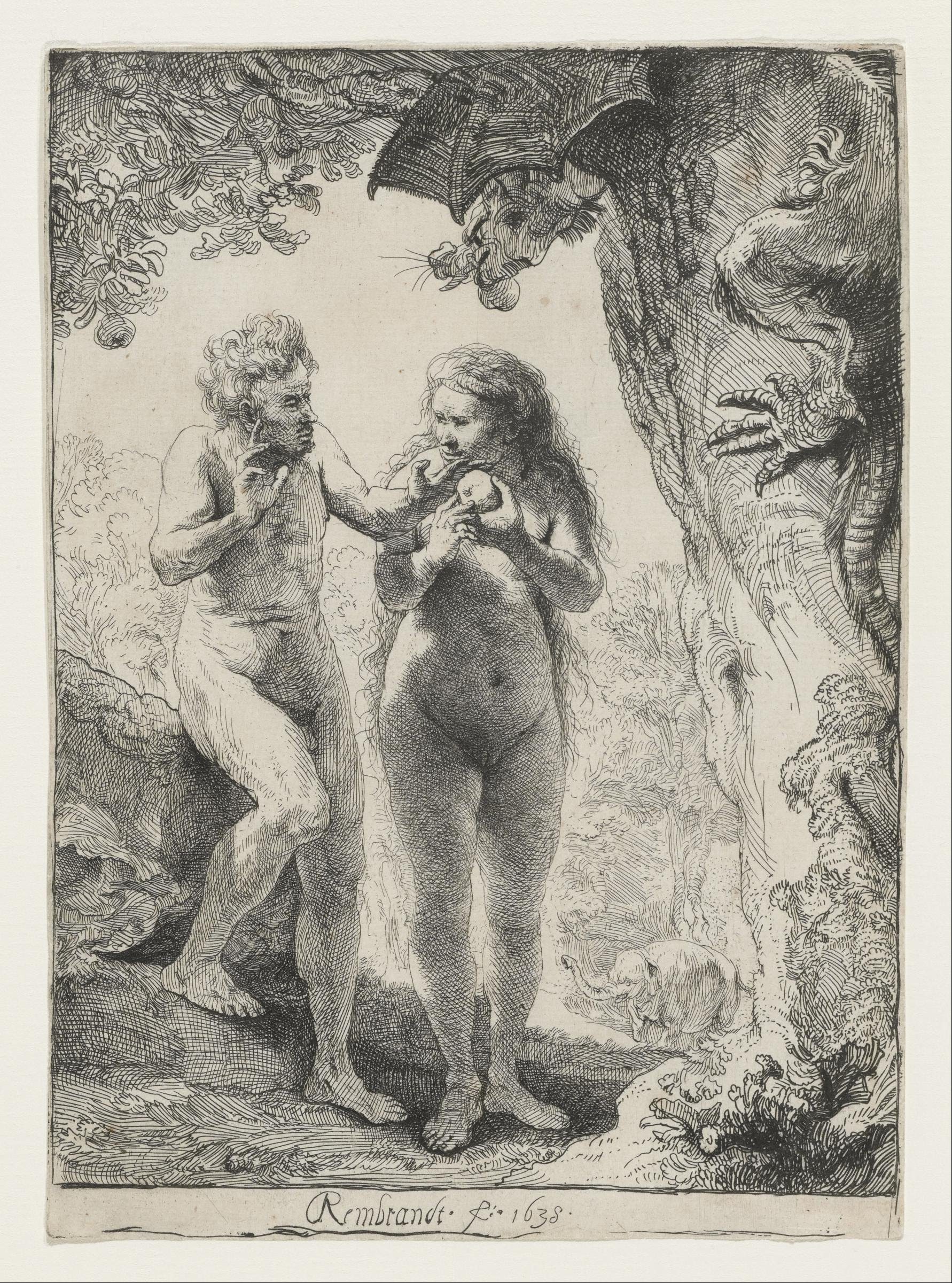
Rembrandt, Adam i Ewa (akwaforta na papierze prążkowanym), 1638
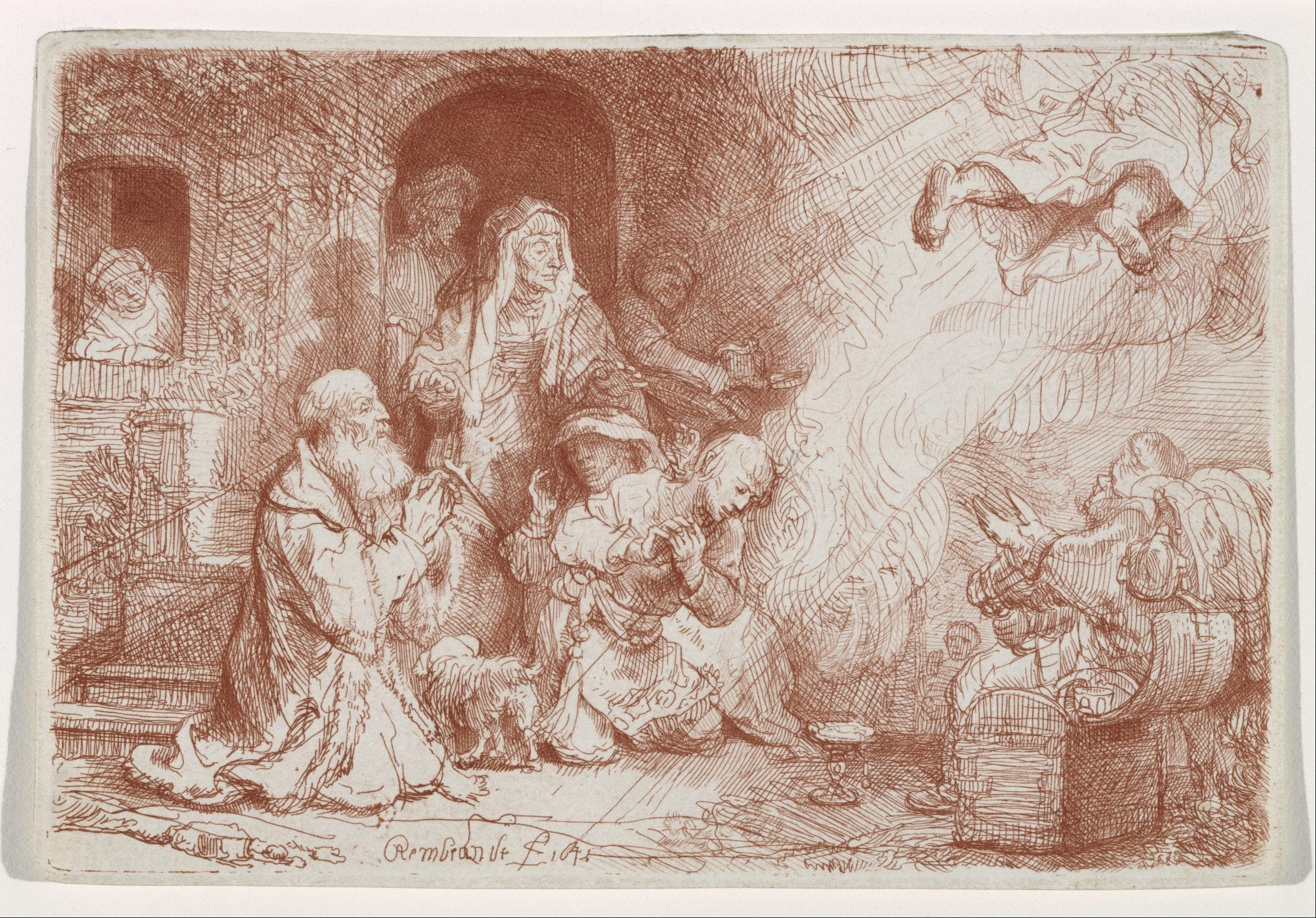
Rembrandt, Anioł opuszczający rodzinę Tobiasza (akwaforta i suchoryt wykonane sangwiną
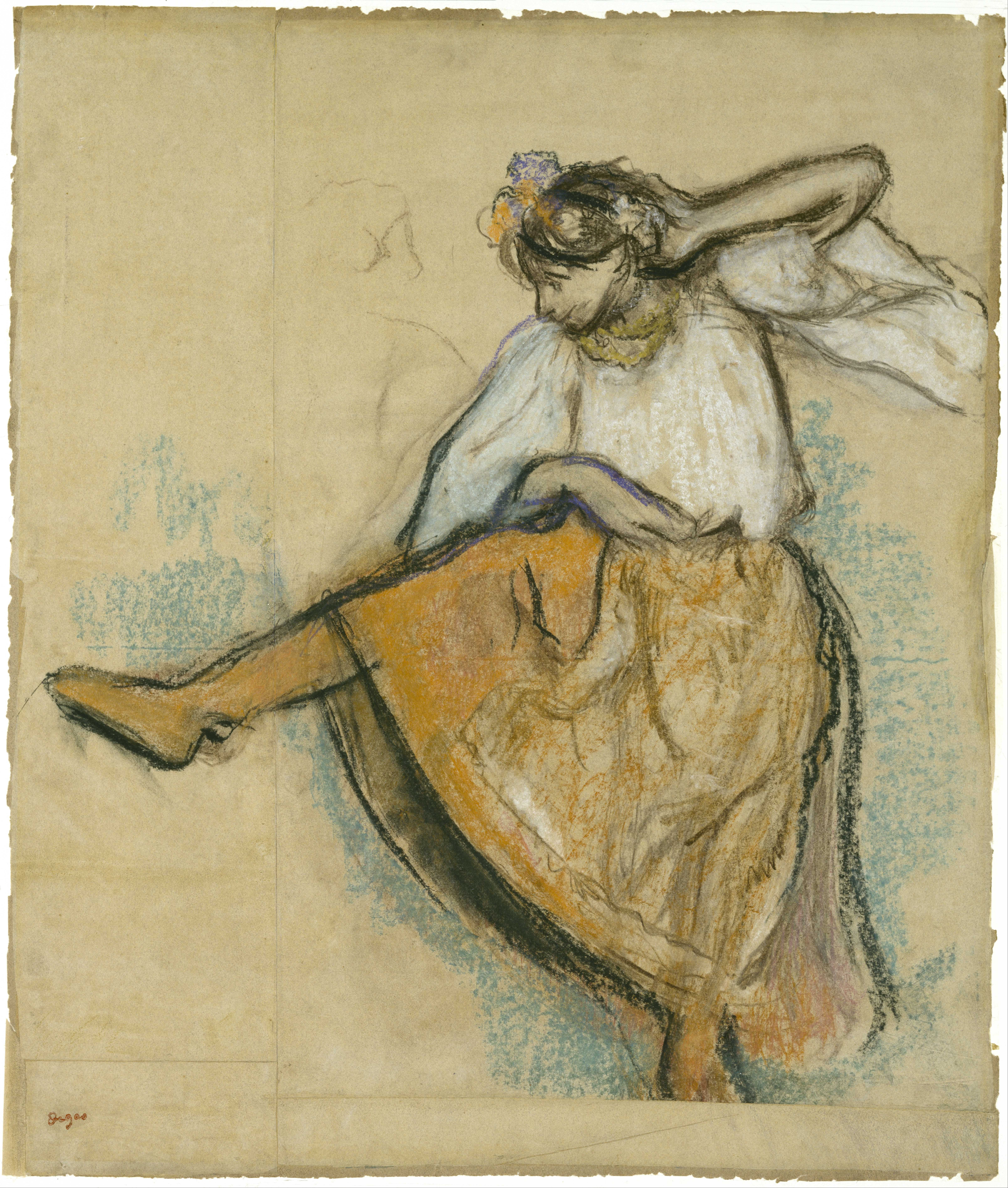
Edgar Degas, Rosyjska tancerka (rysunek), 1895

### Sztuka amerykańska
W dziale sztuki amerykańskiej znajdują się obrazy artystów XVIII-wiecznych (Charles Willson Peale, John Singleton Copley), XIX-wieczne przykłady malarstwa pejzażowego, tworzonego przez przedstawicieli Hudson River School: Alberta Bierstadta, Frederica Edwina Churcha i Thomasa Cole’a) i obrazy reprezentujące impresjonizm amerykański (Mary Cassatt, Willard Metcalf, William Merritt Chase, Childe Hassam i Julian Onderdonk). Wiek XX to obrazy malarzy spod znaku Ashcan School (Robert Henri, Maurice Brazil Prendergast i George Bellows, obrazy synchromistów (Stanton Macdonald-Wright, Morgan Russell i Patrick Henry Bruce). Kierunki późniejsze reprezentują prace takich artystów jak: Stuart Davis, Georgia O’Keeffe, Marsden Hartley, John Marin, Elsie Driggs. Zgromadzono również obrazy artystów teksańskich i regionalnych (Thomas Flintoff, Vincent Colyer, Hermann Lungkwitz i Julius Stockfleth). Rzeźbę amerykańską reprezentują prace twórców neoklasycznych: Hirama Powersa, Williama Henry Rineharta i  Fredericka Williama MacMonniesa i XX-wiecznych: Elie Nadelmana (Tango), Alexandra Caldera i Davida Smitha. Zbiory tego działu dopełnia kolekcja wyrobów rzemiosła artystycznego z czasów kolonialnych oraz dzieła sztuki współczesnej, reprezentowanej między innymi przez obrazy przedstawicieli ekspresjonizmu abstrakcyjnego (Jackson Pollock, Franz Kline), pop-artu (Robert Rauschenberg, Claes Oldenburg, Andy Warhol) i minimalizmu (Jo Baer i Donald Judd).

#### Malarstwo

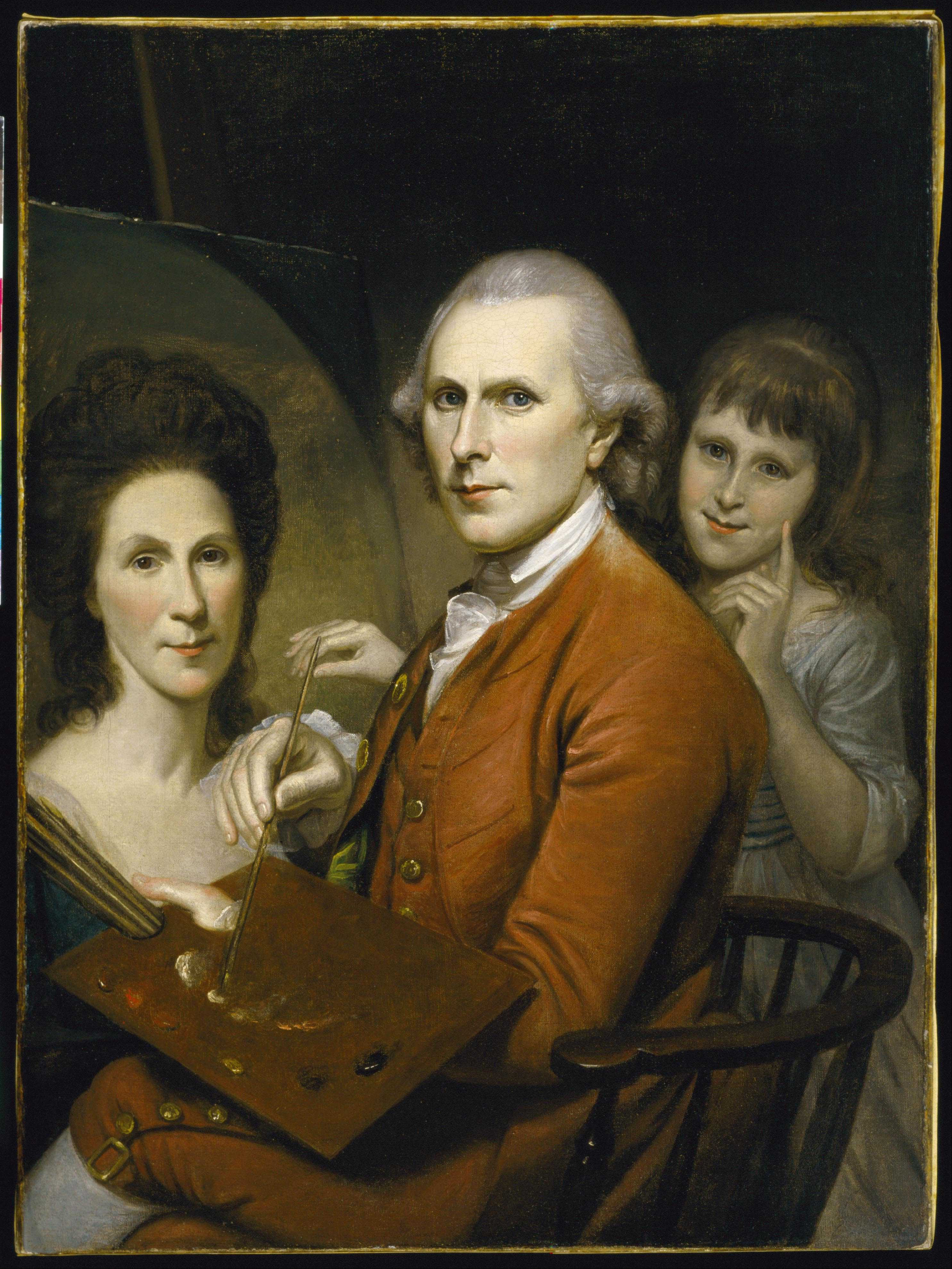
Charles Willson Peale, Autoportret z Angelicą i portretem Racheli, 1782–1785
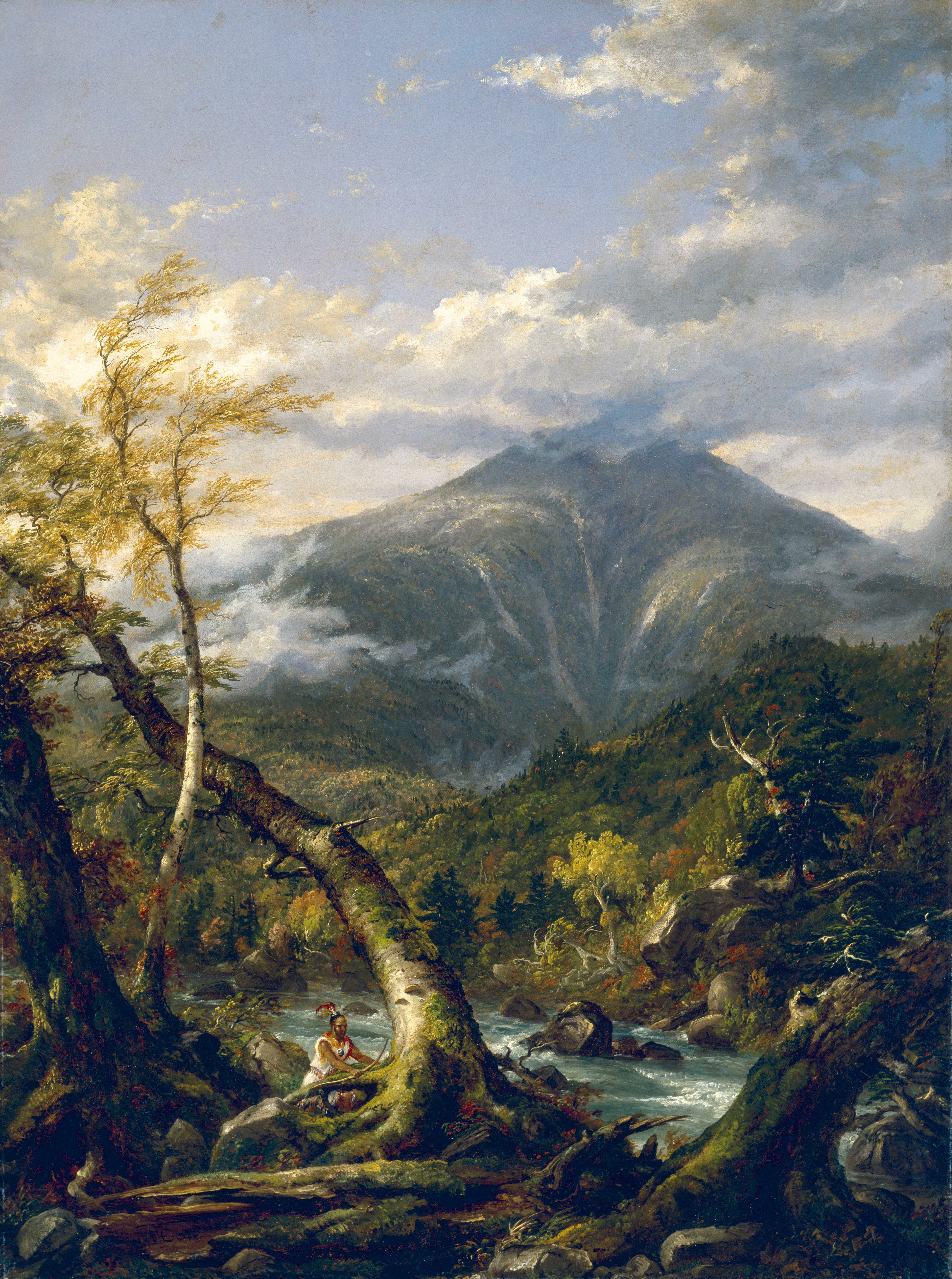
Thomas Cole, Przejście indiańskie, 1847
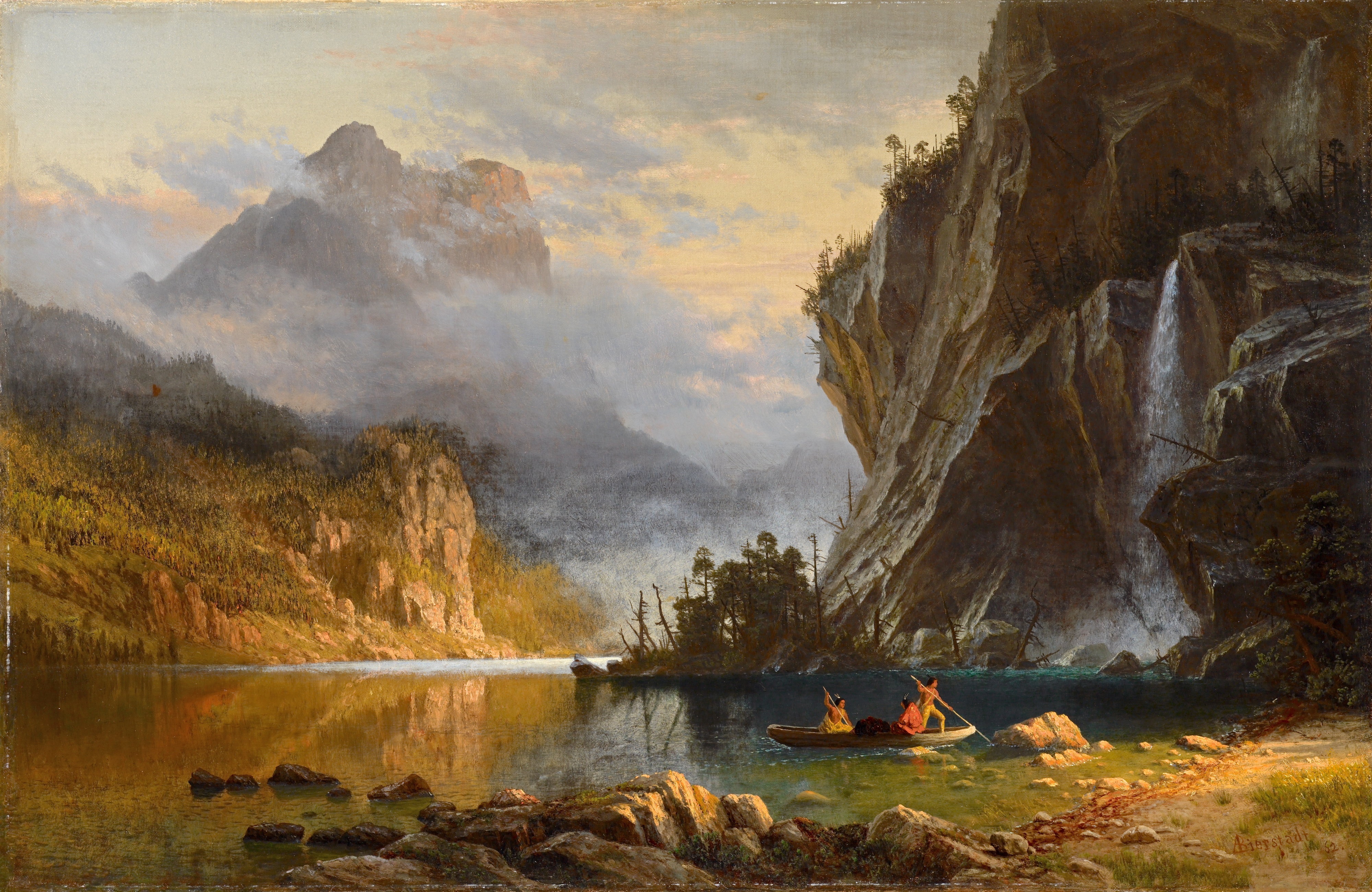
Albert Bierstadt, Indiański połów ryb na włócznię, 1862
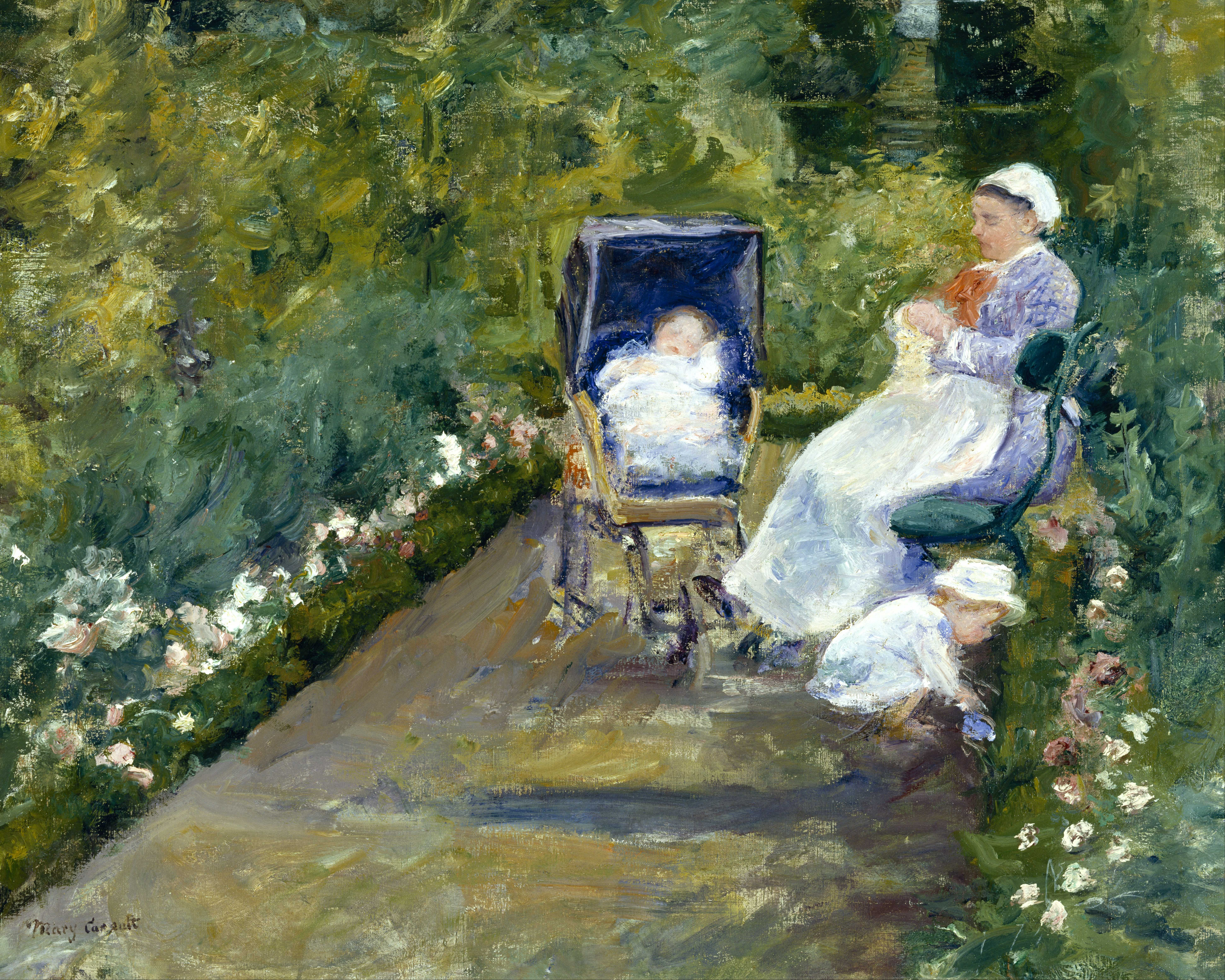
Mary Cassatt, Dzieci w ogrodzie, 1878
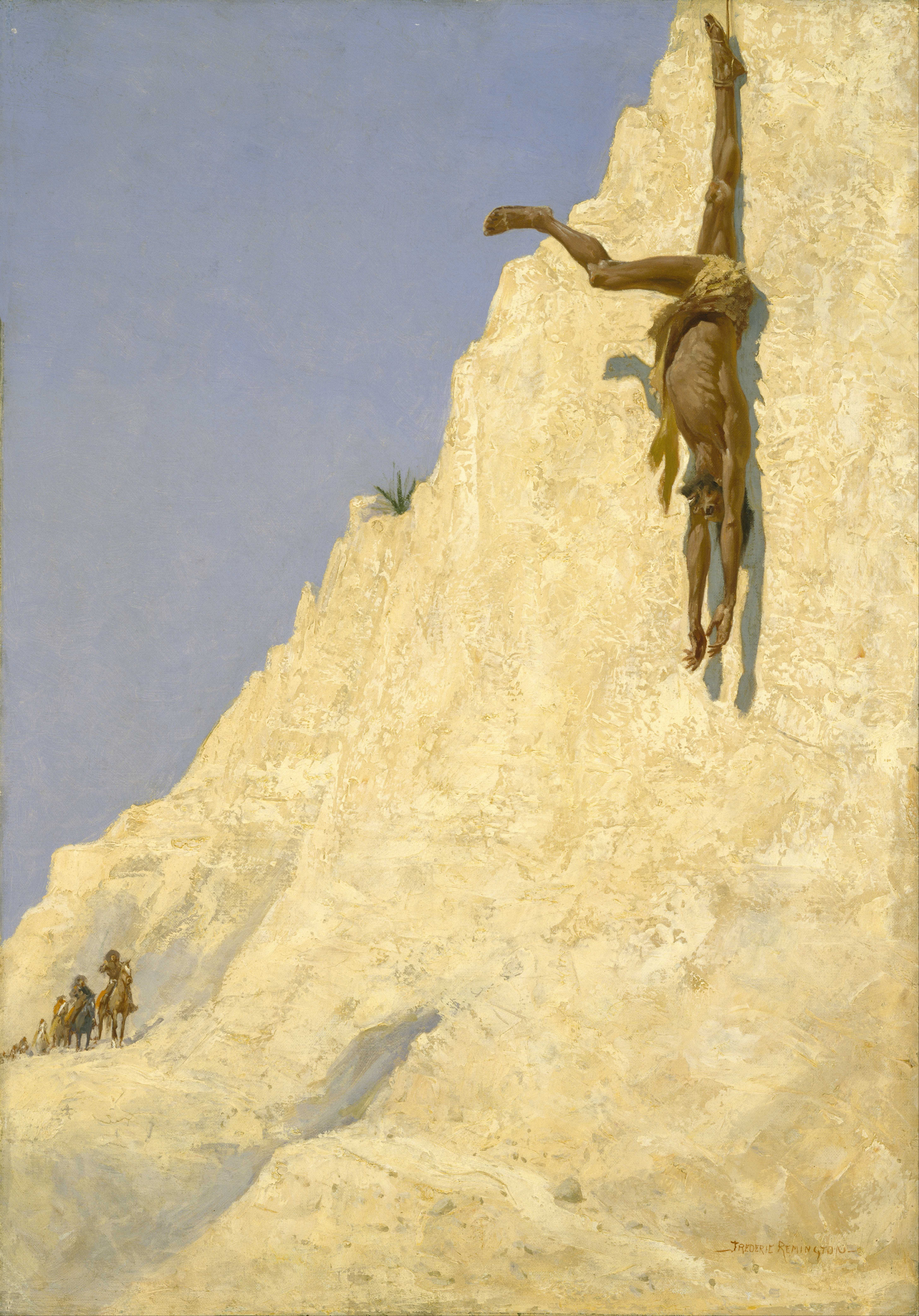
Frederic Sackrider Remington, Przestępca, 1891
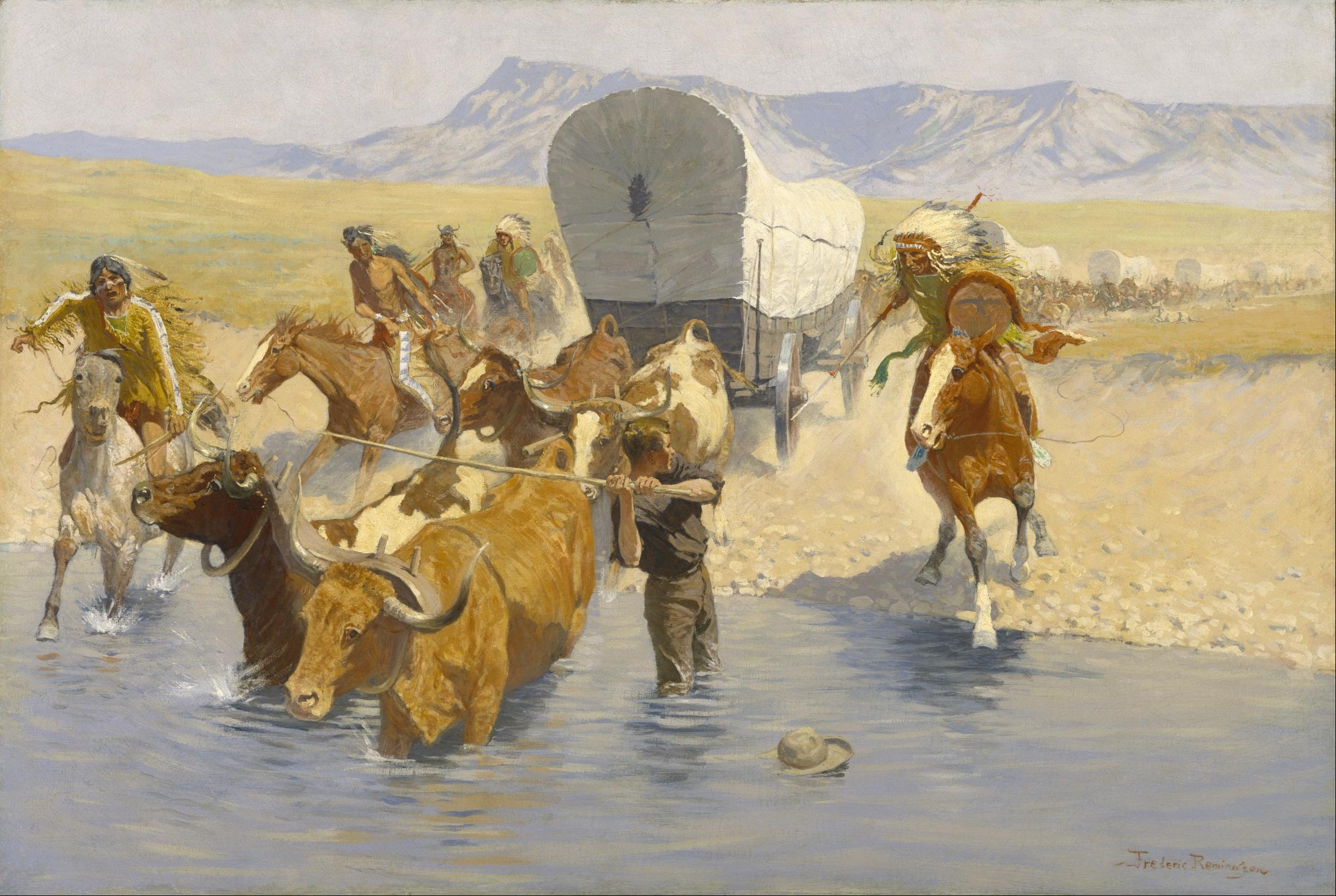
Frederic Sackrider Remington, Emigranci, 1902–1906
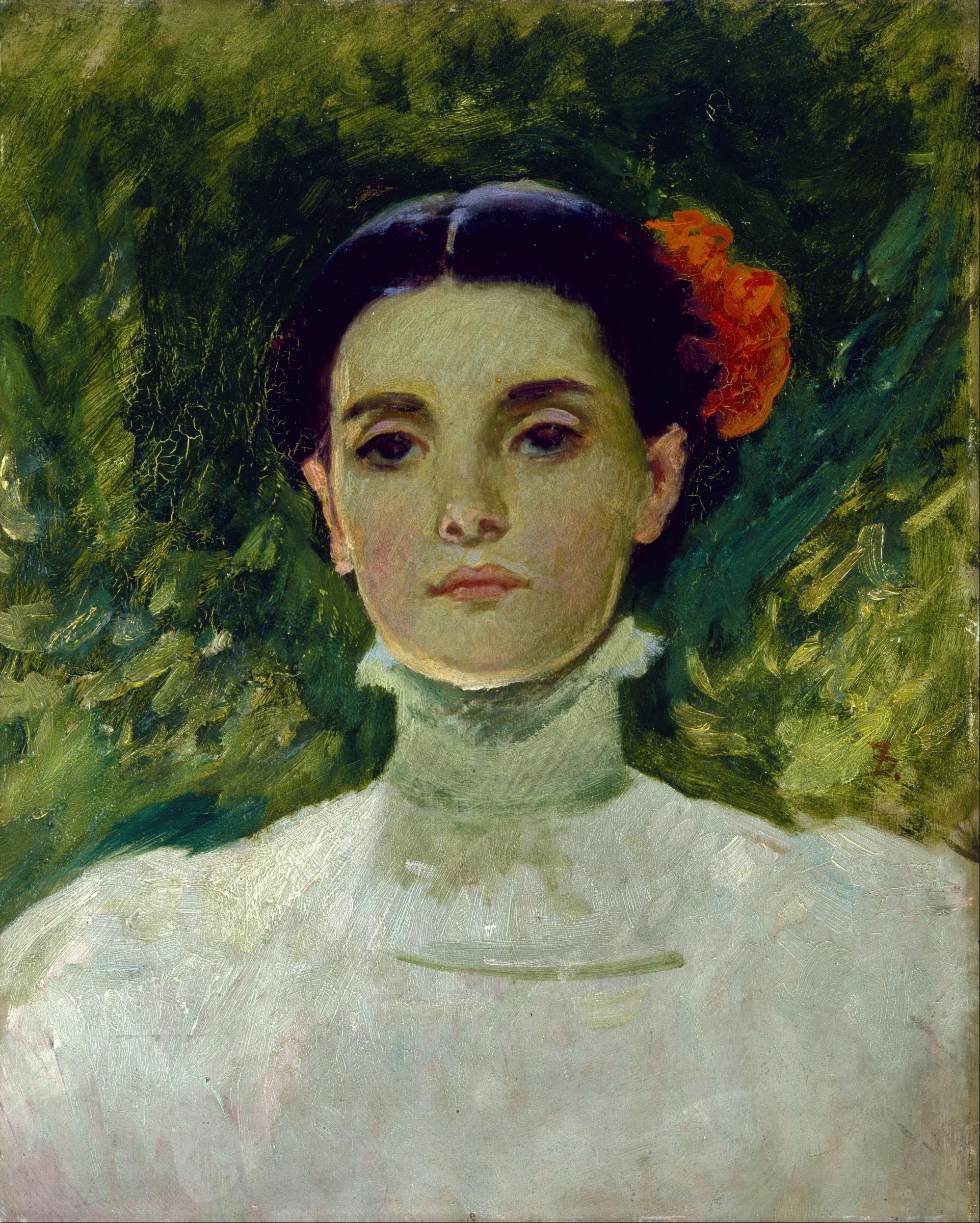
Frank Duveneck, Portret Maggie Wilson, 1898
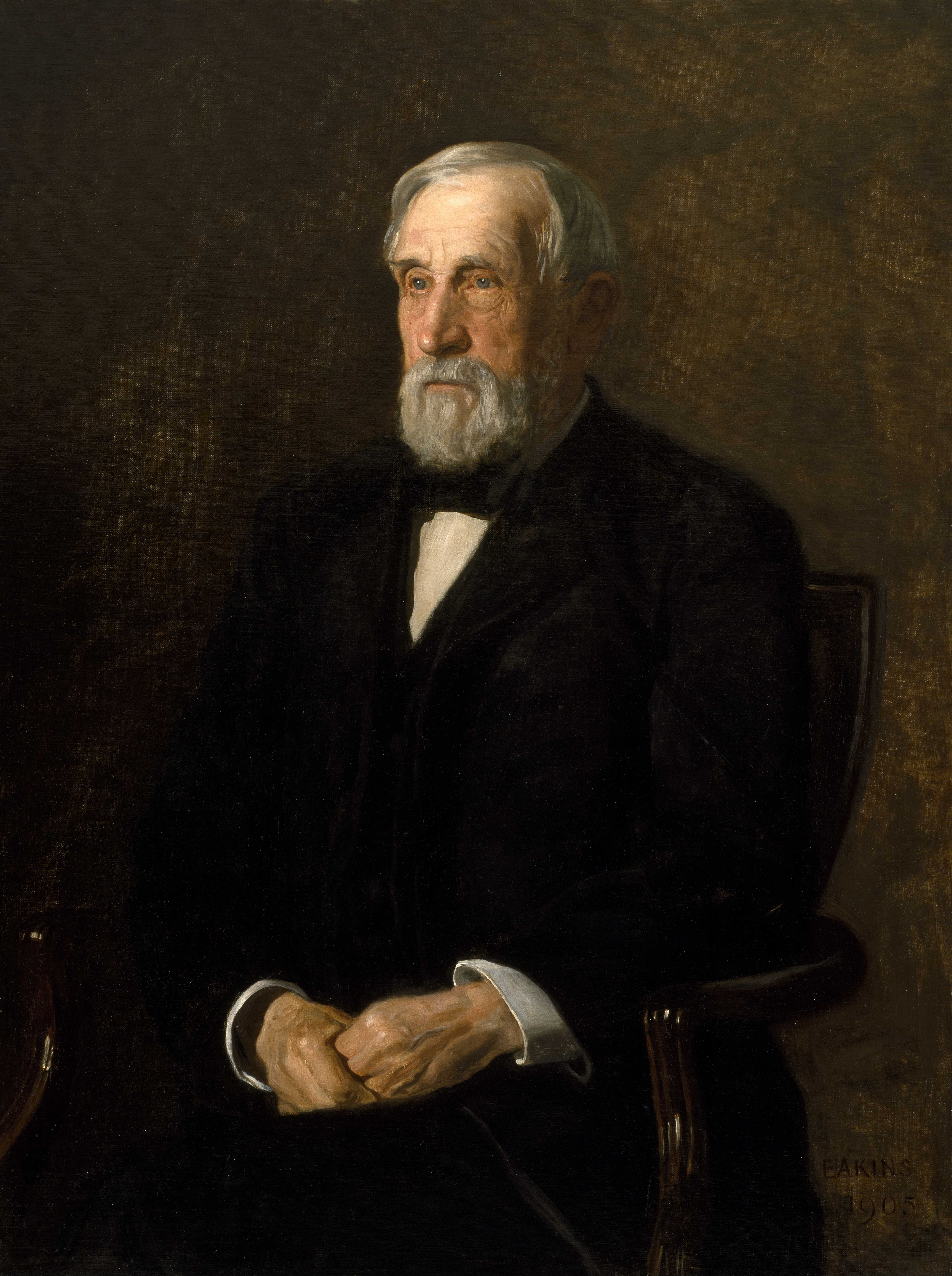
Thomas Eakins, Portret Johna B. Gesta, 1905
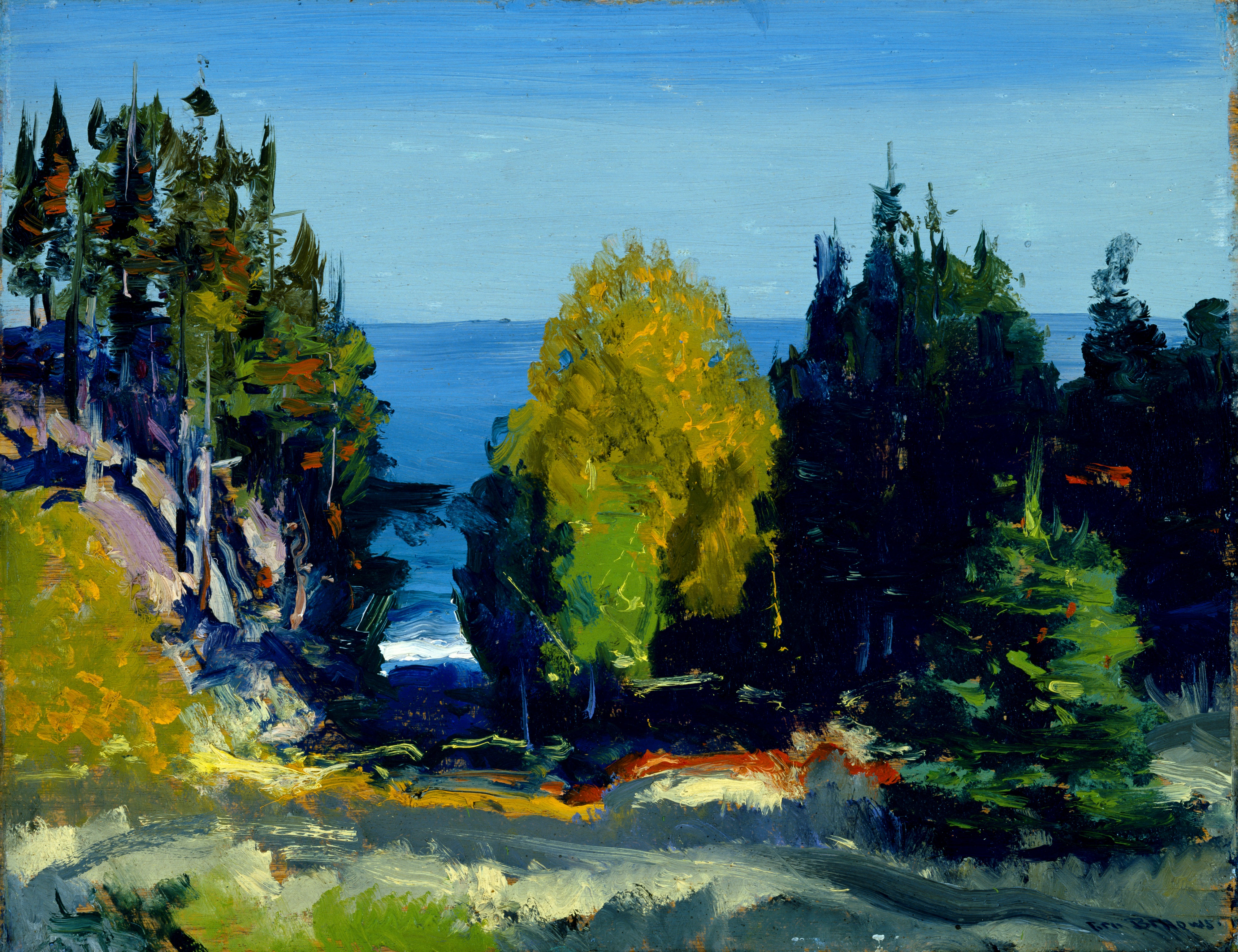
George Bellows, Zagajnik w Monhegan, 1911
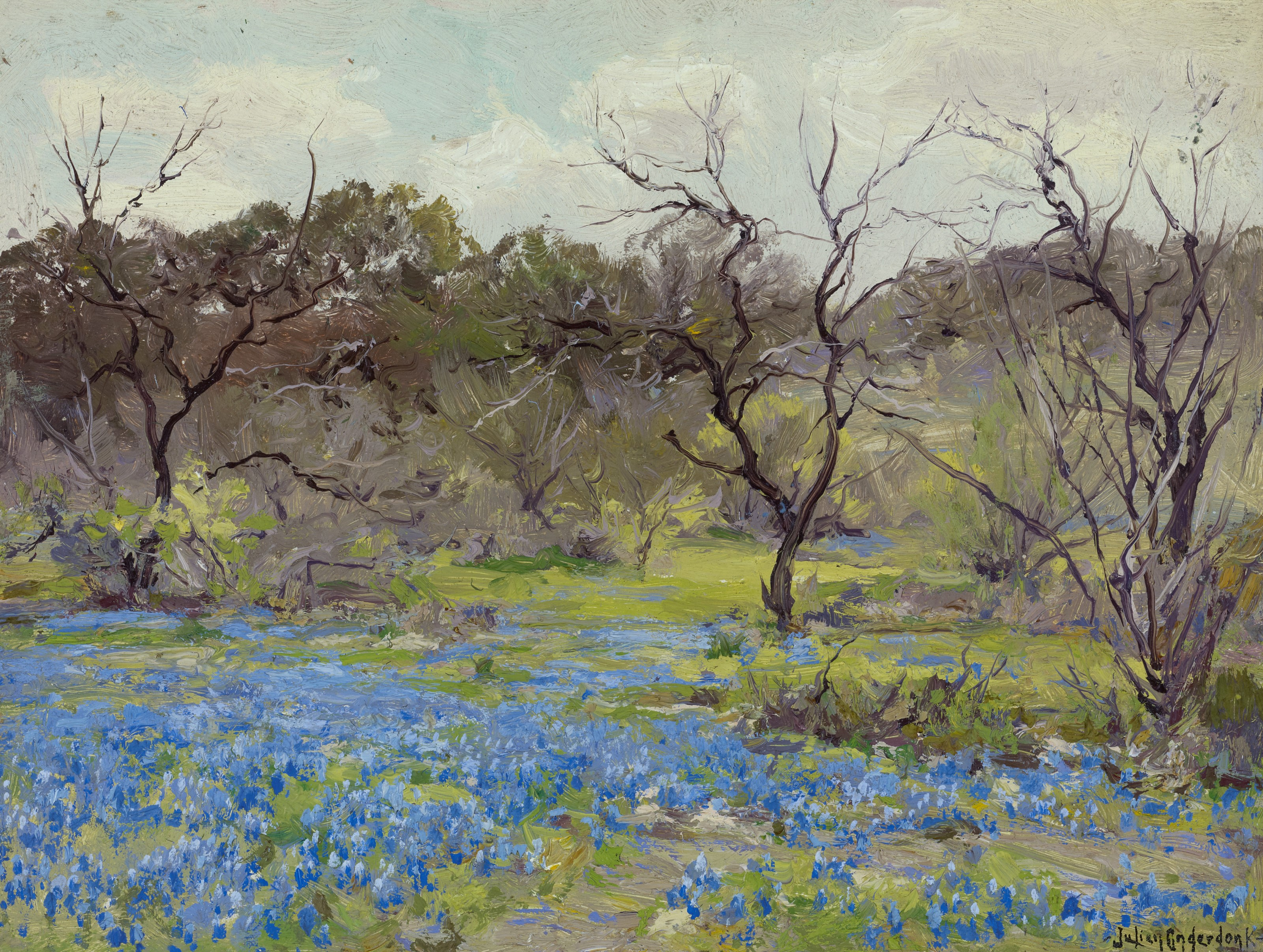
Julian Onderdonk, Łubin teksański i jadłoszyn baziowaty, 1919

#### Prace na papierze

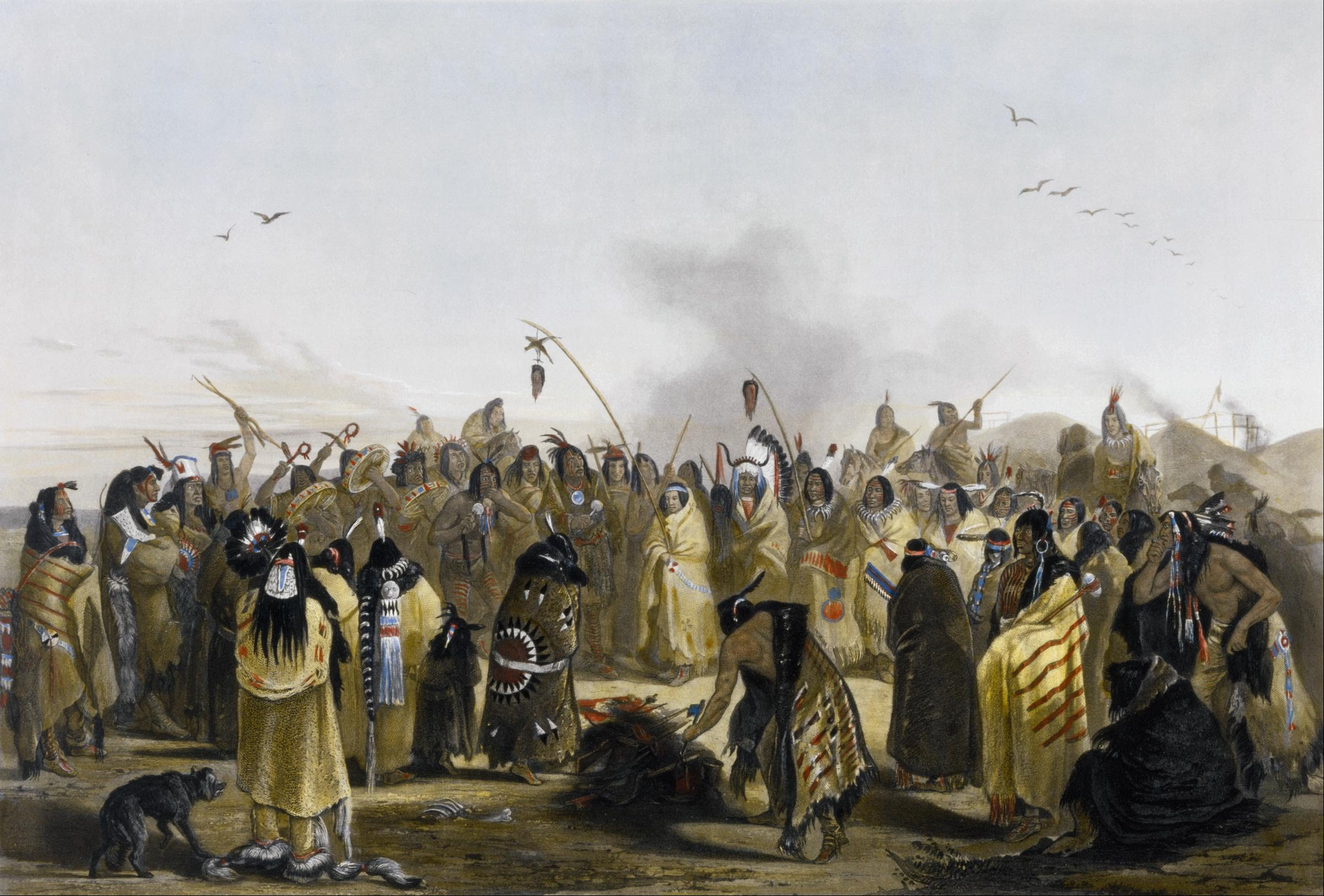
Karl Bodmer, Taniec ze skalpami Indian Hidatsa (akwatinta), 1843
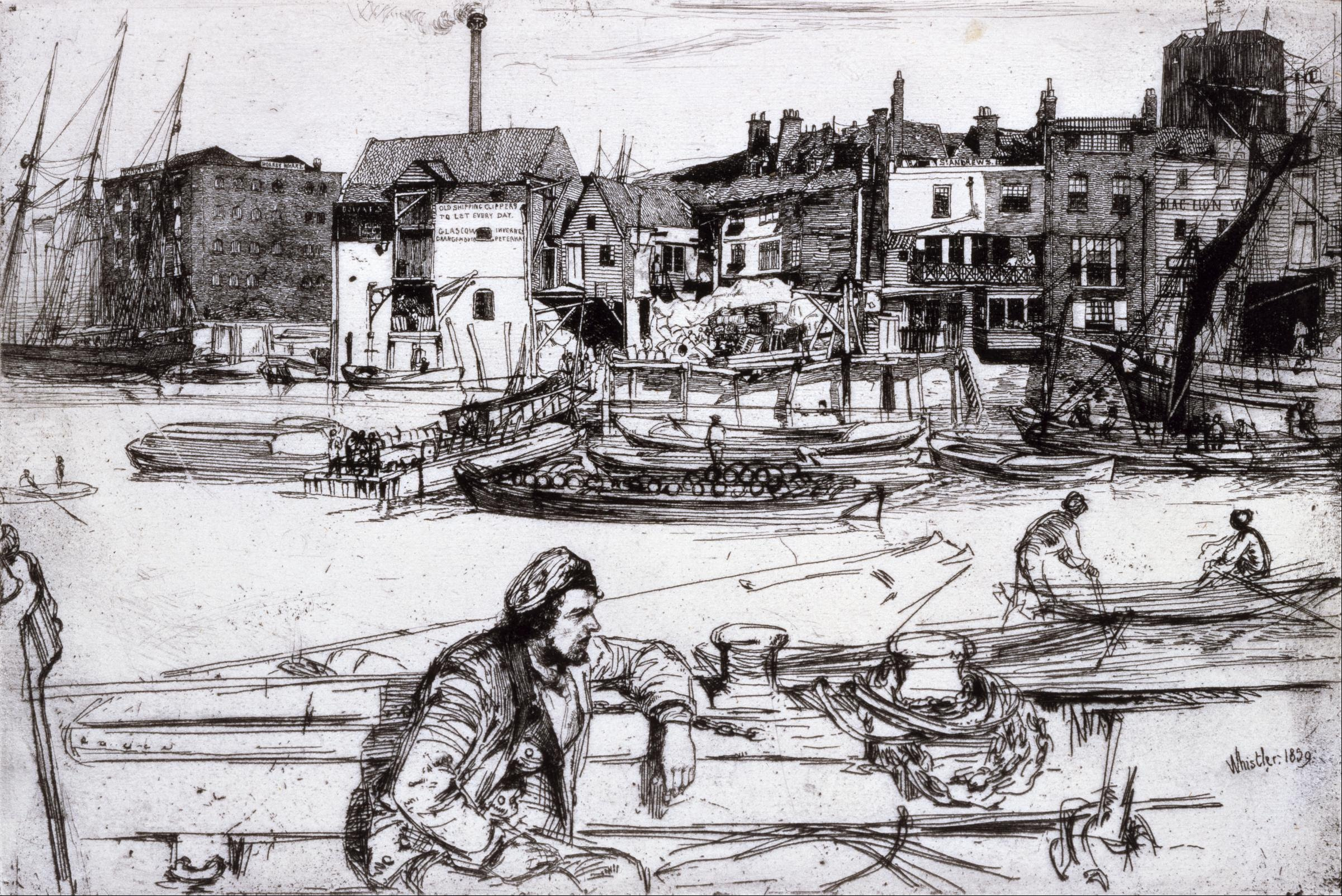
James McNeill Whistler, Black Lion Wharf (suchoryt, akwaforta), 1859
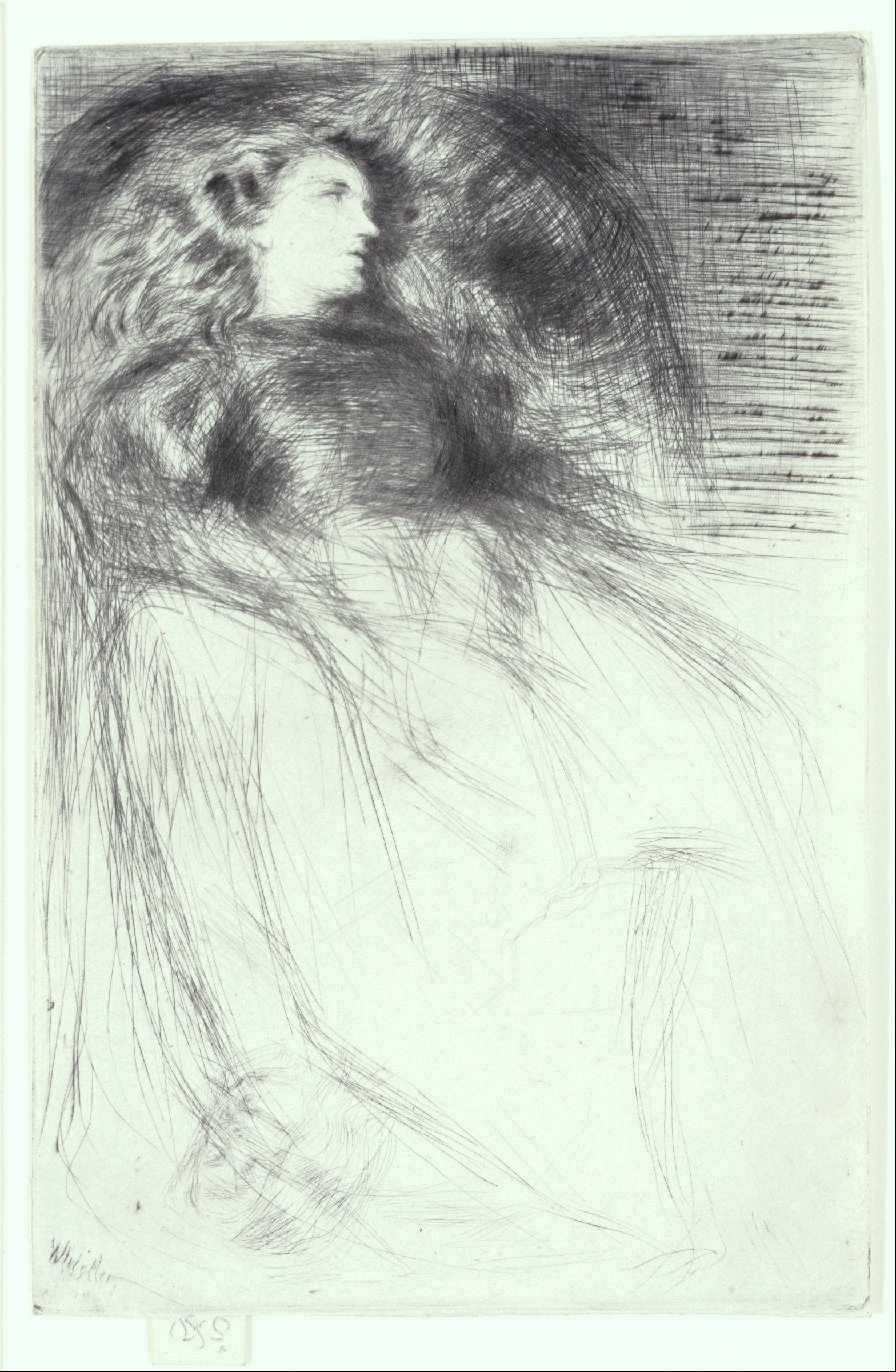
James McNeill Whistler, Zmęczona (suchoryt),  1863
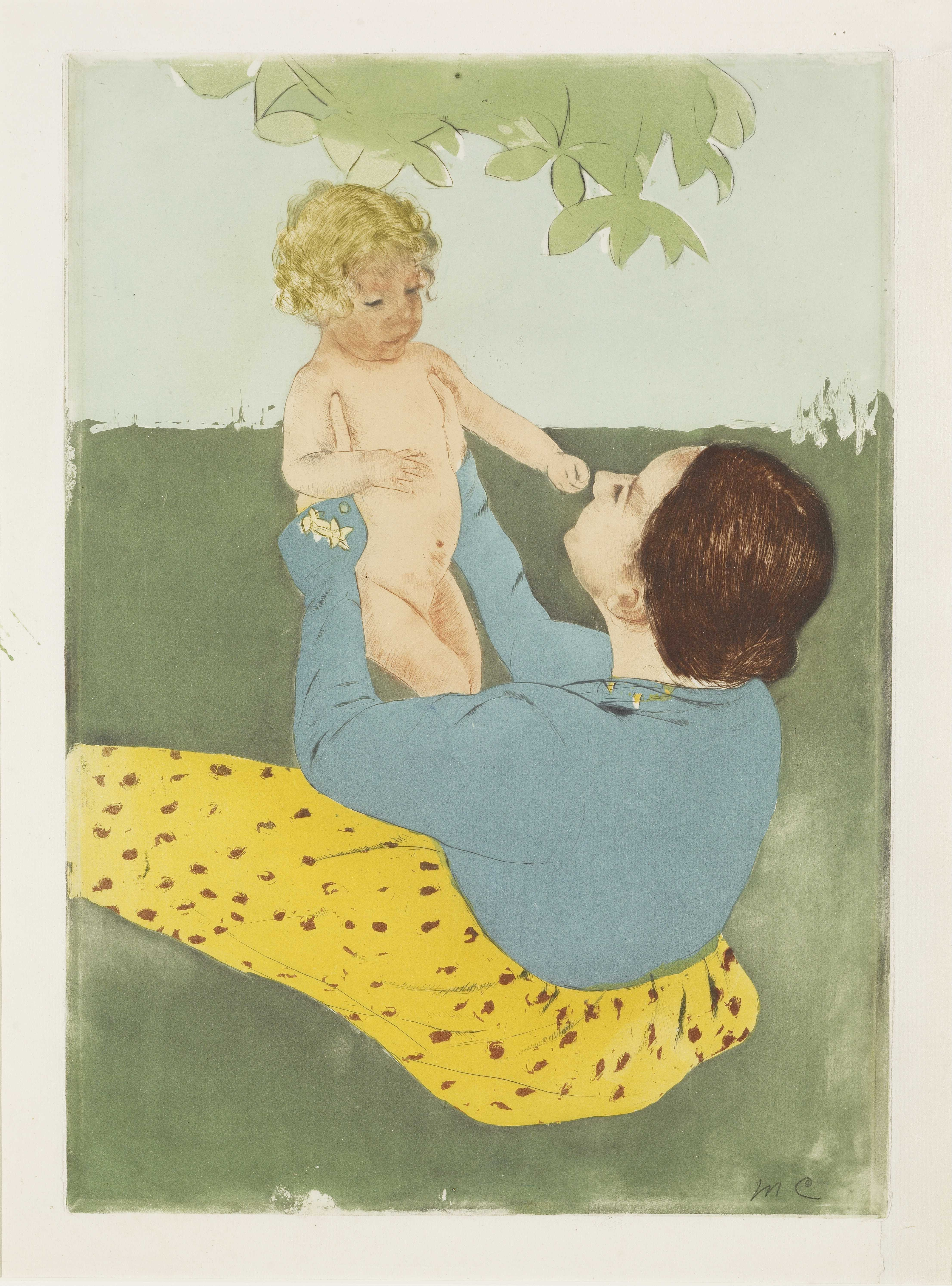
Mary Cassatt, Pod kasztanowcem (barwny suchoryt i akwatinta), 1896–1897
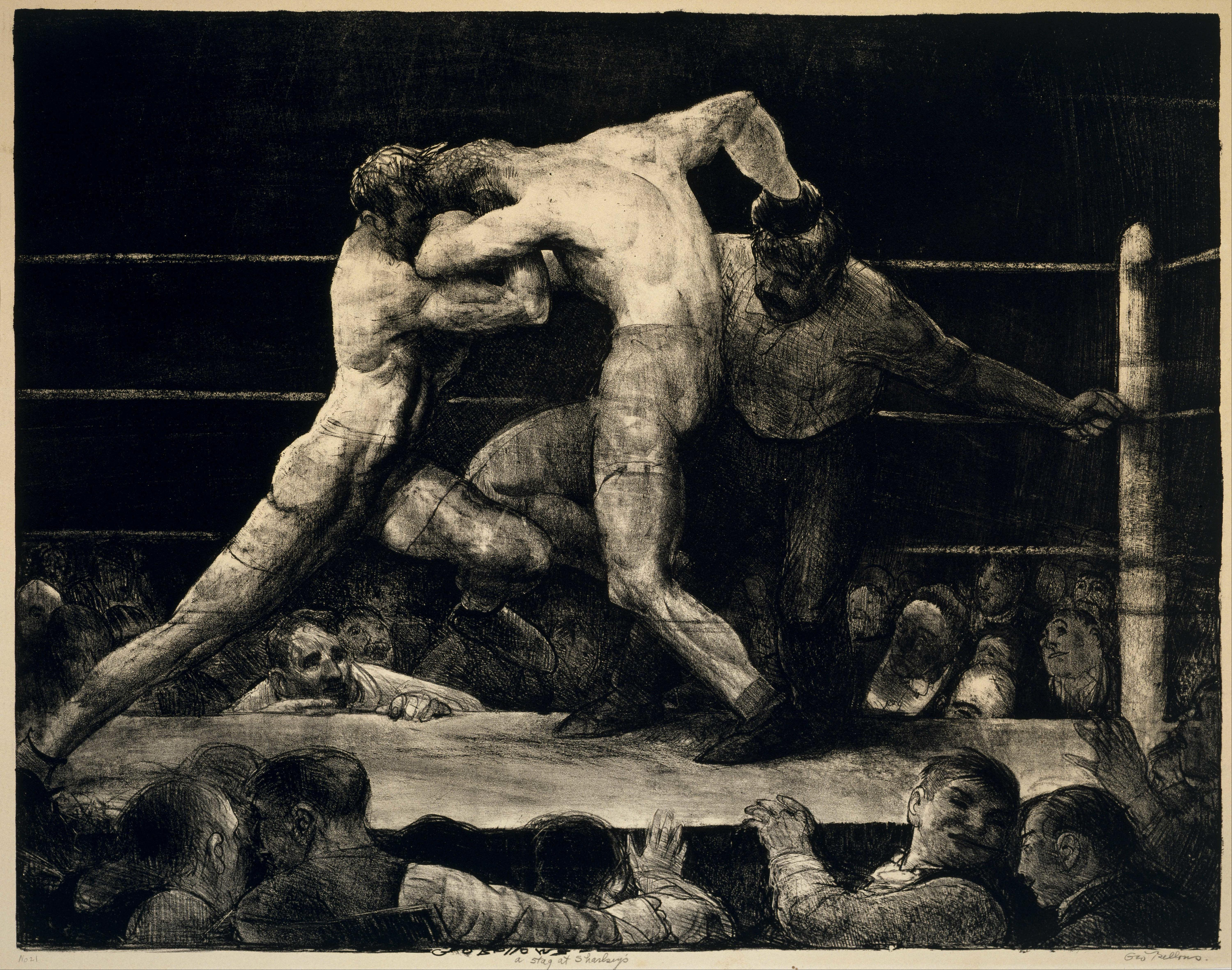
George Bellows, Walka u Sharkeya (litografia), 1917

### Sztuka Ameryki Łacińskiej
W dziale tym znajdują się dzieła sztuki pochodzące z Meksyku, Ameryki Centralnej, Południowej oraz z Karaibów, obejmujące okres począwszy od kultur starożytnych do czasów współczesnych. Do najważniejszych należą: prekolumbijska kolekcja wyrobów ze złota (znana jako Glassell Collection) oraz zbiór prac współczesnych artystów latynoamerykańskich (Xul Solar, Antonio Berni, Manuel Álvarez Bravo, Juan Carlos Distéfano, José Gurvich, Alfredo Jaar, Julio Le Parc, Roberto Matta, David Alfaro Siqueiros. W ramach Adolpho Leirner Collection of Brazilian Constructive Art znajdują się prace współczesnych artystów brazylijskich (Samson Flexor, Cícero Dias, Nogueira Lima, Waldemar Cordeiro, Hélio Oiticica, Lygia Clark, Cildo Meireles, Lothar Charoux, Geraldo de Barros, Luiz Sacilotto).

### Sztuka Afryki
Muzeum posiada także dużą kolekcję sztuki afrykańskiej, w tym przedmioty kultowe, meble i rzeźby drewniane znajdujące się w zbiorach Glassell Collection of African Gold, jednej z najważniejszych tego typu kolekcji na wiecie, zawierającej ponad 800 artefaktów, pochodzących głównie z sądów królewskich ludu Akan zamieszkującego Ghanę i Wybrzeże Kości Słoniowej.

### Sztuka Azji

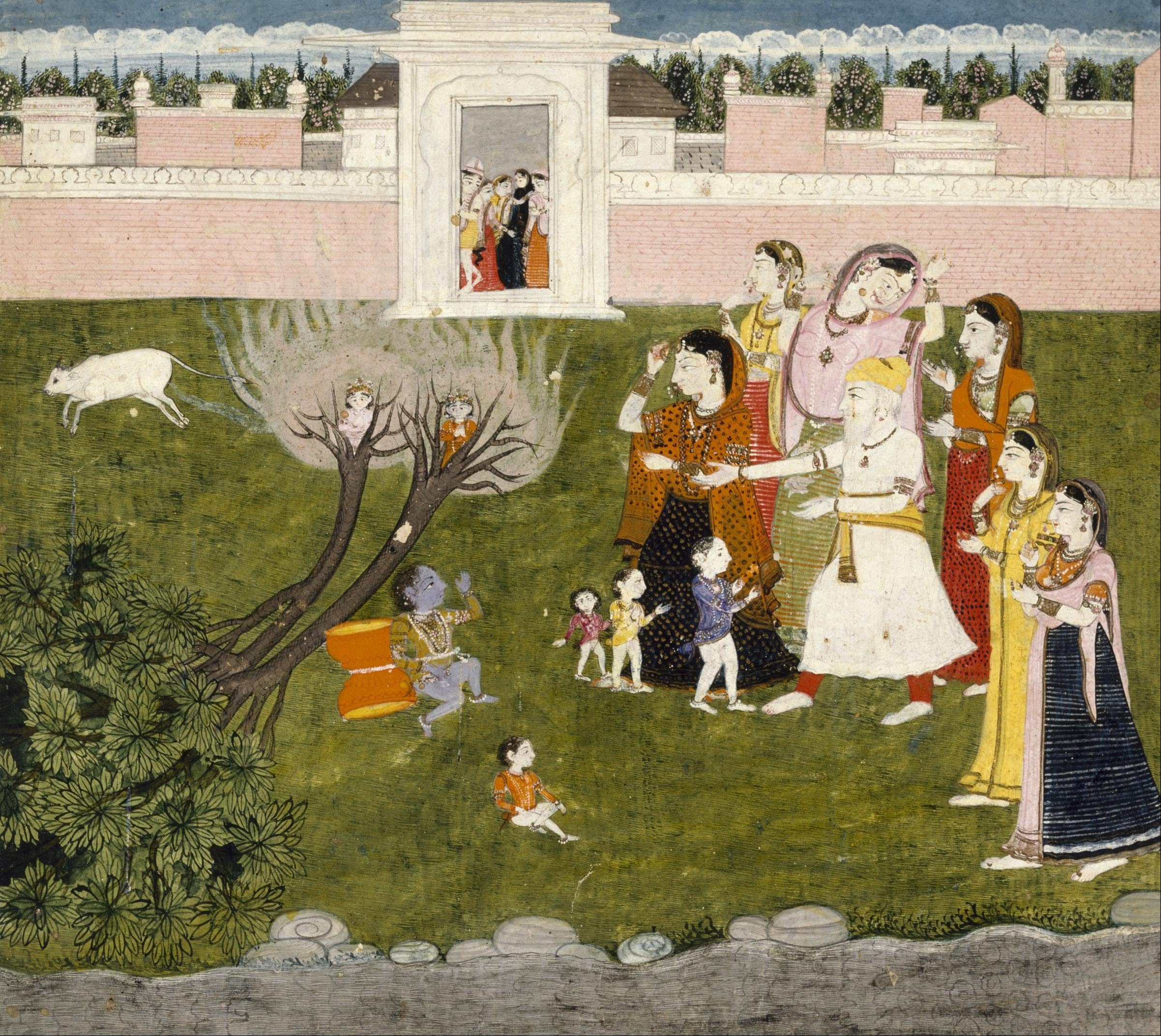
anonimowy twórca, Historia Kriszny, tempera na papierze prążkowanym, 1795–1805

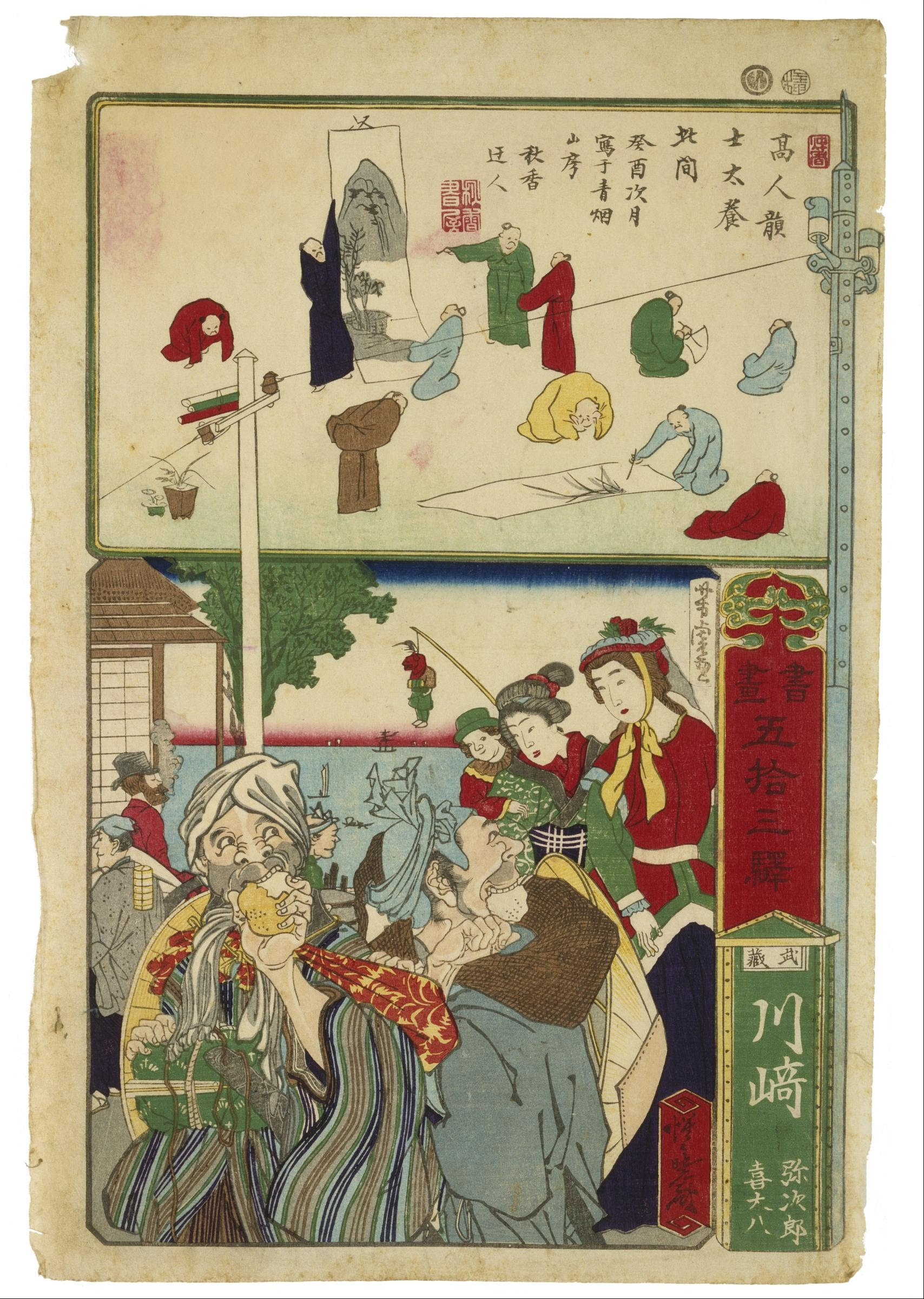
Kawanabe Kyōsai, Jedna z 53 stacji Tokaido, drzeworyt

Obszerna kolekcja dzieł podzielona jest na 4 główne działy: sztuka Chin, sztuka Indii i Azji Południowo-Wschodniej, sztuka Japonii i sztuka Korei. Każdy z tych działów ma własną galerię:

#### Sztuka koreańska
Arts of Korea Gallery (galeria sztuki koreańskiej), otwarta w 2007 roku, przy wsparciu lokalnej społeczności i partnerów międzynarodowych, jest jedyną galerią poświęconą sztuce koreańskiej w południowo-zachodnim regionie Stanów Zjednoczonych. Zgromadzone w niej eksponaty obejmują okres około 5000 lat.

#### Sztuka indyjska
Arts of India Gallery (galeria sztuki indyjskiej) została otwarta w 2009 roku. Znajdują się w niej rzeźby wyobrażające hindustycznych bogów (Śiwa z XIII w., Saraswati z VI w.), monumentalne rzeźby współczesnych artystów (Subodh Gupta), fotografie (Dayanita Singh), miniaturowe obrazy przedstawiające różne sceny z codziennego życia, od scen z dworu władców mogolskich do opowieści zaczerpniętych z dawnych, epickich ksiąg Ramajany i Mahabharaty.

#### Sztuka chińska
Ting Tsung and Wei Fong Chao Arts of China Gallery, otwarta w 2010 roku, prezentuje dorobek sztuki chińskiej, której eksponaty obejmują okres od XIII wieku p.n.e. do współczesności (instalacja Odyseja Cai Guo-Qianga z 2010 roku). Główne atrakcje kolekcji to rzeźby z brązu z okresu od XIII do V wieku p.n.e., wapienna rzeźba przedstawiająca bodhisattwę Awalokiteśwara z VI/VII w., obustronnie rzeźbiony steatytowy parawan z okresu dynastii Ming oraz instalacja Księga Niebios Xu Binga z końca XX wieku.

#### Sztuka japońska
Arts of Japan Gallery, otwarta w lutym 2012 roku, prezentuje dorobek sztuki japońskiej, zarówno dawnej, jak i współczesnej, tworzonej przez takich artystów jak: Yasuhiro Ishimoto, Kitamura Junko, Miyashita Zenji. Ponadto w zbiorach reprezentowane są wyroby z ceramiki, rytualne figurki Buddy z brązu i zbiory drzeworytów Utamaro Kitagawy.
Eksponaty sztuki dawnej i współczesnej zestawione są obok siebie na zasadzie kontrastu.

### Sztuka Australii Oceanii
Ten dział kolekcji obejmuje sztukę Australii, Nowej Zelandii i wysp Oceanii. Wśród eksponatów są między innymi wyroby ze złota i kamieni szlachetnych (korony lokalnych władców, naszyjniki, pektorały i inne ozdoby) oraz naczynia obrzędowe.

### Sztuka islamu

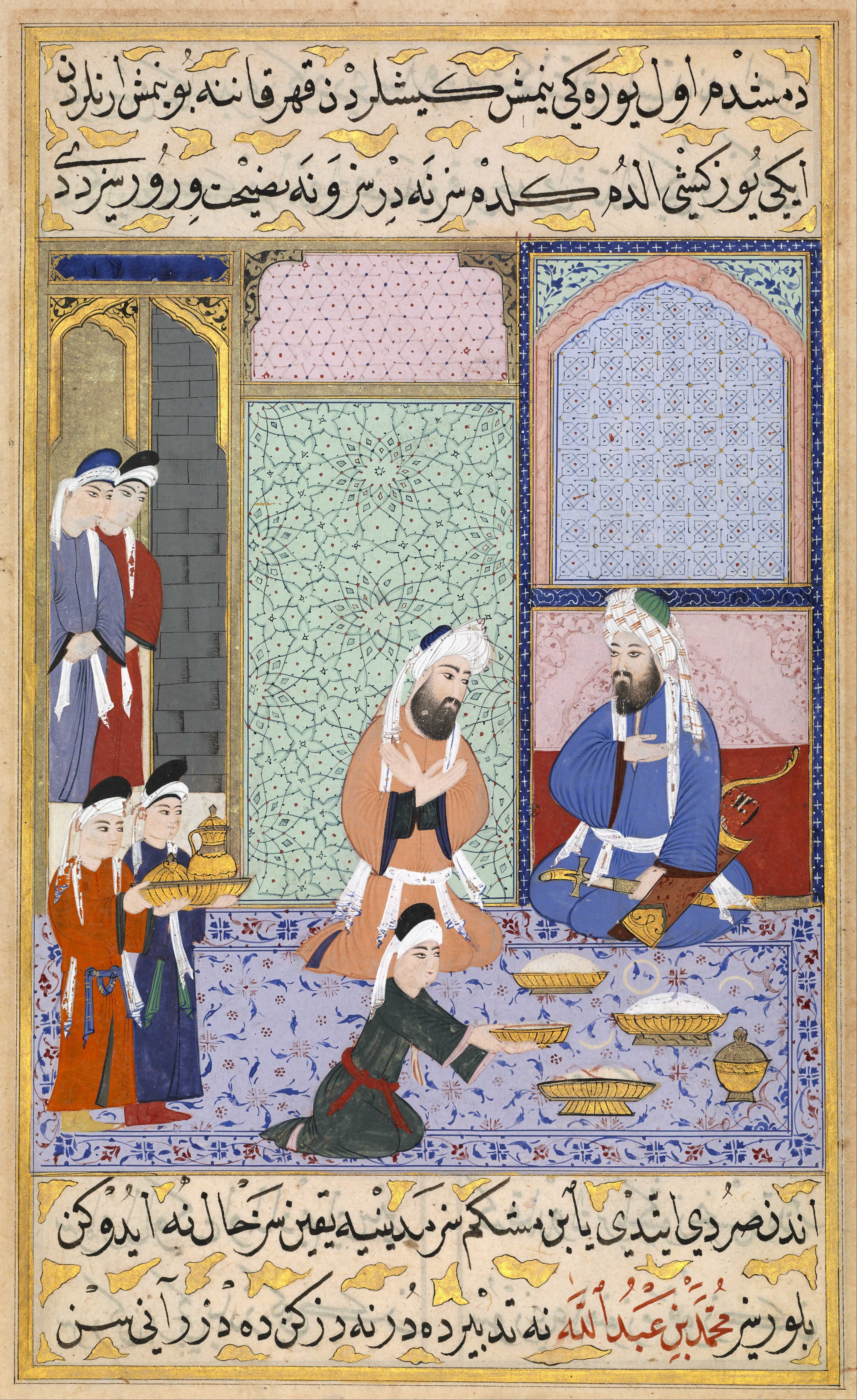
Lütfi Abdullah, jedna z ilustracji do Siyer-i Nebi, gwasz ze złotem, ok. 1594

Inicjatywie gromadzenia dzieł sztuki świata islamu przyświecał zamiar uznania jej artystycznej tradycji i promocji głębszego jej zrozumienia. Celem tego działu zbiorów było stworzenie kolekcji odzwierciedlającej regionalną, chronologiczną i materialną różnorodność tradycji artystycznej świata islamu. W tym celu muzeum, oprócz wystawy stałej, organizuje wystawy tematyczne oraz powiązane z nimi programy publiczne i wykłady. Działalność tę prowadzi powołane w tym celu stowarzyszenie Friends of the Arts of the Islamic World. Zajmuje się ono również gromadzeniem funduszy przeznaczonych na działalność tego działu zbiorów muzeum.
Kolekcja, obejmująca dzieła sztuki powstałe w okresie od IX do początku XX wieku, zbudowana została dzięki zakupom oraz darowiznom. Geograficznie sztuka islamu obejmuje obszar rozciągający się od Hiszpanii do Azji Południowo-Wschodniej, będący w ciągu 1400 lat świadkiem rozwoju nowej tradycji artystycznej, określanej jako „sztuka islamu” lub „sztuka świata islamu”. Zachowała ona jednolity charakter pomimo lokalnych wariantów. Składają się na nią nie tylko dzieła religijne (architektura sakralna, wytwarzanie egzemplarzy Koranu) ale również świeckie: wyroby z ceramiki, szkła, kości słoniowej, kowalstwo artystyczne, tekstylia oraz ilustrowane książki. Dla tych ostatnich charakterystyczne są geometryczne i roślinne ornamentacje.

### Fotografia

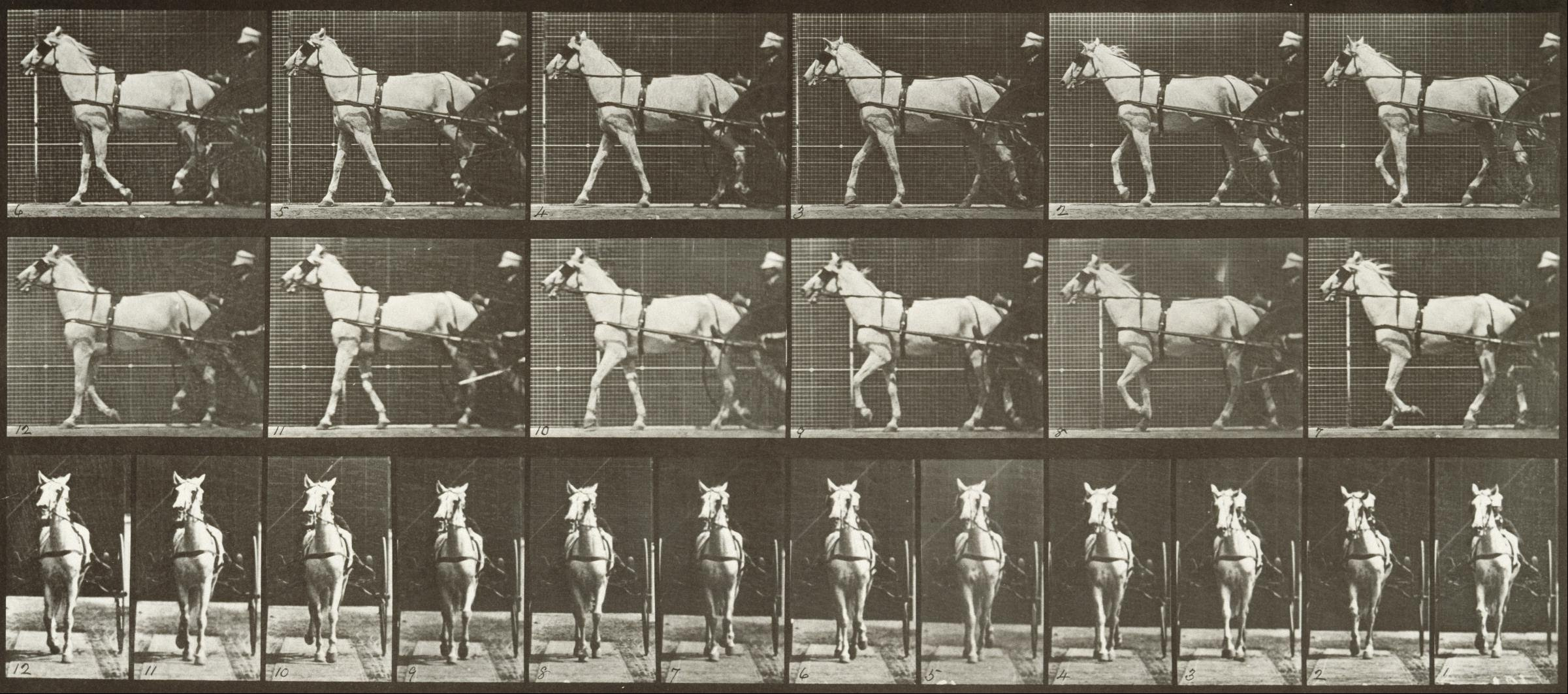
Eadweard Muybridge, Walking, Sulky, LightGray mare, Katydid (światłodruk), 1887

Dział fotografii zajmuje się gromadzeniem, wystawianiem i promocją fotografii artystycznej. Zbiory ukazują historyczne, kulturowe i estetyczne znaczenie tego gatunku. Zgromadzono zarówno prace artystów uznanych, jak i dopiero wschodzących. Najstarsze eksponaty sięgają roku 1840, najnowsze natomiast powstały w czasach współczesnych. Kolekcja fotografii obejmuje ponad 29 000 prac ze wszystkich kontynentów, wykonanych przez około 4000 artystów, wśród których są takie nazwiska jak: Ansel Adams, Diane Arbus, Henri Cartier-Bresson, Walker Evans, Robert Frank, Heinrich Kühn, Man Ray, Richard Misrach, Irving Penn i Edward Steichen, Alfred Stieglitz, Edward Weston i Yasuhiro Ishimoto. Największe liczebnie są zbiory: fotografii amerykańskiej, fotografii dokumentującej prawa obywatelskie, fotografii teksańskiej, fotografii europejskiej okresu międzywojennego oraz fotoreportażu. Ważną część kolekcji stanowią też prace artystów z Japonii, Argentyny, Meksyku i byłej Czechosłowacji.
Znaczący dział zbiorów stanowi darowizna działającego w Amsterdamie kolekcjonera, kuratora i pisarza Manfreda Heitinga z 2002 roku, znana jako Manfred Heiting Collection, obejmująca około 4000 prac, gromadzonych przez około 30 lat, zaliczanych do najważniejszych w skali światowej. W 2013 roku muzeum zakupiło obszerną kolekcję książek o fotografii, zgromadzonych również przez Manfreda Heitinga, liczącą 25 000 woluminów. Kolekcja ta, budowana przez ponad pięć dekad, stanowi historię publikacji książkowych poświęconych fotografii od końca XIX do końca XX wieku. Są w niej książki z kilkudziesięciu krajów, w tym z Niemiec, Japonii i ZSRR. Oprócz książek muzeum otrzymało również 170 fotografii i 200 przedmiotów ceramicznych. Spośród książek wyróżniają się: The Horse in Motion Eadwearda Muybridge’a, opublikowana w 1882 roku, kompletne wydanie dziennika Nowy LEF (1927–1928), zaprojektowanego przez Aleksandra Rodczenko, a spośród fotografii – sygnowana kopia Grasshopper (1920) Edwarda Steichena i duża odbitka Die Wiese (1898) Heinricha Kühna.

## Wystawy

### 1900–1945
Program wystawienniczy muzeum rozpoczął się w 1904 roku, jeszcze pod auspicjami jego poprzednika, Houston Public School Art League. W pierwszych latach działalności organizowano wystawy reprodukcji w szkołach i innych miejscach na terenie miasta. Przed otwarciem swojego pierwszego stałego budynku w 1924 roku muzeum zorganizowało kilka znaczących wystaw; wśród nich wystawę ceramiki z Newcomb, kilka wystaw poświęconych dawnym artystom Teksasu i pierwsze cztery coroczne wystawy obrazów wybranych artystów amerykańskich, należących do American Federation of the Arts (George Bellows, William Chase i Childe Hassam). Pierwsza darowizna na rzecz muzeum, George M. Dickson Collection, została początkowo wystawiona w 1919 roku w University Club w centrum Houston i powtórzona w 1924 roku w nowo otwartym stałym budynku. W latach 1924–1939 muzeum zorganizowało 458 wystaw, w tym indywidualne wystawy George’a Bellowsa, José Clemente Orozco, Fredericka Sackridera Remingtona i Edwarda Westona. W tym czasie muzeum gościło też w swych murach 9 wystaw objazdowych z Museum of Modern Art, z galerii nowojorskich i innych instytucji. Wśród nich były między innymi: Old Masters of the 17th and 18th Centuries, Modern French and American Art, Exhibition of Modern German Prints, Modern French Paintings. Wśród artystów, których prace wystawiano byli: Paul Cézanne, Alexander Calder, Antonio Canaletto, Edgar Degas, Raoul Dufy, Antoon van Dyck, El Greco, Thomas Gainsborough, Frans Hals, Paul Klee, Aristide Maillol, Henri Matisse, Piet Mondrian, Claude Monet, Henry Moore, Pablo Picasso, August Renoir, Joshua Reynolds, Henri Rousseau, Peter Paul Rubens, Tycjan, Vincent van Gogh i Maurice de Vlaminck.
Rosnące zainteresowanie sztuką latynoamerykańską skłoniło muzeum do zorganizowania wystaw poświęconych tej sztuce: Od 1927 roku zorganizowało ono ponad 30 wystaw sztuki latynoamerykańskiej (w 2001 roku w muzeum otworzono siedzibę International Center for the Arts of the Americas – ICAA).

### 1945–1960
W okresie powojennym w polityce wystawienniczej muzeum zaznaczyła się obecność sztuki nowoczesnej; poświęcona jej była jedna trzecia wystaw zorganizowanych w latach 1946–1959. W 1947 roku miała miejsce wystawa Fifty-five Works of Modern Art Owned by Houstonians, a w 1948 – This is Contemporary Art at the MFAH. Za czasów Lee Malone'a, pierwszego pełnoetatowego dyrektora muzeum, ilość organizowanych wystaw wzrosła; wiele z nich było poświęconych sztuce nowoczesnej (Chagall and DeChirico and House of Art). W 1956 roku muzeum zorganizowało swoją pierwszą wystawę objazdową, Gulf-Caribbean Art exhibition. W 1957 roku, z okazji spotkania American Federation of the Arts na terenie muzeum, otwarto wystawę trzech braci-artystów, Three Brothers – Jacques Villon, Raymond Duchamp-Villon, Marcel Duchamp. Z okazji otwarcia w 1958 roku budynku Cullinan Hall zorganizowano w nim wystawę The Human Image.

### Lata 60.
Za czasów kolejnego dyrektora, Jamesa Johnsona Sweeneya, poświęcono dużo uwagi światowej sztuce nowoczesnej (jedna czwarta wszystkich wystaw zorganizowanych w tamtym czasie), zrezygnowano natomiast z prezentowania dorobku artystów teksańskich i lokalnych. Ważne wystawy tego okresu to: From Gauguin to Gorky, The Maurice Wertheim Collection: Manet to Picasso, The Heroic Years: Paris 1908-1914 i Three Spaniards: Picasso, Miró, Chillida. Zorganizowano też dwie pierwsze solowe wystawy poświęcone Johnowi Biggersowi, artyście afroamerykańskiemu (1962 i 1968). Rosnące zainteresowanie fotografią przyczyniło się do zorganizowania kilkunastu wystaw poświęconych temu gatunkowi.

### Lata 70.
Trendy zapoczątkowane w latach 60. kontynuowane były również w latach 70. Dominowały modernizm i fotografia, choć w Bayou Bend miały miejsce wystawy poświęcone rzemiosłu artystycznemu; najważniejsza z nich to The Gothic Revival Style in America: 1830-1870. Muzeum organizowało też wystawy objazdowe, poświęcone takim artystom jak: Patrick Henry Bruce, Gustave Caillebotte, Winslow Homer i Alexander Lieberman. Na otwarcie w 1974 roku Brown Pavilion zorganizowano w nim inauguracyjną wystawę The Great Decade of American Abstraction: Modernist Art 1960 to 1970; za którą poszły następne: Modern Painting: 1900 to the Present, Modern American Paintings 1910-1940: Toward a New Perspective oraz Synchromism and American Color Abstraction, 1910-1925. Organizowano też wystawy poświęcone poszczególnym artystom jak Pablo Picasso, Stuart Davis, Joan Miró, Willem De Kooning, Helen Frankenthaler, Jasper Johns, Jackson Pollock czy Mark Rothko. Rekordowe tłumy przyciągnęła w 1978 roku wystawa Cézanne: The Late Work. Podwoiła się ilość wystaw poświęconych fotografii. Zorganizowano indywidualne prezentacje prac takich twórców jak: Roy de Carava, George Krause, Man Ray, Edward Weston i Diane Arbus. Dekadę zamknęła wystawa Armand Hammer Collection: Four Centuries of Masterpieces.

### Po 1982
Peter C. Marzio, który został dyrektorem w 1982 roku, był tym, który najdłużej w historii muzeum pełnił tę funkcję (24 lata). Jego zamiarem była promocja muzeum na światowej scenie artystycznej. Za jego kadencji zorganizowano blisko 800 wystaw (w tym rekordową ilość – 55 w 2004 roku), wydano 140 katalogów wystawowych i 20 przewodników po kolekcji stałej. Wystawy na terenie kampusu przyciągnęły 19 milionów zwiedzających, dodatkowe 13 odwiedziło wystawy poza kampusem i witryny muzeum online. Wystawy objazdowe, zorganizowane przez MFAH, prezentowane były na pięciu kontynentach oraz w takich amerykańskich muzeach jak: Metropolitan Museum of Art, Museum of Modern Art, Muzeum Guggenheima w Nowym Jorku, Brooklyn Museum, Art Institute of Chicago, Whitney Museum of American Art, Smithsonian Institution, Los Angeles County Museum of Art, National Gallery of Art, Museum of Fine Arts w Bostonie, Cleveland Museum of Art i inne. W wyniku umowy ws. wymiany dzieł, zawartej między MFAH a Muzeum Sztuk Pięknych im. Puszkina w Moskwie zorganizowano wystawę Old Masters, Impressionists, and Moderns: French Masterworks from the State Pushkin Museum, Moscow. Za kadencji Marzio liczba wystaw sztuki amerykańskiej i europejskiej wzrosła ponad trzykrotnie. Do znaczących wystaw sztuki europejskiej należały między innymi: Della Pittura: 300 Years of Italian Painting; Landmarks in Print Collecting: Masterpieces from the British Museum; Leonardo da Vinci: The Anatomy of Man; Dégas Landscapes; The Splendor of Rome: The 18th Century; Courbet and the Modern Landscape; Best in Show: The Dog in Art from the Renaissance to Today; English Pre-Raphaelite Art from the Birmingham Collection, England; Rembrandt to Gainsborough: Masterpieces from England’s Dulwich Picture Gallery; Matisse, Picasso, and Friends: Masterworks on Paper from the Cone Collection of the Baltimore Museum of Art; Impressionists on the Connecticut Shore; Monet, Renoir, and the Impressionist Landscape; French Impressionism: Masterpieces from Copenhagen’s Ordrupgaard Collection; Paris in the Age of Impressionism: Masterworks from the Musée d’Orsay; The Masterpieces of French Painting from the Metropolitan Museum of Art: 1800-1920; Monet, Renoir, and the Impressionist Landscape. Wystawy sztuki amerykańskiej to między innymi: The Best of Times: Intimate American Paintings from the Turn of the Century; Mark Catesby's Natural History of America; The Modern West: American Landscapes, 1890-1950; Selections from the Anschutz Collection; Age of the Marvelous; Classical Taste in America, 1800-1840; Masterpieces from the Pierpont Morgan Library; William Merritt Chase: Modern American Landscapes, 1886-1890; The Cos Cob Art Colony: Impressionists on the Connecticut Shore. Poza tym organizowano wystawy sztuki chińskiej (Treasures from the Shanghai Museum: 6,000 Years of Chinese Art), indonezyjskiej, afrykańskiej i Wysp Oceanu Spokojnego (Expressions of Belief: Masterpieces of African, Oceanic, and Indonesian Art from the Museum voor Volkenkunde, Rotterdam), starożytnej sztuki greckiej (The Centaur’s Smile: The Human Animal in Early Greek Art), rzymskiej (Rediscovering Pompeii) i egipskiej (Splendors of Ancient Egypt), sztuki afroamerykańskiej (The Wilson Potters: An African-American Enterprise in 19th-Century Texas; Quilts of Gee's Bend) i współczesnej sztuki latynoamerykańskiej (Portrait of a Decade: David Alfaro Siqueiros 1930-1940; The World of Frida Kahlo; Diego Rivera: Art and Revolution, Alfredo Jaar: The Eyes of Gutete Emerita; Gego, Between Transparency and the Invisible; Xul Solar: Visions and Revelations, Hélio Oiticica: The Body of Color; Inverted Utopias: Avant-Garde Art in Latin America.